# Донецк
Доне́цк (укр. Донецьк; до 1924 — Юзовка, до 1929 — Сталин, до 1961 — Сталино) — город на востоке Украины, административный центр Донецкой области, Донецкого района и Донецкой городской общины. Расположен на реке Кальмиус. В апреле 2014 года был захвачен вооружёнными пророссийскими сепаратистскими формированиями самопровозглашённой Донецкой Народной Республики и рассматривался ею как столица. 30 сентября 2022 года был аннексирован Россией.
Пятый город Украины по количеству населения, численность которого на 1 января 2014 года составляла 950 372 человека. На территории, подчинённой Донецкому горсовету, на 1 января 2014 года проживало 965 828 человек.
Украинские власти в ходе вооружённого конфликта на востоке страны перенесли учреждения Донецкой областной государственной администрации сначала в Мариуполь, а в октябре 2014 года — в Краматорск, который на данный момент является административным центром Донецкой области.

## Этимология
С 1869 года город носил название Юзовка (укр. Юзівка; на картах встречается также Юзово) в честь своего основателя — предпринимателя Джона Юза (Хьюза, англ. John Hughes).
8 марта 1924 года на заседании пленума Юзовского окружного исполкома постановили «г. Юзовку переименовать в г. Сталин.». В протоколе № 5 прошедшего заседания указано, что переименование увековечивает память недавно умершего главы СССР В. И. Ленина. В протоколе № 7 торжественного заседания Юзовского Городского Совета рабочих, крестьянских и красноармейских депутатов с участием профессиональных союзов, прошедшего на следующий день, 9 марта 1924 года, отмечено, что революция изображает «по словам тов. Ленина, локомотив, сделанный из стали, на котором был машинистом тов. Ленин» и потому «символом, характеризующим нашего вождя тов. Ленина, будет „сталь“». При этом в протоколе отражено мнение одного их докладчиков заявившего, что «Это, во-первых, и, во-вторых, таким великим именем, как Ленин, размениваться нельзя. Внесенное предложение Окрисполкомом о перемене г. Юзовки в Сталин по мнению тов. Моисеенко вполне приемлемо с увековечением памяти Ильича... переименование города Юзовки в Сталин вполне приемлемо, так как его стальным последователем является тов. Сталин. Это имя дала ему партия, так как он был твёрд и непоколебим, как сталь», связывая таким образом новое название города со словом «сталь». Украинский лингвист Е. С. Отин называет такое обоснование искусственным и надуманным и рассматривает его как попытку «опосредованно связать новый мемориальный топоним с личностью Ленина, прибегнув к популярной в те годы метафоре».
22 апреля 1924 года на заседании Малого президиума ВУЦИК после выступления одного из докладчиков с просьбой «об изменении названия г. Юзовки и Юзовского округа, назвав их им. Сталина» (укр. зміну назви м. Юзівки і Юзівської округи, назвавши їх ім. Сталіна), было постановили удовлетворить просьбу Юзовского окружного исполкома о переименовании города.
6 июня 1924 года Постановлением Президиума ЦИК СССР город Юзовка была переименована в город Сталин, округ Юзовский — в Сталинский и станция Юзово Екатерининской железной дороги — в станцию Сталино. В дальнейшем в массовом сознании название города обрело устойчивую связь с именем Сталина.
В 1929 году город был переименован в Сталино. По одной версии, это являлось следствием политики коренизации, по другой версии, связано с названием находящейся в городе железнодорожной станции, с 1924 года именовавшейся Сталино. По-украински город стал называться буквальной транскрипцией с русского языка — Сталіно, а не украинизированной формой Сталіне.
9 ноября 1961 года город Сталино переименован в Донецк.
Существует версия, впервые прозвучавшая в романе Владимира Успенского «Тайный советник вождя», что в 1923 году город несколько месяцев назывался Троцк в честь Льва Троцкого, но она не имеет документального подтверждения.

## География

### Расположение
Географические координаты Донецка — 48° северной широты и 37° 48′ восточной долготы. Часовой пояс — UTC+3
Общая площадь Донецка — 385 км². Протяжённость города с севера на юг — 38 км. Протяжённость с востока на запад — 55 км. Вместе с близлежащими городами Донецк входит в состав Донецкой агломерации — крупнейшего индустриального узла Украины. Агломерация с населением в 1720 тыс. чел. представляет собой зону неразрывной застройки — граница между Донецком и Макеевкой проходит по улице. Город находится в центральной части Донбасса к югу от Донецкого кряжа. Донецк расположен в степной зоне, в верховьях реки Кальмиус и окружён небольшими лесами, холмами, реками и озёрами. 
На расстоянии 95 км к югу от Донецка находится Азовское море. В Донецке находятся 2 водохранилища — Нижнекальмиусское водохранилище (62+38 га, расположено на реке Кальмиус) и Донецкое море (138 га). Через город протекает 4 реки: Кальмиус, Бахмутка (Скоморошина) (23 км), Асмоловка (Дурная) (13 км), Черепашкина. В Донецке насыпано 125 терриконов.

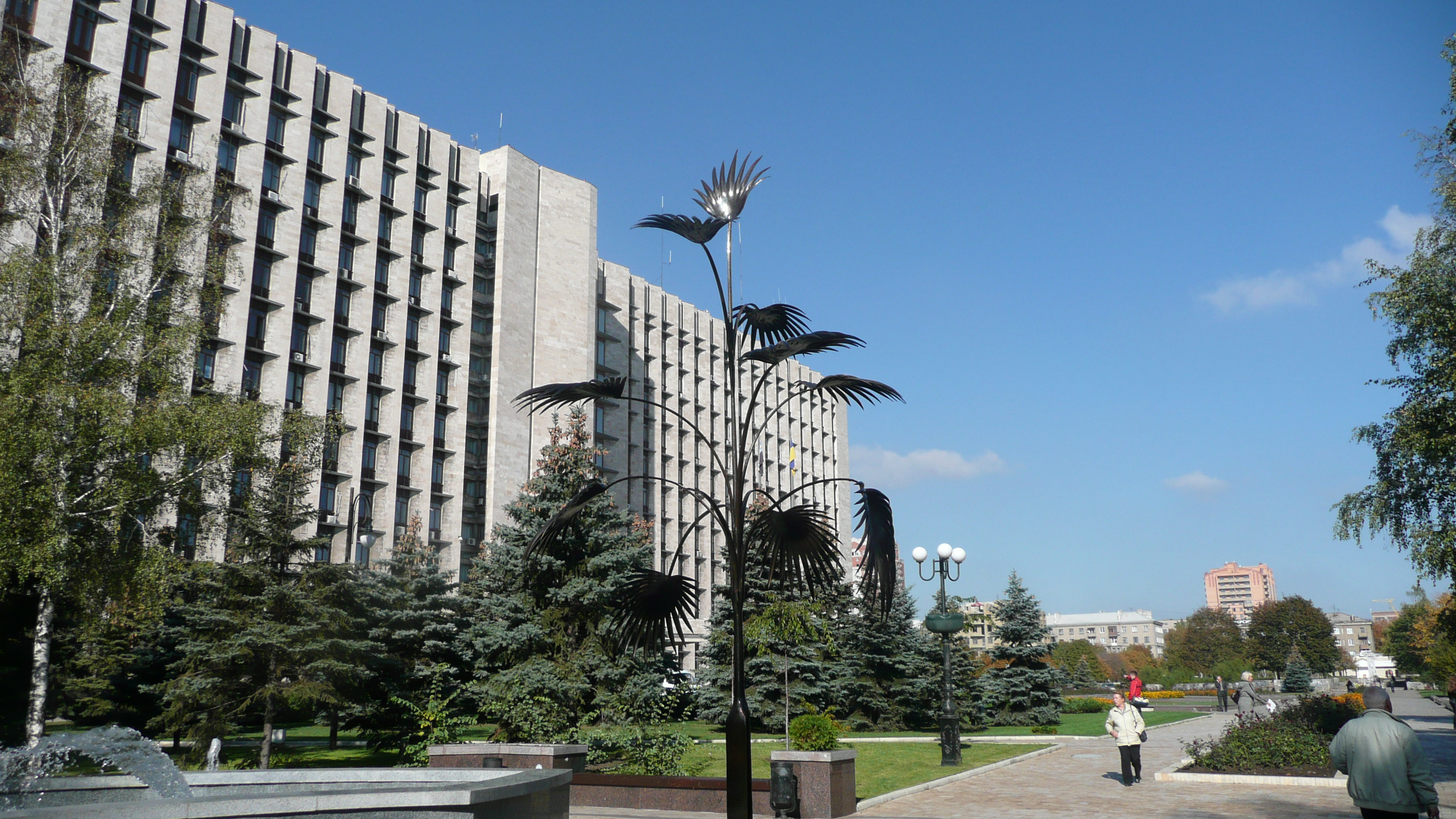
Донецкая областная государственная администрация и одна из копий пальмы Мерцалова в Ворошиловском районе Донецка
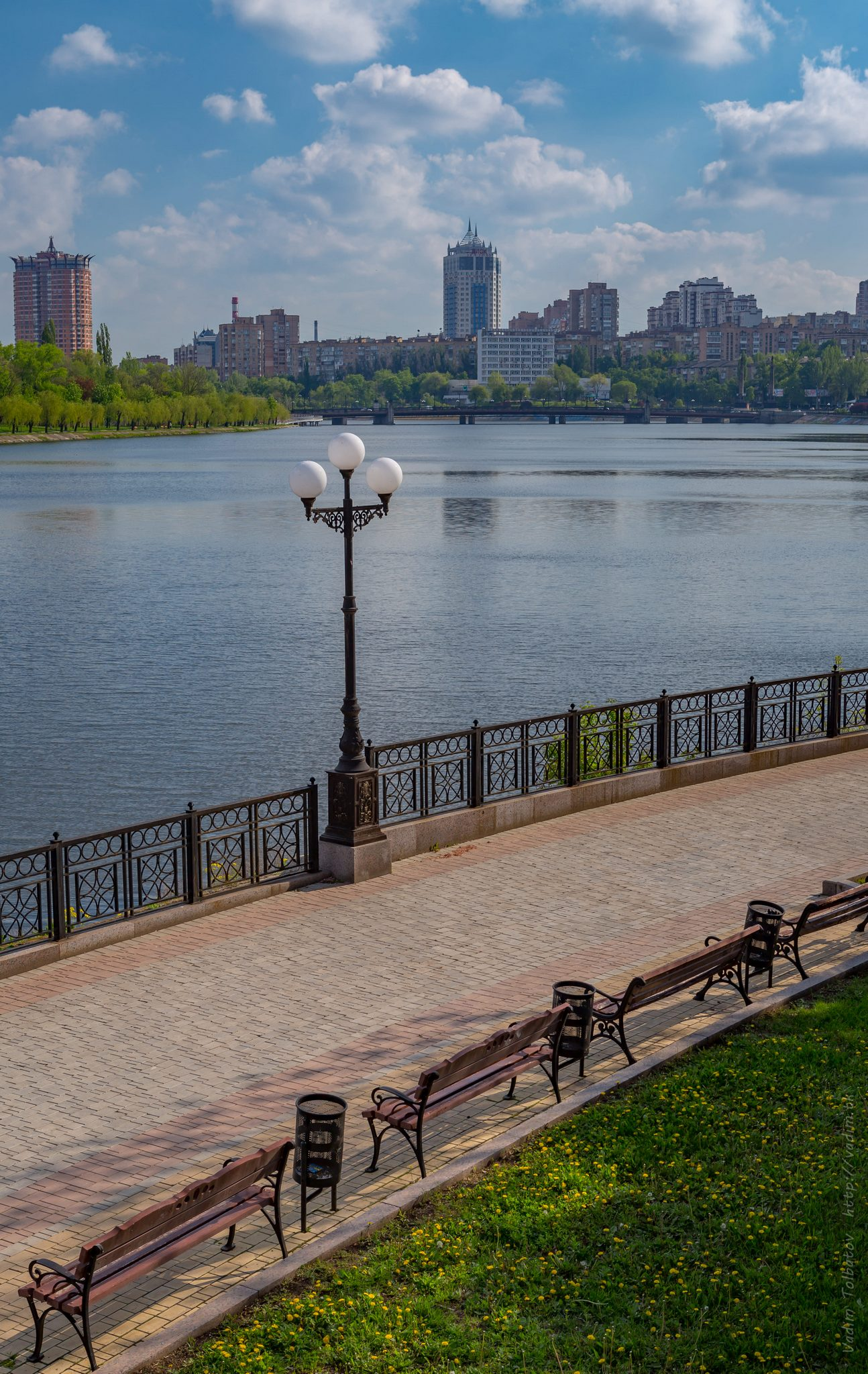
Набережная реки Кальмиус
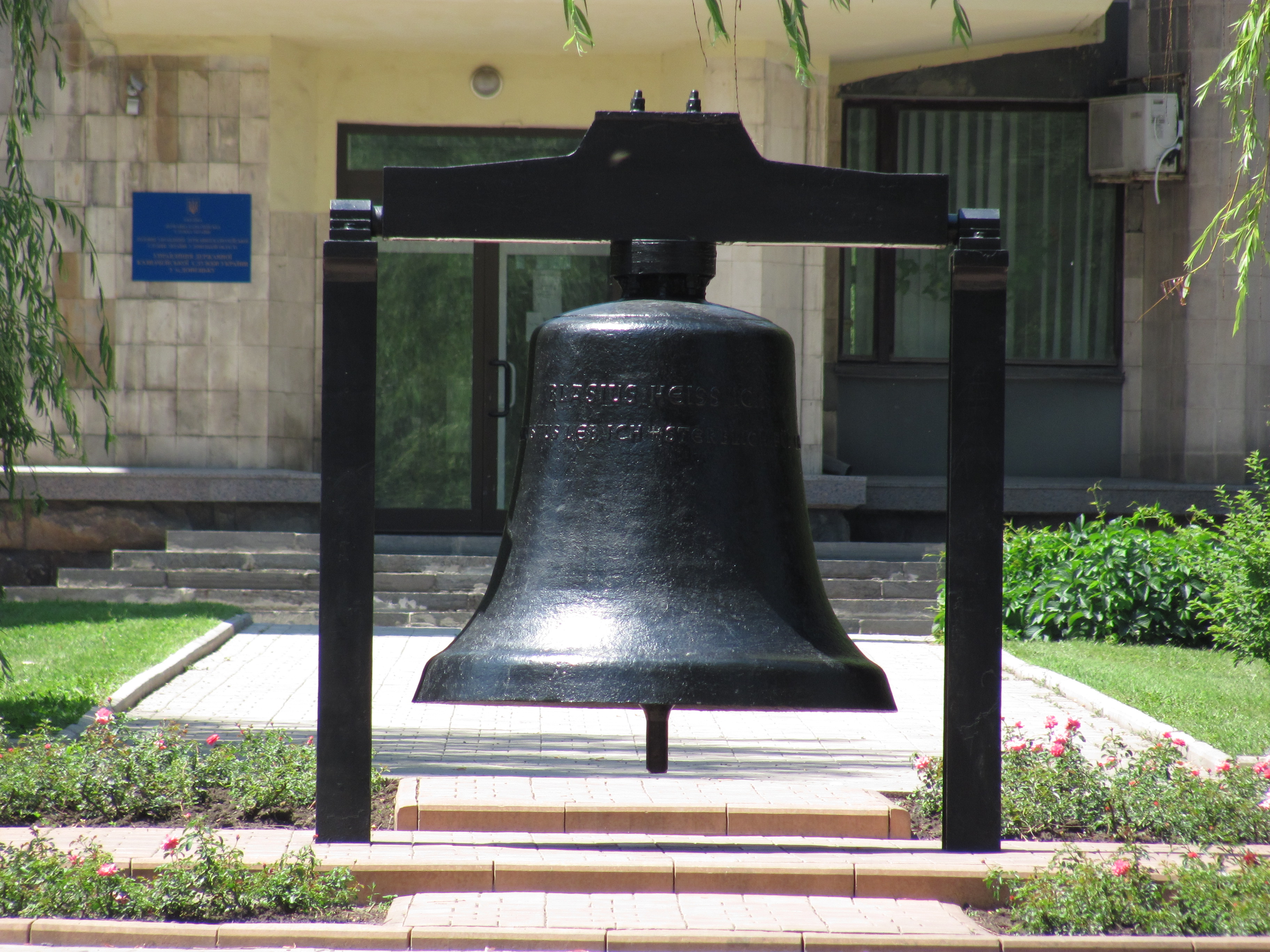
«Колокол мира» на проспекте Мира
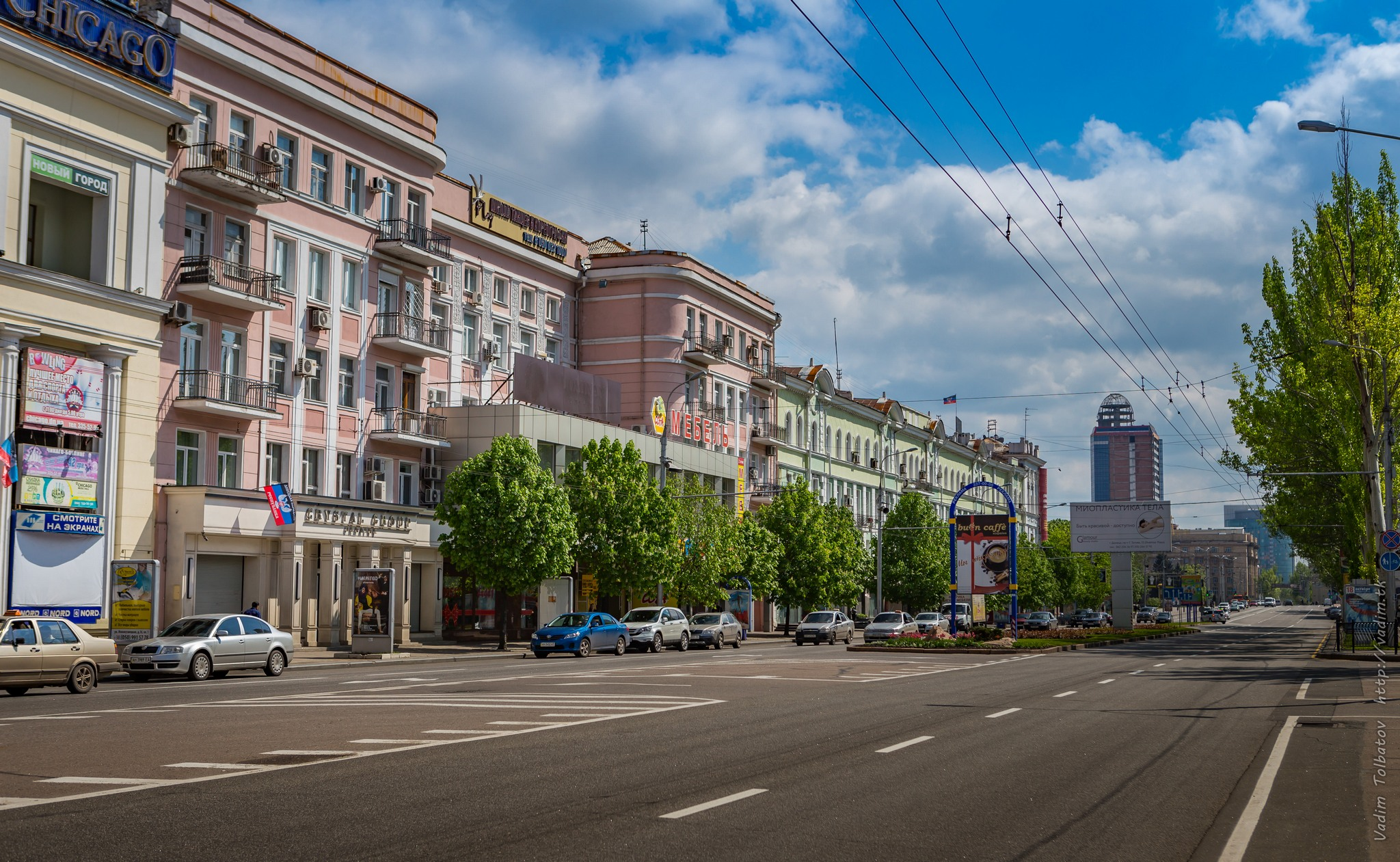
Центр города, улица Артёма

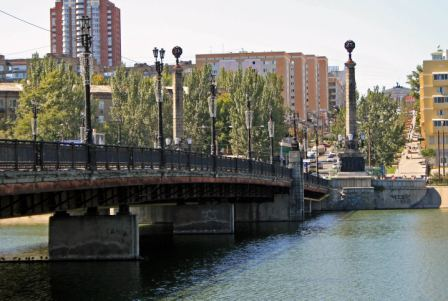
Разводной мост Донецка

Юзовский (Донецкий) разводной мост — проект СССР
В 1949 году парткомом УССР был впервые представлен проект автоматизации разводного моста в городе Донецке (УССР), работу над которым начали уже осенью 1950-го. Пилотные испытания прошли 19 октября 1950 г., после внедрения специальных армированных балок и блочного механизма, который потребовал замены более 80 % бетонной составляющего всего моста. В послевоенные годы проезд к городскому управляющему комитету (с 1991 г. — городская администрация города Донецка) был заблокирован, поэтому проект автоматического моста должен был решить вопрос транспортировки асбеста с помощью паромов и грузовой баржи на реке Кальмиус.

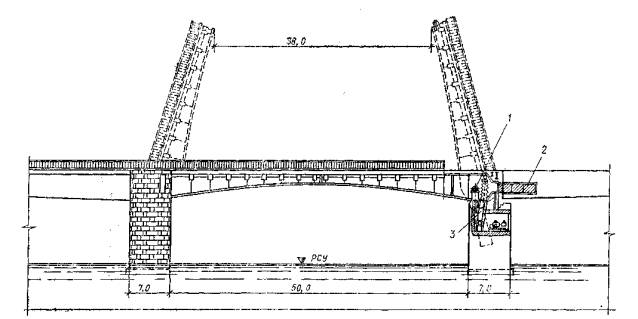
Проект разводного моста

Расстояния от Донецка до городов областного и районного значения Донецкой области:
| Город          | Расстояние по железной дороге | Расстояние по автомобильным дорогам |
| -------------- | ----------------------------- | ----------------------------------- |
| Авдеевка       | 12                            | 16                                  |
| Амвросиевка    | 70                            | 70                                  |
| Бахмут         | 88                            | 86                                  |
| Горловка       | 53                            | 47                                  |
| Дебальцево     | 76                            | 74                                  |
| Доброполье     | 102                           | 87                                  |
| Докучаевск     | 41                            | 36                                  |
| Дружковка      | 80                            | 83                                  |
| Енакиево       | 50                            | 58                                  |
| Ждановка       | 58                            | 46                                  |
| Кировское      | 111                           | 53                                  |
| Константиновка | 65                            | 55                                  |
| Краматорск     | 98                            | 95                                  |
| Курахово       | 52                            | 45                                  |
| Лиман          | 137                           | 136                                 |
| Макеевка       | 18                            | 0                                   |
| Мирноград      | 59                            | 68                                  |
| Мариуполь      | 136                           | 115                                 |
| Новогродовка   | 38                            | 38                                  |
| Покровск       | 66                            | 61                                  |
| Светлодарск    | 105                           | 95                                  |
| Селидово       | 91                            | 48                                  |
| Славянск       | 110                           | 119                                 |
| Снежное        | 133                           | 76                                  |
| Торез          | 121                           | 64                                  |
| Торецк         | 68                            | 49                                  |
| Угледар        | 81                            | 60                                  |
| Харцызск       | 41                            | 30                                  |
| Шахтёрск       | 94                            | 54                                  |
| Ясиноватая     | 12                            | 12                                  |

### Климат
Среднегодовая температура составляет +9 °C. В начале XXI века отмечалось несколько необычно тёплых лет, среднегодовая температура составила: в 2007 году — +10,3 °C, в 2008 году — +9,3, в 2010 году — +10,4 °C
Климат в Донецке — умеренно континентальный. Среднемесячная температура воздуха в январе −4 °C, в Июле +23 °C. Абсолютный минимум температуры воздуха −31 °C зафиксирован 11 января 1950 года, абсолютный максимум наблюдался 18 июля 2021 года и составил +41 °C. Зимой господствуют северо-восточные и восточные ветры, летом — северо-западные и западные ветры. Осадков выпадает в среднем 493 мм в год. Характерно жаркое и засушливое лето и переменчивая, иногда холодная зима.
Тёплая погода устанавливается с середины апреля и держится в течение 170—180 дней. Период без заморозков в среднем 190—200 дней. Летом в Донецке высокая температура воздуха, засухи и резкие переменчивые ветра.
Первые холода появляются в ноябре, месяц ветреный, иногда с заморозками и снегопадами, но снег редко лежит больше одного-двух дней. В холодное время года преобладает Азиатский антициклон. Погода неустойчива, так как равнинная местность способствует свободному продвижению атлантических, арктических и континентальных воздушных масс, морозы часто сменяются оттепелями. Средняя температура воздуха зимой чаще всего бывает в интервале от 0 °C до −10 °С.
Зимой в Донецке преобладают восточные, юго-восточные и северо-восточные ветры, летом — западные и северо-западные, ветры южного направления бывают редко. Среднемесячная скорость ветра в Донецке в октябре — апреле 6,1 м/с, в мае — сентябре — 4,4 м/с, максимальная зафиксированная скорость ветра (в аэропорту) составляет 34 м/с. Когда зимой дуют северные и северо-восточные ветры, температура в регионе ночью может опуститься ниже −20 °C, летом при ветрах этих направлений в городе становится по-осеннему холодно. Восточные и юго-восточные ветры летом приносят суховеи.
Умеренно континентальный климат Донецка характеризуется пониженной влажностью воздуха в течение всего года.
- Зима. Климатическая зима приходит в город приблизительно в середине декабря, когда средняя температура воздуха становится устойчиво ниже нуля. Устойчивый снежный покров может лечь и заметно позже. Зима обычно мягкая, с периодическими оттепелями и похолоданиями.

Климатическая зима в городе длится приблизительно 80-90 дней (с середины декабря до конца февраля). В суровые зимы, впрочем, зима может длиться и заметно дольше, а в тёплые — гораздо меньше. В последние годы, на зимние месяцы приходится 20-30 дней с оттепелями от 0 до +7 °C. В 2007 году было 74 дня с плюсовой температурой. Самые холодные месяцы — январь и февраль, со средней температурой −3.7 и −2.3 °C. Аномально тёплым выдался январь в 2007 году +1,5 °C. Сюрприз преподнесла зима в Донецке в декабре 2009 года, так, немногим более чем за 24 часа (с вечера 16 декабря до конца дня 17 декабря) выпало огромное количество осадков в форме снега, высота снежного покрова местами доходила до 1 м, транспортное движение в городе было парализовано практически целую неделю.
- Весна. Весна в городе наступает рано, как правило, к концу февраля — началу марта. Снежный покров может, тем не менее, сойти ещё задолго до этого срока. В середине марта появляются первые цветы, к концу марта — началу апреля исчезают ночные заморозки, а к середине апреля начинается активный рост деревьев. Но даже ещё в конце марта возможна минусовая температура и снег. К середине мая начинается настоящая летняя жара с дневной температурой выше +30 °C. Самый тёплый апрель был в 1975 году со средней температурой +14,0 °C. Самый тёплый май был в 2013 году +20,5 °C[35]. Аномально тёплой выдалась также весна 2012 года. Март теплом не порадовал, но зато апрель со средней температурой +13,6 °C и май со средней температурой +19,5 °C были близки к рекордно тёплым за все годы наблюдений[36][37],
- Лето. Климатически лето начинается в городе в начале мая. Обычно лето в городе характерно отличается очень жаркой, сухой погодой, осадки выпадают обычно в виде интенсивных и мощных гроз. Максимальная температура в городе составила +38 °C в 2010 году[34], а жара выше +28 °C возможна с июня по сентябрь. Лето длится примерно до конца сентября — начала октября (130—140 дней). Однако в жаркие годы лето может длиться практически полгода с середины апреля по начало октября. Самый жаркий июль в Донецке был в 2010 году +25,4 °C, а самый холодный в 1976 году +17,8 °C[38]. Самый жаркий август был в 2010 году +26,3 °C[39].
- Осень. Сентябрь является ещё летним месяцем. Октябрь и ноябрь характерны малым количеством солнечного сияния, и являются самыми тёмными месяцами года. Связано это не только с низким положением Солнца над горизонтом, но и почти без исключения пасмурной погодой. Связано это с высокой интенсивностью западных ветров, несущих влагу с Атлантического океана. Первые заморозки случаются в конце октября, первый снег может выпасть в начале ноября, хотя редко лежит больше одного — двух дней. Листва с деревьев полностью опадает к середине — концу ноября. Абсолютный максимум октября был зафиксирован 3 октября 1999 года +21 °C[40]. Самый тёплый ноябрь был в 2010 году со средней температурой +10.6 °С[41].

| Показатель                    | Янв. | Фев.  | Март | Апр.  | Май  | Июнь | Июль | Авг. | Сен. | Окт. | Нояб. | Дек.  | Год  |
| ----------------------------- | ---- | ----- | ---- | ----- | ---- | ---- | ---- | ---- | ---- | ---- | ----- | ----- | ---- |
| Абсолютный максимум, °C       | 12,0 | 15    | 19,3 | 25    | 29,6 | 32   | 36,0 | 41,0 | 32,1 | 25,7 | 20,5  | 15    | 41,0 |
| Средний суточный максимум, °C | −1,7 | −0,3  | 7,3  | 14,5  | 20,9 | 24,8 | 26,3 | 28,8 | 20,7 | 13,1 | 4,7   | 0,3   | 13   |
| Средняя температура, °C       | −4   | −1,5  | 3,3  | 9,4   | 15,4 | 20,3 | 21,0 | 23,8 | 17,7 | 8,5  | 1,7   | −1,7  | 8,5  |
| Средний суточный минимум, °C  | −6,7 | −4,3  | −1,1 | 4,6   | 10   | 13,8 | 15,9 | 15   | 10   | 4,5  | −0,9  | −5,4  | 4,3  |
| Абсолютный минимум, °C        | −31  | −28,1 | −20  | −10,6 | −0,8 | 2,1  | 9    | 2,2  | −0,9 | −6   | −18,2 | −28,5 | −31  |
| Норма осадков, мм             | 37   | 32    | 34   | 38    | 46   | 65   | 51   | 37   | 36   | 37   | 38    | 41    | 492  |
| Источник: Погода и климат.    |      |       |      |       |      |      |      |      |      |      |       |       |      |

| Показатель                                                   | Янв. | Фев. | Март | Апр. | Май  | Июнь | Июль | Авг. | Сен. | Окт. | Нояб. | Дек. | Год  |
| ------------------------------------------------------------ | ---- | ---- | ---- | ---- | ---- | ---- | ---- | ---- | ---- | ---- | ----- | ---- | ---- |
| Средний суточный максимум, °C                                | −3   | −2,1 | 5,2  | 15,6 | 24,2 | 27,6 | 30,2 | 29,5 | 21,3 | 12,7 | 7,4   | 0,5  | 14,1 |
| Средняя температура, °C                                      | −5   | −4,7 | 1,2  | 10,6 | 18,5 | 21,8 | 24,1 | 23,4 | 16,0 | 9,1  | 4,5   | −1,3 | 9,9  |
| Средний суточный минимум, °C                                 | −7   | −7,2 | −2,7 | 5,5  | 12,9 | 16,0 | 18,1 | 17,2 | 10,7 | 5,4  | 1,7   | −3,2 | 5,6  |
| Норма осадков, мм                                            | 29   | 13   | 19   | 18   | 28   | 27   | 22   | 19   | 25   | 23   | 7     | 23   | 251  |
| Источник: pogodaonline.ru. Дата обращения: 23 сентября 2021. |      |      |      |      |      |      |      |      |      |      |       |      |      |

## История
Освоение земель в районе Донецка было начато казаками Войска Донского и Войска Запорожского в XVII веке.

### Создание города

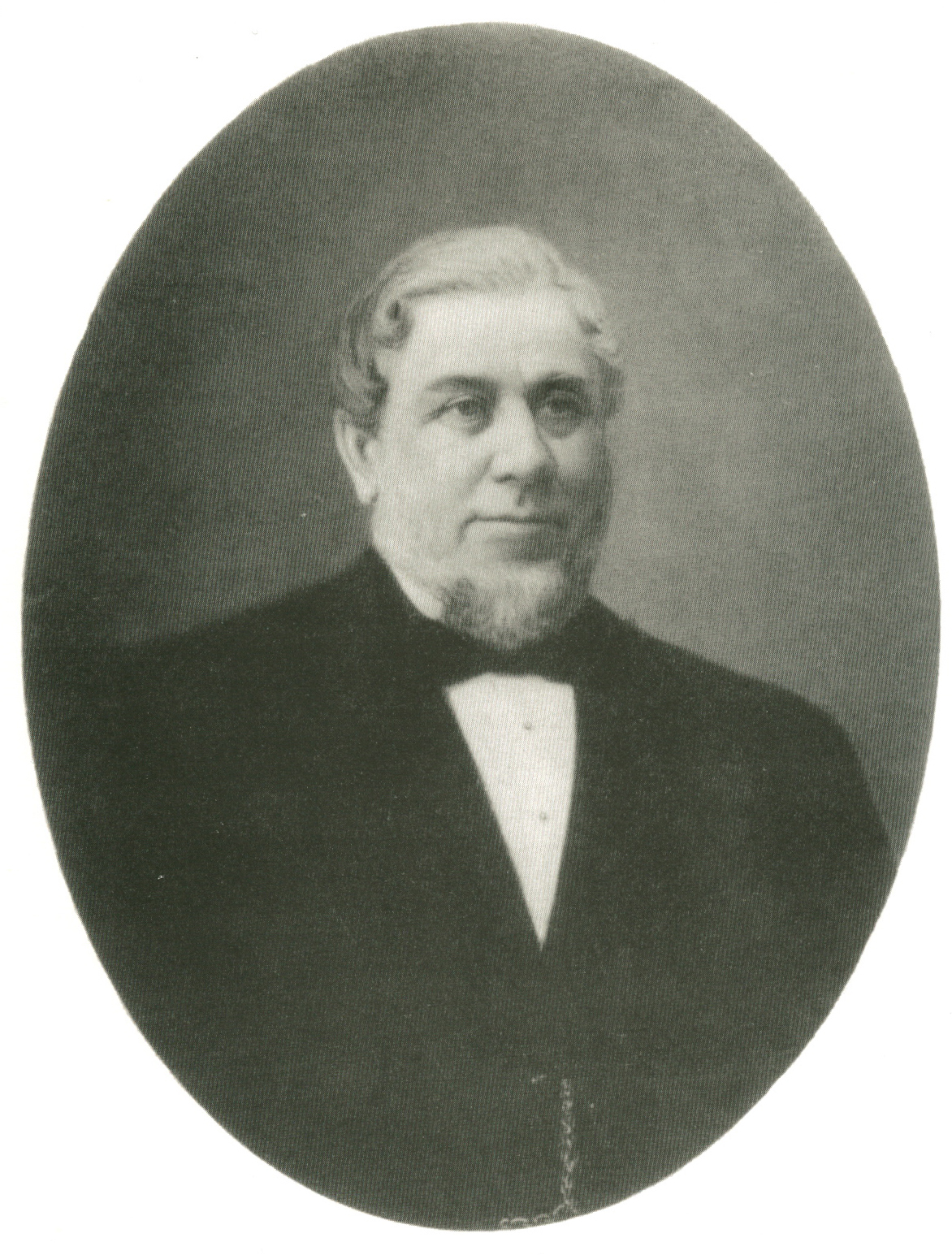
Джон Джеймс Юз

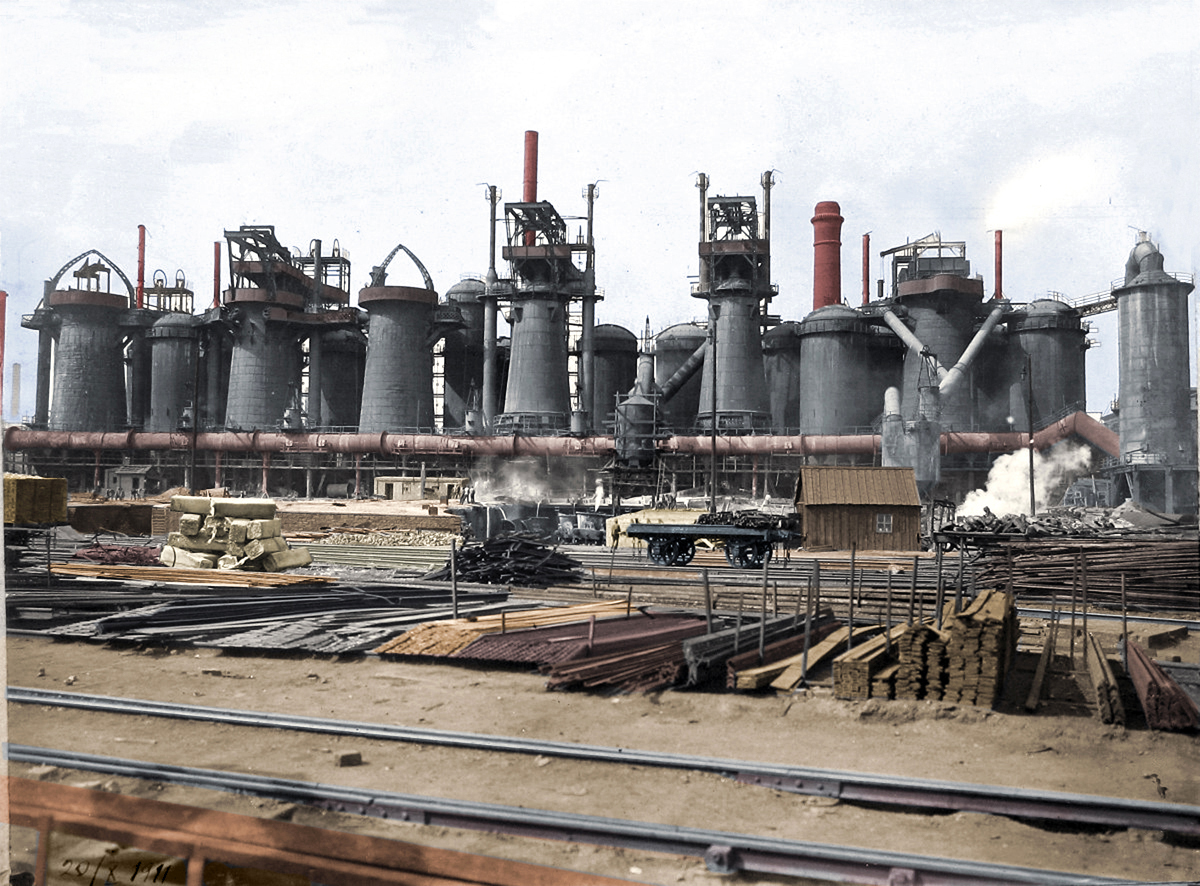
Доменный цех Юзовского металлургического завода, 1911 год

В 1869 году валлийцем Джоном Хьюзом (англ. John Hughes) начинается строительство металлургического завода с рабочим посёлком Юзовка (Юзово) Бахмутского уезда Екатеринославской губернии. Дату постройки посёлка принято считать временем основания города Донецка. Юзовка делилась на две части — заводская и «Новый свет». Центральная часть города развивалась вдоль направления на север от металлургического завода к железнодорожной станции.

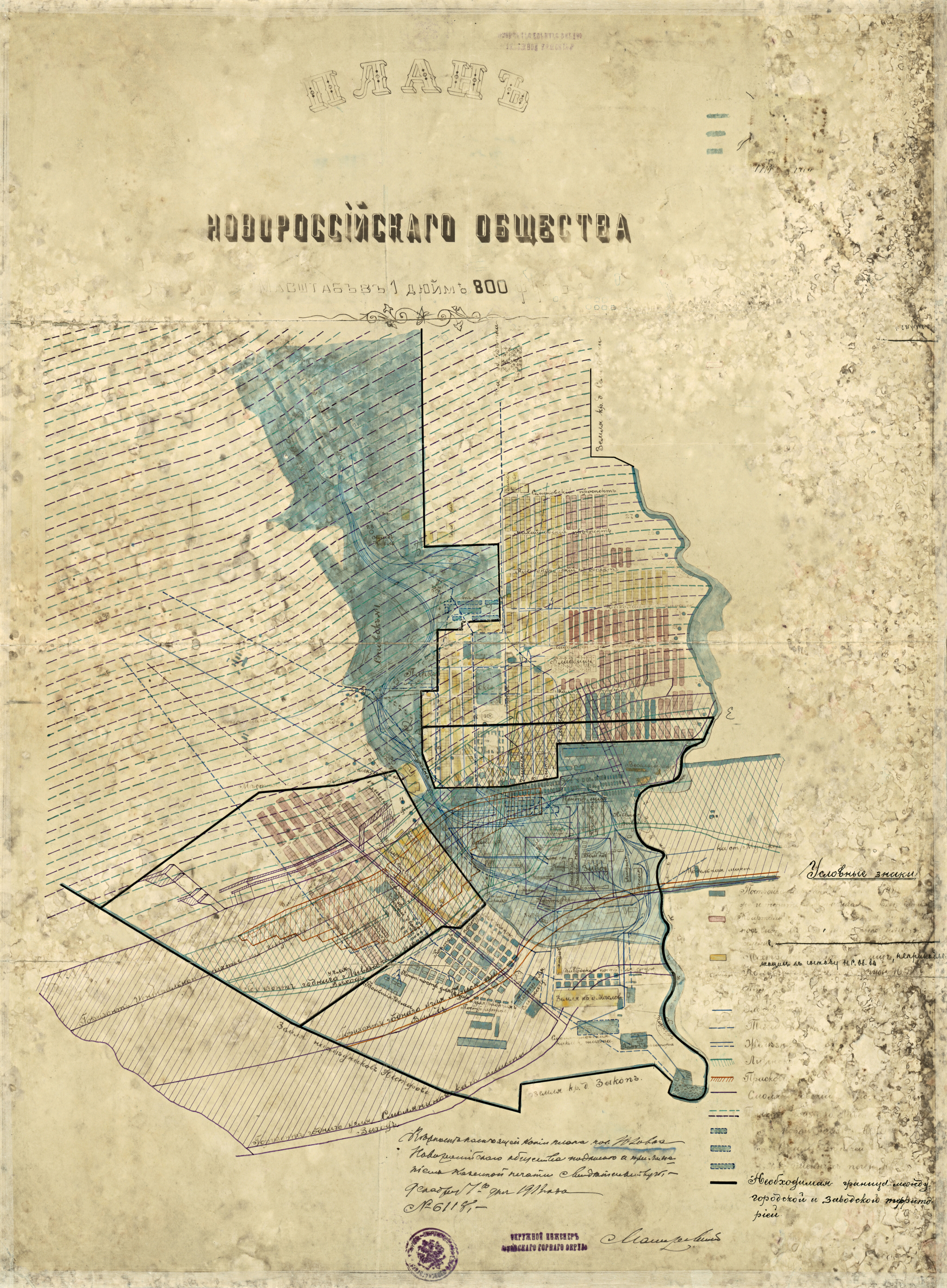
План Юзовки (Донецка), 1913 г.

В 1889 году к югу от Юзовки был сооружён машиностроительный и чугунолитейный завод Э. Т. Боссе и Р. Г. Геннефельда, мастерская по ремонту горно-шахтного оборудования — ныне Рутченковский машиностроительный завод. В 1916 году построены два коксохимических завода, а в 1917 — первый в Российской империи азотный завод — ныне Донецкий завод химреактивов.
С быстрым развитием производственных сил, образованием крупных промышленных предприятий стремительно росло население Юзовки. В 1917 году посёлок Юзовка получил статус города.

### Областной центр
В составе Украинской Советской Социалистической Республики (с 30 декабря 1922 года Союза Советских Социалистических Республик). Сталино — административный центр с апреля 1923 года по 1924 год Юзовского округа, с 1924 года по июнь 1925 года Сталинского округа Донецкой губернии, с июня 1925 года по июль 1930 года административный центр Сталинского округа, непосредственно подчинённого правительству Украинской ССР. В 1932 году город стал центром Донецкой области. В 1938 году Донецкая область была разделена на две области: Сталинскую и Ворошиловградскую.

### Оккупация немецко-фашистскими захватчиками
19 октября 1941 года немецкая 1-я танковая армия прорвалась в Сталино. 20 октября 1941 года немецкая 1-я танковая армия заняла город. С 21 октября 1941 года по 8 сентября 1943 года город был оккупирован нацистской Германией. В середине 1942 года шла работа по созданию Генерального комиссариата Сталино, и передаче его из-под командования военной администрации гражданским властям. Генеральный комиссариат Сталино включал в себя четыре окружных комиссариата: Мариупольский, Сталинский, Горловский, Ворошиловоградский. Однако, из-за наступления Красной армии от этих планов отказались. В результате Донбасской наступательной операции Красной армии в августе — сентябре 1943 года город Сталино был освобождён.

### Послевоенное восстановление
Уже в 1945 году в Сталино началось бурное развитие промышленной базы: создан завод по восстановлению шахтных подъёмных машин — ныне энергозавод, и введена в эксплуатацию шахта «Гигант».
В 1954 году начала работать шахта «Мушкетовская», в 1955 году — Мандрыкинский машиностроительный завод, в 1957 — шахты «Заперевальная» и «Глубокая», в 1959 — шахты «Ветка-Глубокая» и «Восточная». В Калининском районе, вдоль Макеевского шоссе, формируется комплекс современных предприятий пищевой промышленности: маргариновый завод, молокозавод, мясокомбинат, макаронная фабрика, винзавод, мелькомбинат и другие производства.
В это же время началось массовое жилищное строительство: сначала крупноблочные 3-этажные дома поселка шахты Мушкетовская-Заперевальная (1954—1956 годы), затем там же первые крупнопанельные дома с двухрядной разрезкой стен. Строится школа по типовому проекту Иосифа Каракиса (с участием Н. Г. Савченко) вместимостью на 400 человек.
9 ноября 1961 года Указом Президиума Верховного Совета Украинской ССР Сталинская область переименована в Донецкую и город Сталино переименован в Донецк. Город и область были так названы в честь реки — Северского Донца в 1932 году. На то время в состав области входили современная Донецкая и Луганская области, а Северский Донец был центральной водной артерией.
В апреле 1978 года население Донецка превысило миллион жителей.

### После 1991

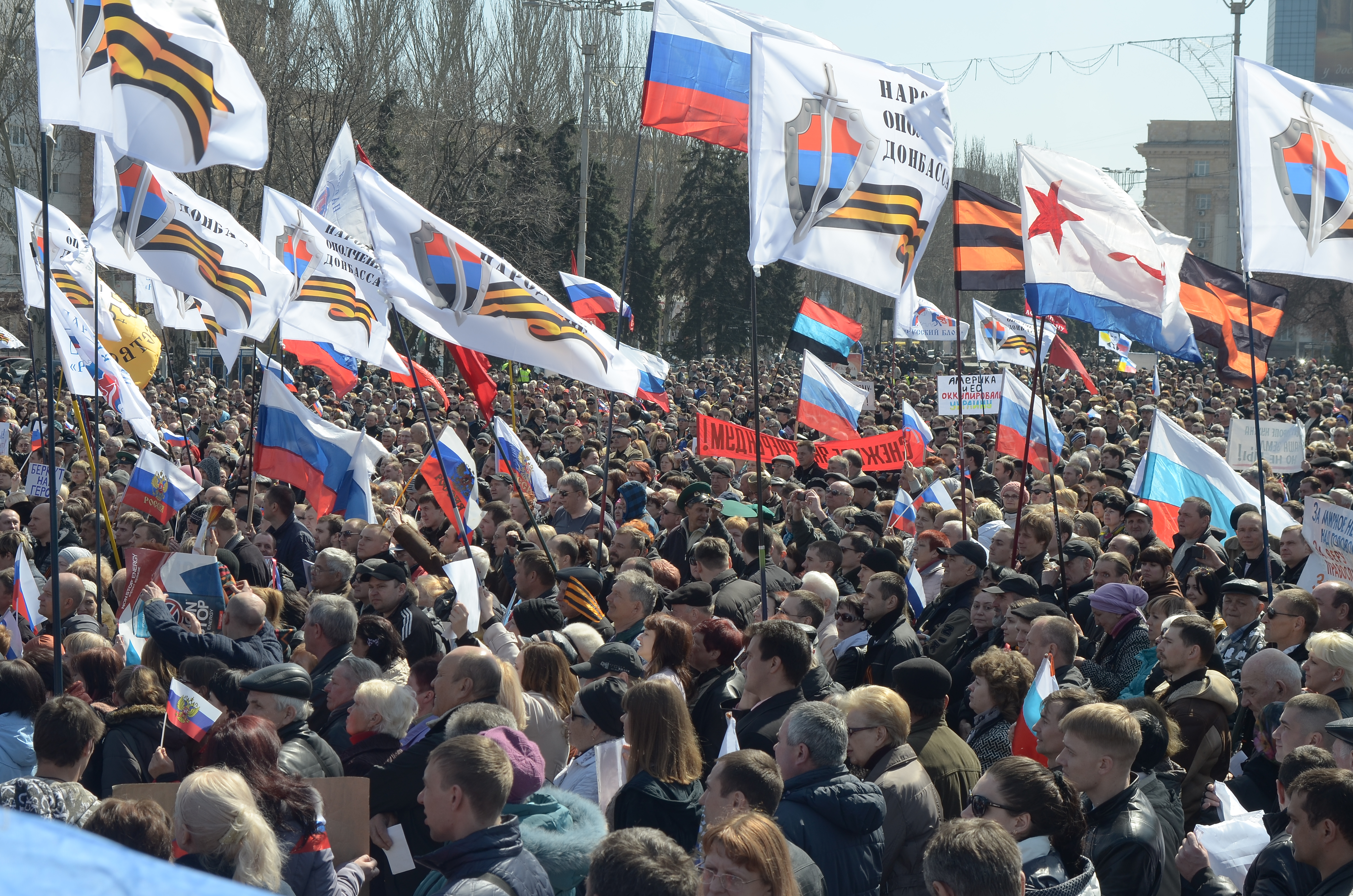
Протесты в Донецке, 2014

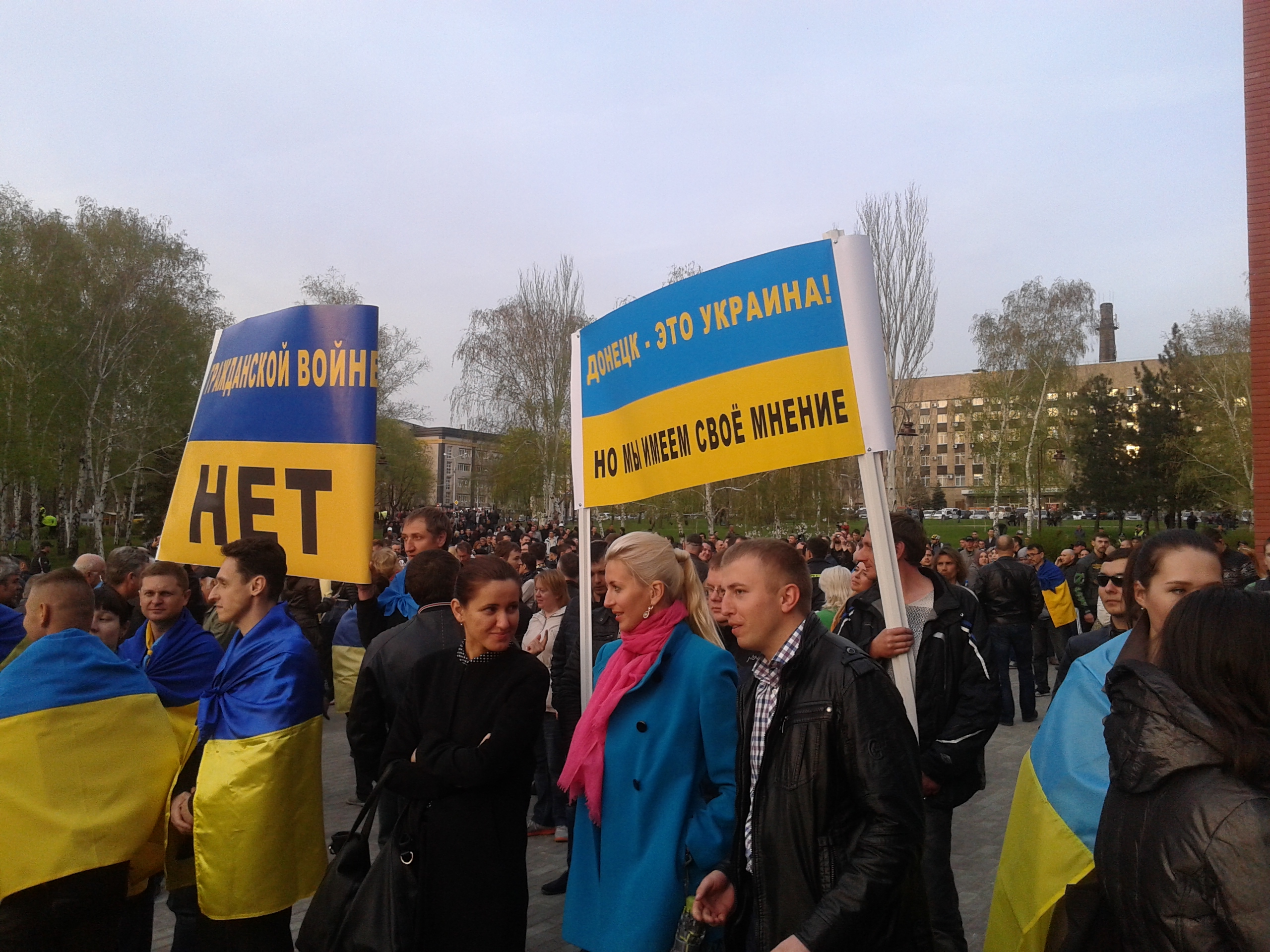
Митинг в Донецке за единую Украину, 2014

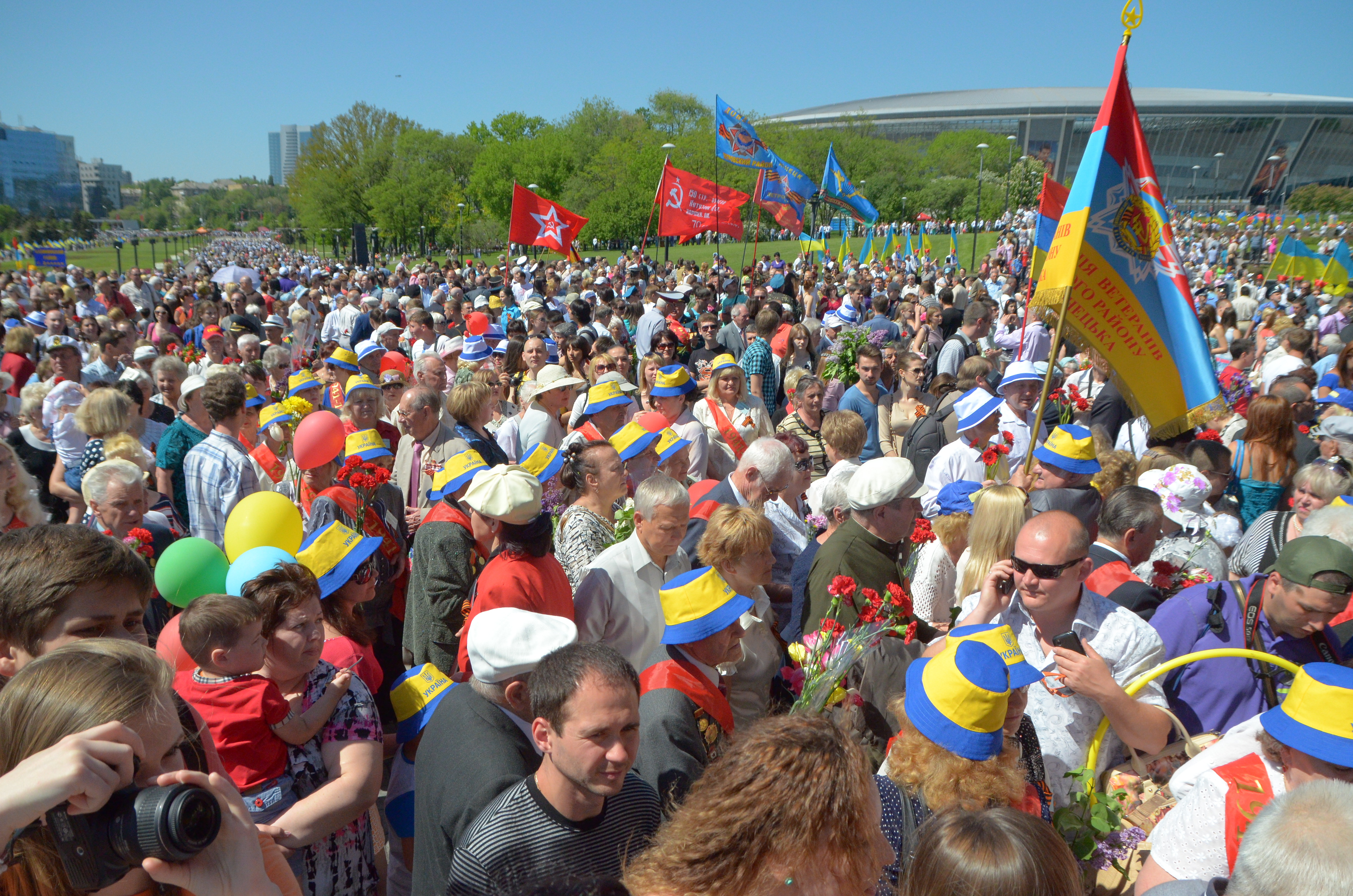
День Победы в Донецке, 2013

В 2010 году по итогам исследования «Рейтинг ТОП-100. Лучшие города и регионы Украины» Донецк был награждён дипломом первой степени в номинации «Лучший город по уровню социально-экономического развития среди городов с населением свыше 500 тысяч человек».
К 2012 году, вследствие упадка промышленности и демографического кризиса, население города сильно сократилось.
С 2014 года Донецк фактически является прифронтовым городом в ходе российско-украинской войны (вооружённый конфликт (2014—2022) и последовавшее за ним полномасштабное вторжение России на Украину 24 февраля 2022 года. 7 апреля 2014 года Донецк был захвачен вооружёнными формированиями самопровозглашенной Донецкой Народной Республики. 30 сентября 2022 года был аннексирован Россией.

## Административное деление
| Будённовский район Ворошиловский район Калининский район Киевский район Кировский район | Куйбышевский район Ленинский район Петровский район Пролетарский район |

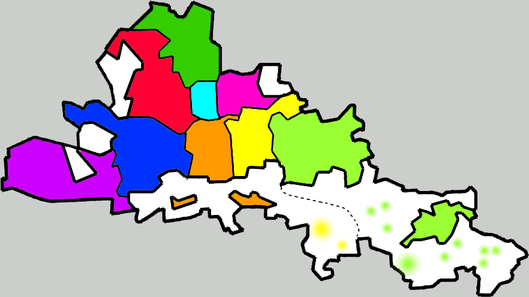
Районы Донецка на карте Донецкого городского совета:

Город разделён на 9 административных районов:
1. Будённовский район
2. Ворошиловский район
3. Калининский район
4. Киевский район
5. Кировский район
6. Куйбышевский район
7. Ленинский район
8. Петровский район
9. Пролетарский район

Во всех районах города были созданы районные советы, которые подчинялись ныне упразднённому Донецкому городскому совету.

## Население
Численность наличного населения города на 1 января 2014 года составила 949 825 человек, на 1 января 2013 года — 953 217 человек, на 1 января 2012 года — 955 041 человек.
По приблизительным оценкам сайта ГУС Донецкой области Укрстата (Донецкстата) на 1 июня 2015 года в городе проживает 932 562 человека наличного населения и 923 897 постоянных жителей.
На территории, подчинённой Донецкому горсовету, на 1 июля 2015 года проживал 966 341 человек наличного населения и 957 630 постоянных жителей по данным ГУС ДНР и, соответственно, 947 868 человек наличного населения и 939 217 постоянных жителей по приблизительным оценкам сайта ГУС Донецкой области Укрстата (Донецкстата); на 1 июня 2015 года проживало 966 887 человек наличного населения и 958 176 постоянных жителей по данным ГУС ДНР и соответственно 948 427 человек наличного населения и 939 776 постоянных жителей по приблизительным оценкам сайта ГУС Донецкой области Укрстата (Донецкстата); на 1 мая 2014 года — в рамках горсовета — 963 861 человек наличного населения и 955 210 постоянных жителей; на 1 января 2014 года — 965 828 человек наличного населения, на 1 января 2013 года — 969 297 человек наличного населения, на 1 января 2012 года — 971 096 человек наличного населения и 962 400 постоянных жителей.

### Динамика численности населения

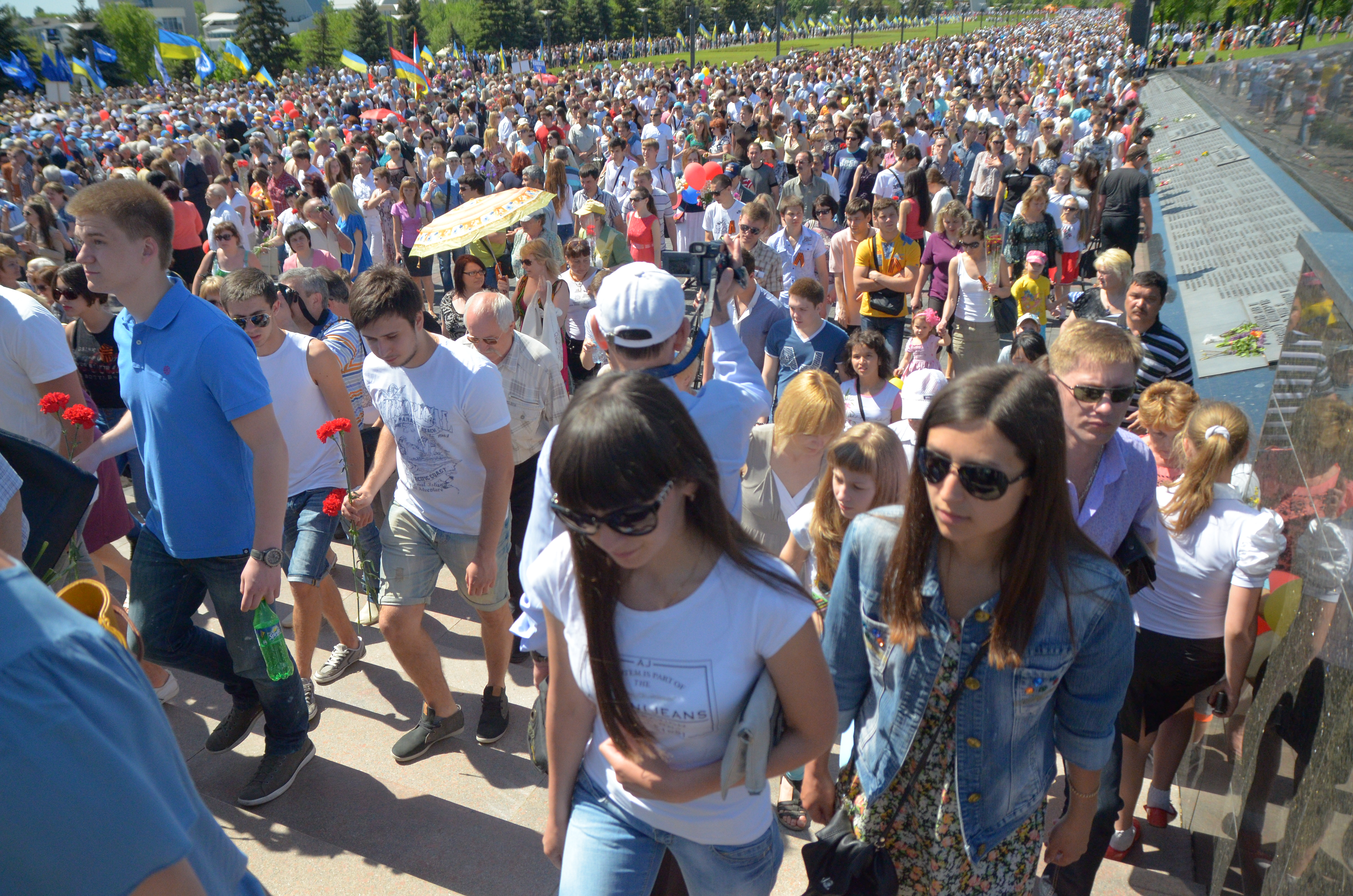
Жители Донецка

| Численность наличного населения Донецка | Численность наличного населения Донецка | Численность наличного населения Донецка | Численность наличного населения Донецка | Численность наличного населения Донецка | Численность наличного населения Донецка | Численность наличного населения Донецка | Численность наличного населения Донецка | Численность наличного населения Донецка | Численность наличного населения Донецка |
|                                         | 1782                                    | 1859                                    | 1870                                    | 1884                                    | 1897                                    | 1910                                    | 1914                                    | 1918                                    | 1923                                    |
| --------------------------------------- | --------------------------------------- | --------------------------------------- | --------------------------------------- | --------------------------------------- | --------------------------------------- | --------------------------------------- | --------------------------------------- | --------------------------------------- | --------------------------------------- |
|                                         | 342                                     | ↗2511                                   | ↘169                                    | ↗5494                                   | ↗32 000                                 | ↗48 400                                 | ↗60 000                                 | ↗67 000                                 | ↘29 000                                 |
| 1925                                    | 1926                                    | 1933                                    | 1934                                    | 1937                                    | 1939                                    | 1941                                    | 1943                                    | 1951                                    | 1956                                    |
| ↗43 000                                 | ↗105 739                                | ↗258 479                                | ↗285 000                                | ↘239 400                                | ↗466 268                                | ↗507 000                                | ↘175 000                                | ↗509 500                                | ↗625 000                                |
| 1958                                    | 1959                                    | 1961                                    | 1962                                    | 1964                                    | 1965                                    | 1967                                    | 1969                                    | 1970                                    | 1971                                    |
| ↗701 000                                | ↗704 821                                | ↗749 000                                | ↗794 000                                | ↘794 000                                | ↗809 000                                | ↗840 000                                | ↗892 000                                | 878 590                                 | ↗891 000                                |
| 1975                                    | 1978                                    | 1979                                    | 1981                                    | 1984                                    | 1987                                    | 1989                                    | 1992                                    | 1994                                    | 1998                                    |
| ↗966 800                                | ↗984 000                                | ↗1 020 799                              | ↗1 040 000                              | ↗1 064 000                              | ↗1 090 000                              | ↗1 109 102                              | ↗1 121 400                              | ↘1 113 500                              | ↘1 065 400                              |
| 2000                                    | 2001                                    | 2002                                    | 2003                                    | 2004                                    | 2005                                    | 2006                                    | 2007                                    | 2008                                    | 2009                                    |
| ↘1 049 000                              | ↘1 016 194                              | н/д                                     | ↘1 009 064                              | ↘1 004 379                              | ↘999 975                                | ↘993 519                                | ↘988 186                                | ↘980 862                                | ↘974 598                                |
| 2010                                    | 2011                                    | 2012                                    | 2013                                    | 2014                                    | 2015                                    | 2016                                    | 2017                                    | 2018                                    | 2019                                    |
| ↘968 250                                | ↘962 049                                | ↘955 041                                | ↘953 217                                | ↘949 825                                | ↘936 257                                | ↘929 063                                | ↘927 201                                | н/д                                     | ↗935 059                                |

Рейтинг города (по численности населения) по состоянию на 1 января 2015 года:
| Место в мире | Место в Европе | Место в бывшем СССР | Место на Украине | Место в области |
| ------------ | -------------- | ------------------- | ---------------- | --------------- |
| 499          | 36             | 27                  | 5                | 1               |

### Национальный состав
| Национальный состав Донецка по данным переписям, | Национальный состав Донецка по данным переписям, | Национальный состав Донецка по данным переписям, | Национальный состав Донецка по данным переписям, | Национальный состав Донецка по данным переписям, | Национальный состав Донецка по данным переписям, |
| №                                                | Народ                                            | 1926                                             | (%)                                              | 2001                                             | (%)                                              |
| ------------------------------------------------ | ------------------------------------------------ | ------------------------------------------------ | ------------------------------------------------ | ------------------------------------------------ | ------------------------------------------------ |
| 1                                                | Русские                                          | 59 518                                           | 56,22 %                                          | 493 392                                          | 48,15 %                                          |
| 2                                                | Украинцы                                         | 27 582                                           | 26,06 %                                          | 478 041                                          | 46,65 %                                          |
| 3                                                | Белорусы                                         | 1 399                                            | 1,32 %                                           | 11 098                                           | 1,08 %                                           |
| 4                                                | Греки                                            | 719                                              | 0,68 %                                           | 11 015                                           | 1,07 %                                           |
| 5                                                | Евреи                                            | 11 342                                           | 10,71 %                                          | 5 087                                            | 0,50 %                                           |
| 6                                                | Татары                                           | 1 433                                            | 1,35 %                                           | 4 987                                            | 0,49 %                                           |
| 7                                                | Армяне                                           | 376                                              | 0,36 %                                           | 4 050                                            | 0,40 %                                           |
| 8                                                | Азербайджанцы                                    | н.д.                                             | н.д.                                             | 2 098                                            | 0,20 %                                           |
| 9                                                | Грузины                                          | н.д.                                             | н.д.                                             | 2 073                                            | 0,20 %                                           |
| 10                                               | Поляки                                           | 1 346                                            | 1,27 %                                           | н.д.                                             | н.д.                                             |
| 11                                               | Немцы                                            | 417                                              | 0,39 %                                           | н.д.                                             | н.д.                                             |
| 12                                               | Другие                                           | 1 725                                            | 1,63 %                                           | 13 001                                           | 1,27 %                                           |
| Итого                                            | Итого                                            | 105 857                                          | 100,00 %                                         | 1 024 678                                        | 100,00 %                                         |

### Языковой состав

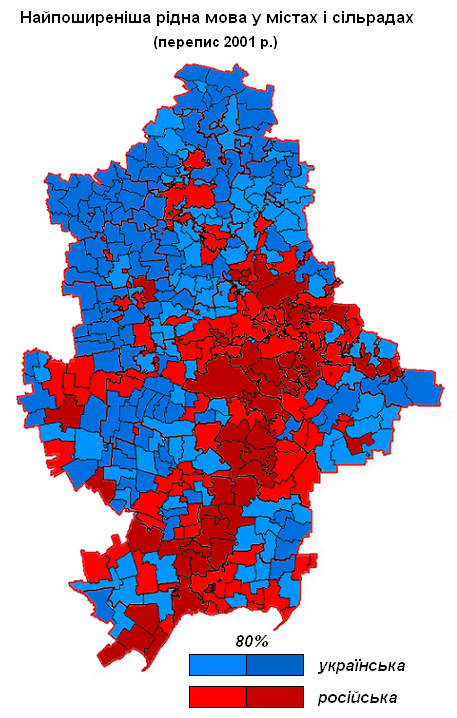
Самый распространённый родной язык в городах и сельсоветах Донецкой области по переписи 2001 года. Донецк расположен в наиболее урбанизированной и русифицированной центральной части области

Во время переписи 1989 года 17,4 % населения города указали украинский язык родным, 80,0 % указали таковым русский.
Родной язык населения по данным переписи 2001 года:
| Язык       | Численность, чел. | Доля     |
| ---------- | ----------------- | -------- |
| Украинский | 112 229           | 11,14 %  |
| Русский    | 884 798           | 87,83 %  |
| Другое     | 10 413            | 1,03 %   |
| Итого      | 1 007 440         | 100,00 % |

|            |  |         |  |
| Украинский |  | Русский |  |

После захвата Донецка в 2014 году подконтрольной России ДНР город подвергается русификации.

## Облик города

### Городская символика
Городская символика была утверждена 27 сентября 2004 года решением № 13/5 Донецкого городского совета. В решении утверждались герб Донецка и флаг Донецка.
Герб Донецка:

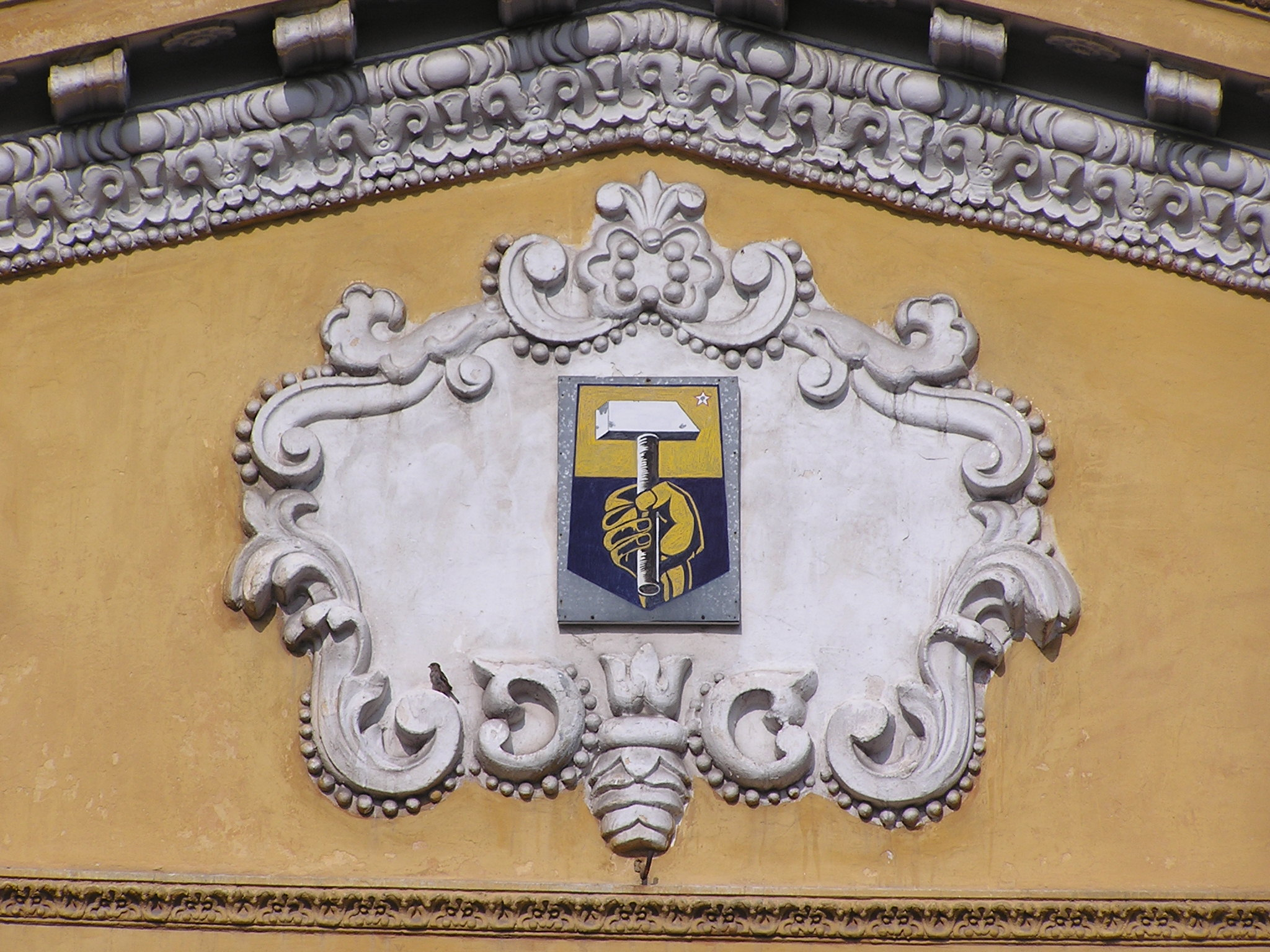
Герб Донецка на фасаде ДС «Шахтёр»

Щит герба пятиугольный и разделён горизонтально. Верхняя часть лазурная, нижняя — чёрная. На щите изображена выходящая из нижней кромки золотая кисть правой руки, которая держит золотой горный молоток. В верхнем правом углу расположена золотая пятиконечная звезда. На большом гербе Донецка в качестве щитодержателей используются фигуры монумента «Освободителям Донбасса»: слева — шахтёр на фоне золотой лавровой ветви; справа — солдат на фоне дубовой ветви. Обе фигуры серебряные. Композиция увита чёрно-голубой лентой. Сверху щита расположена золотая корона с пятью башенками, на которой написаны цифры «1869» — год основания города. Снизу щит обрамлён двумя положенными накрест золотыми ветвями розы, между которыми на красной муаровой ленте золотыми буквами написано «Донецк».
Флаг Донецка:
Прямоугольное полотнище с соотношением: 1,2 ширины к 1,5 длины. Флаг горизонтально разделён на две равные части. Верхнее поле — лазурное, нижнее — чёрное. В центре площадью не менее 0,32 части площади флага нанесено золотое изображение герба Донецка. Лазурное поле герба расположено на лазурной половине флага, а чёрное — на чёрной. Изображение герба наносится при помощи вышивки или аппликации. Полотнище флага крепится на древко и увенчивается наконечником.

### Улицы, бульвары, площади

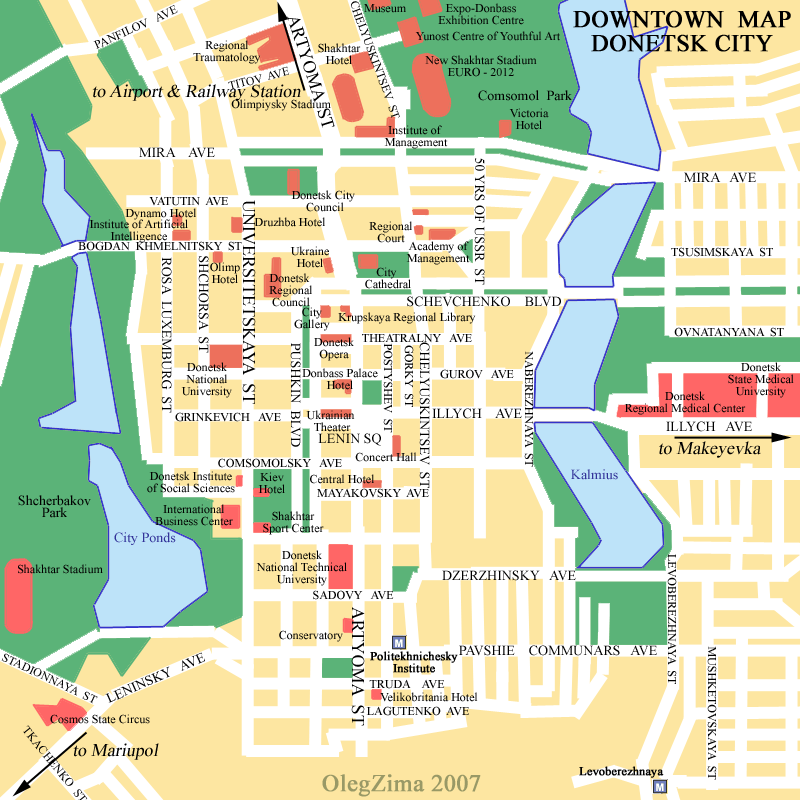
Карта центра Донецка (на английском)

Общая протяжённость улиц — 2500 км. Количество улиц, бульваров, проспектов — 2200. Главная улица — Артёма. Длиннейшая — Кирова (19,6 км). Количество площадей — 21. Главная площадь — Ленина.

## Экономика

### Промышленность
До начала военных действий Донецк занимал 2-е место в области по объёмам промышленного производства (после Мариуполя) и 1-е место по темпам роста. На территории города расположена одна из крупнейших по объёмам инвестиций свободных экономических зон («СЭЗ») Украины — СЭЗ «Донецк». Вместе с городом Макеевка — являлся крупнейшим промышленным узлом Украины. Характерной чертой хозяйственного комплекса Донецка является многоотраслевая специализация промышленности, сочетающаяся с развитым транспортным и финансовым хозяйством города. В промышленности представлены практически все отрасли народного хозяйства, однако, удельный вес металлургии (как чёрной, так и цветной), угольной, химической (в том числе коксохимической) промышленности и тяжёлого машиностроения наиболее высок. Наряду с традиционными отраслями тяжёлой промышленности в последние годы развиваются также лёгкая, пищевая, деревообрабатывающая промышленность, машиностроение.
Экономический потенциал города составляют:
- 193 промышленных предприятия;
- 357 предприятий, осуществляющих внешнеэкономическую деятельность;
- 383 строительные организации,
- 1550 объектов бытового обслуживания,
- более 13 000 предприятий малого и среднего бизнеса.

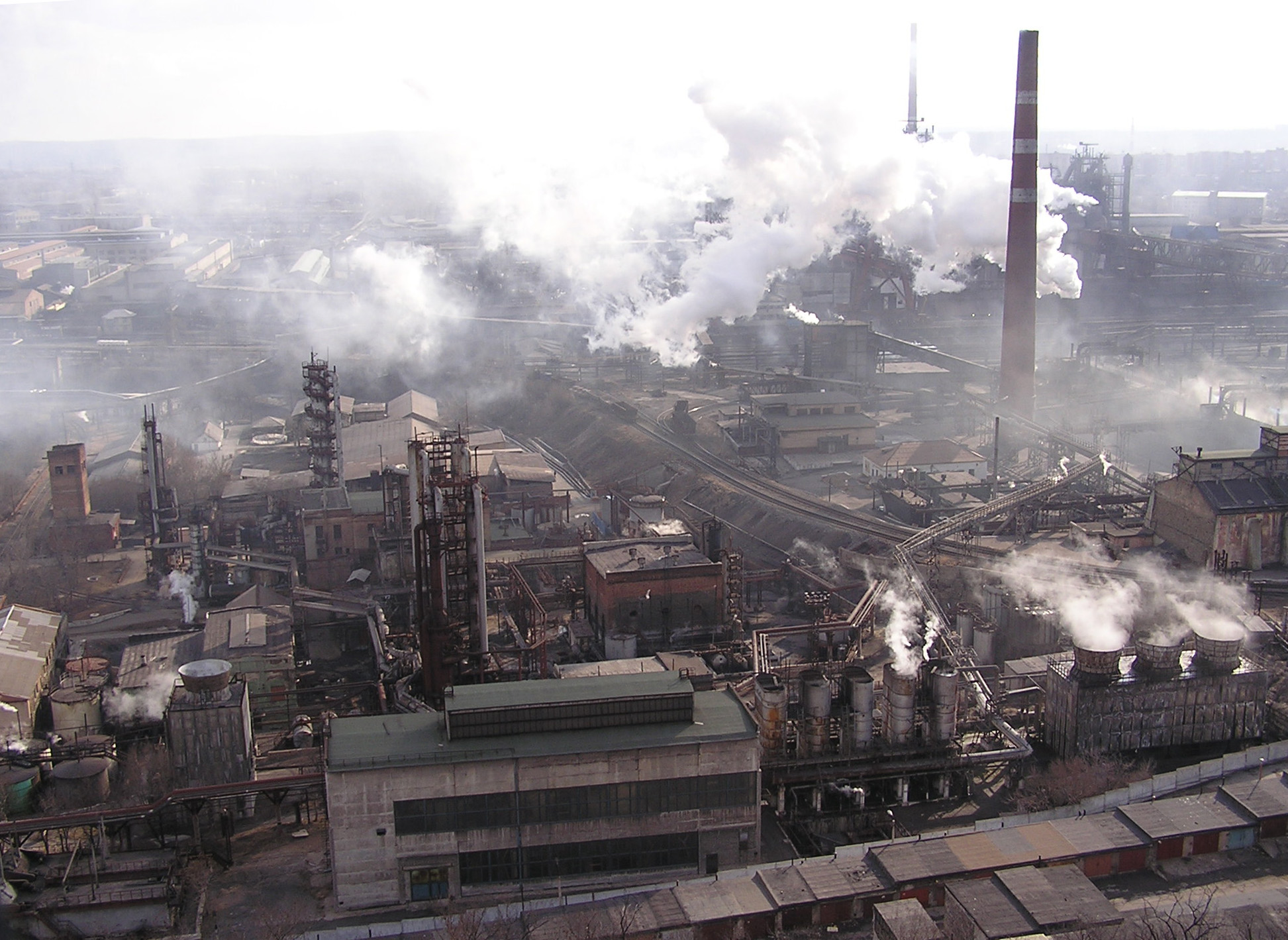
Донецкий металлургический завод
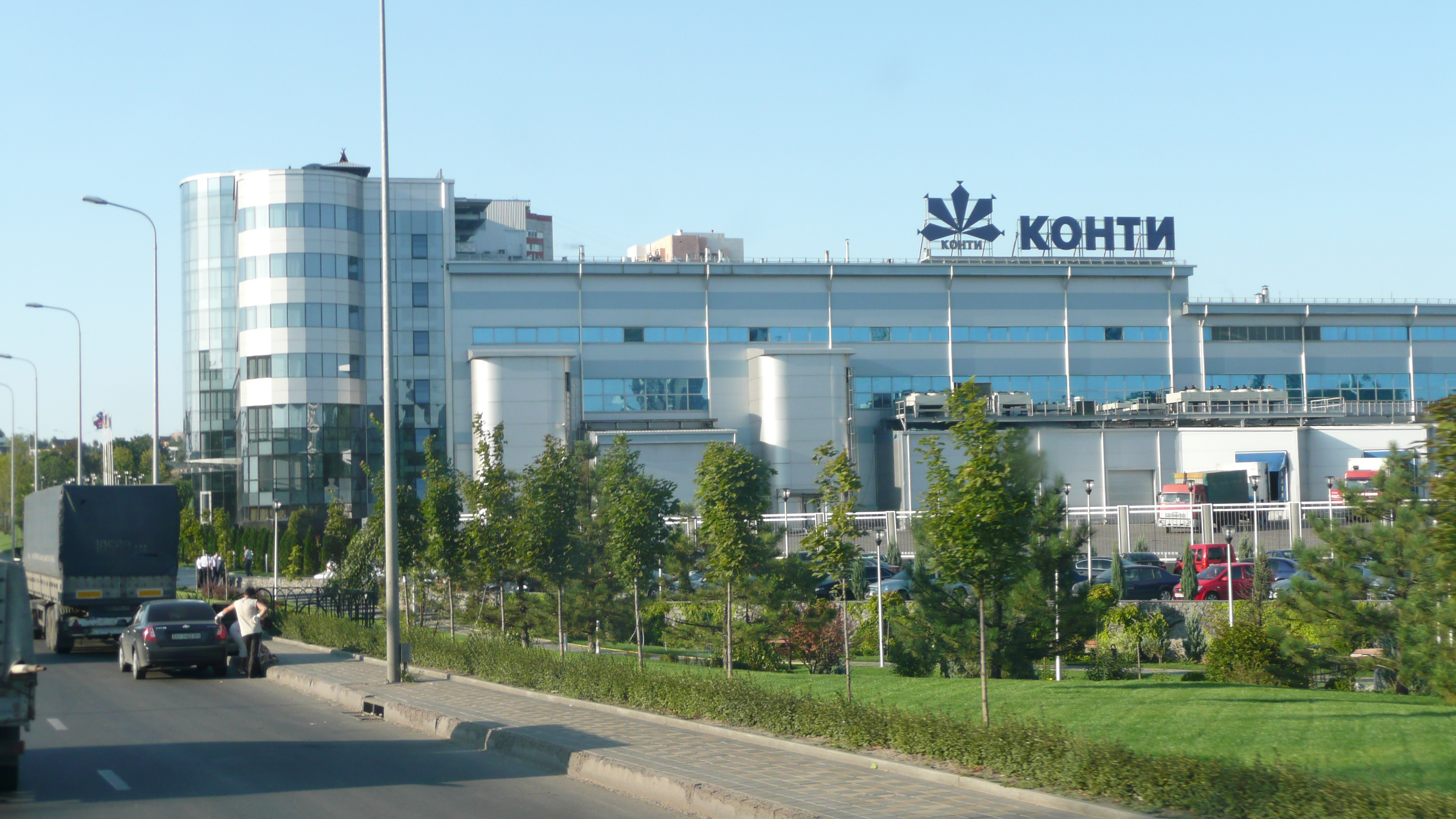
Фабрика «Конти»
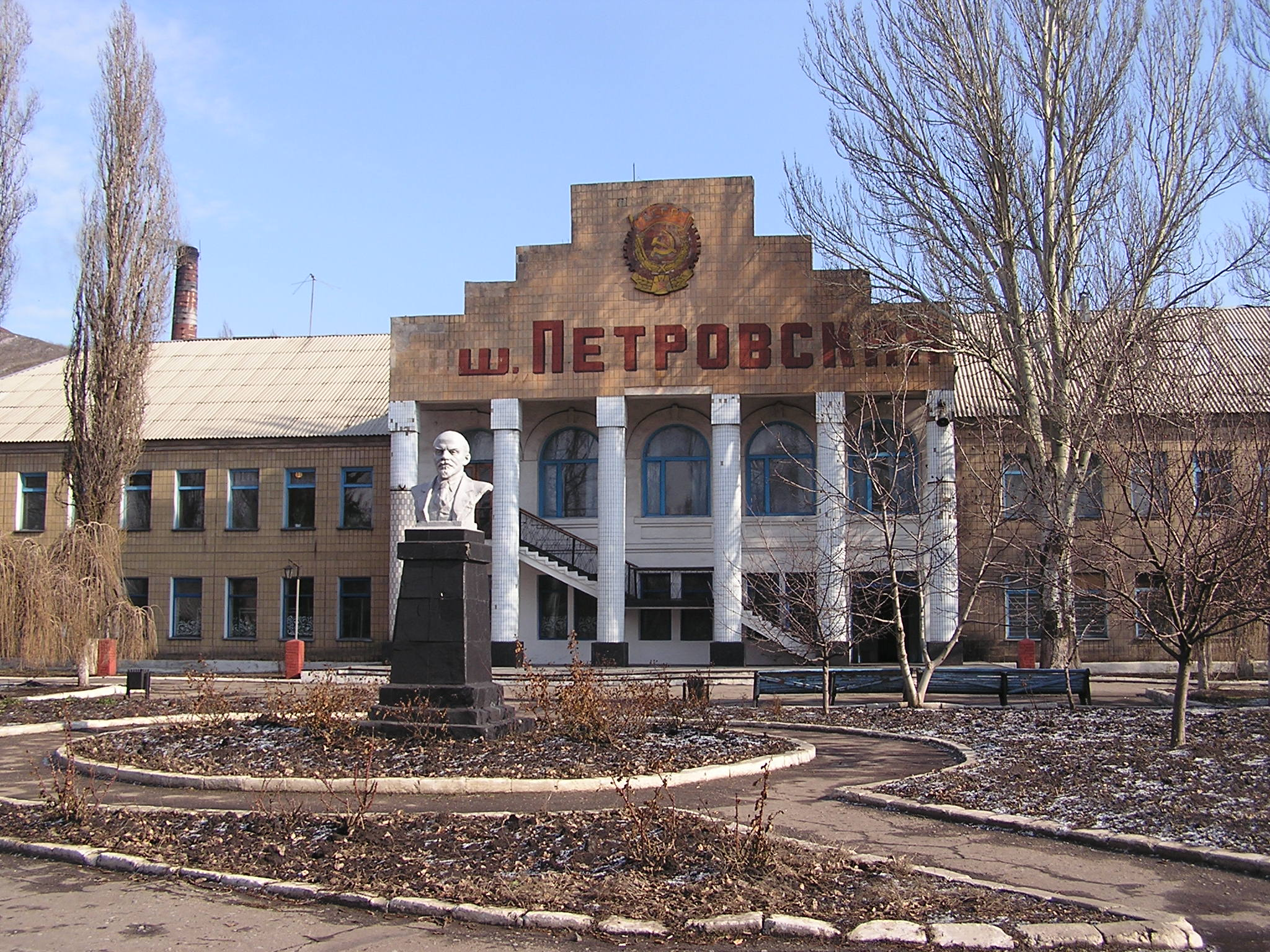
Шахта «Петровская»
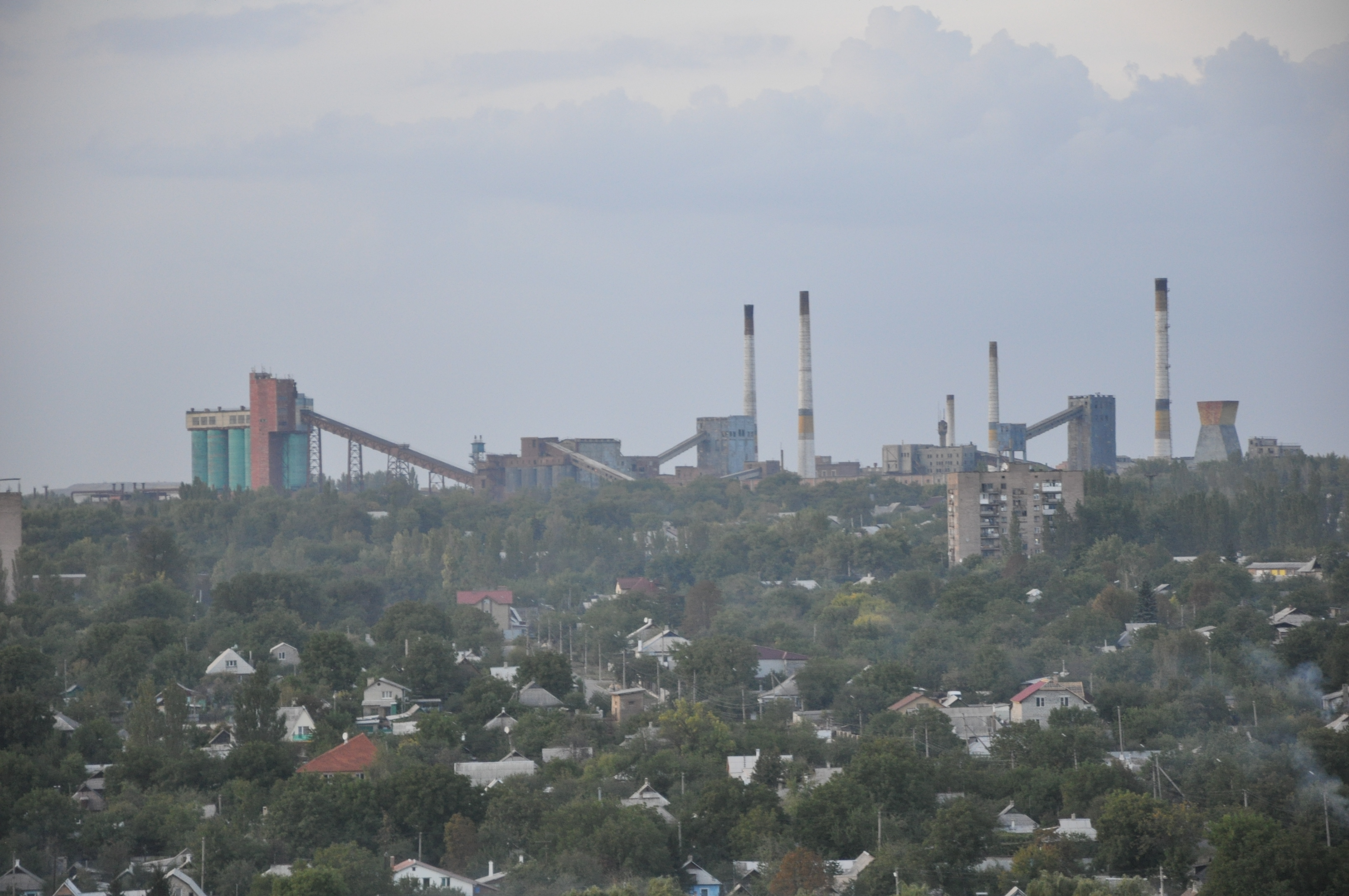
Донецкий коксохимический завод

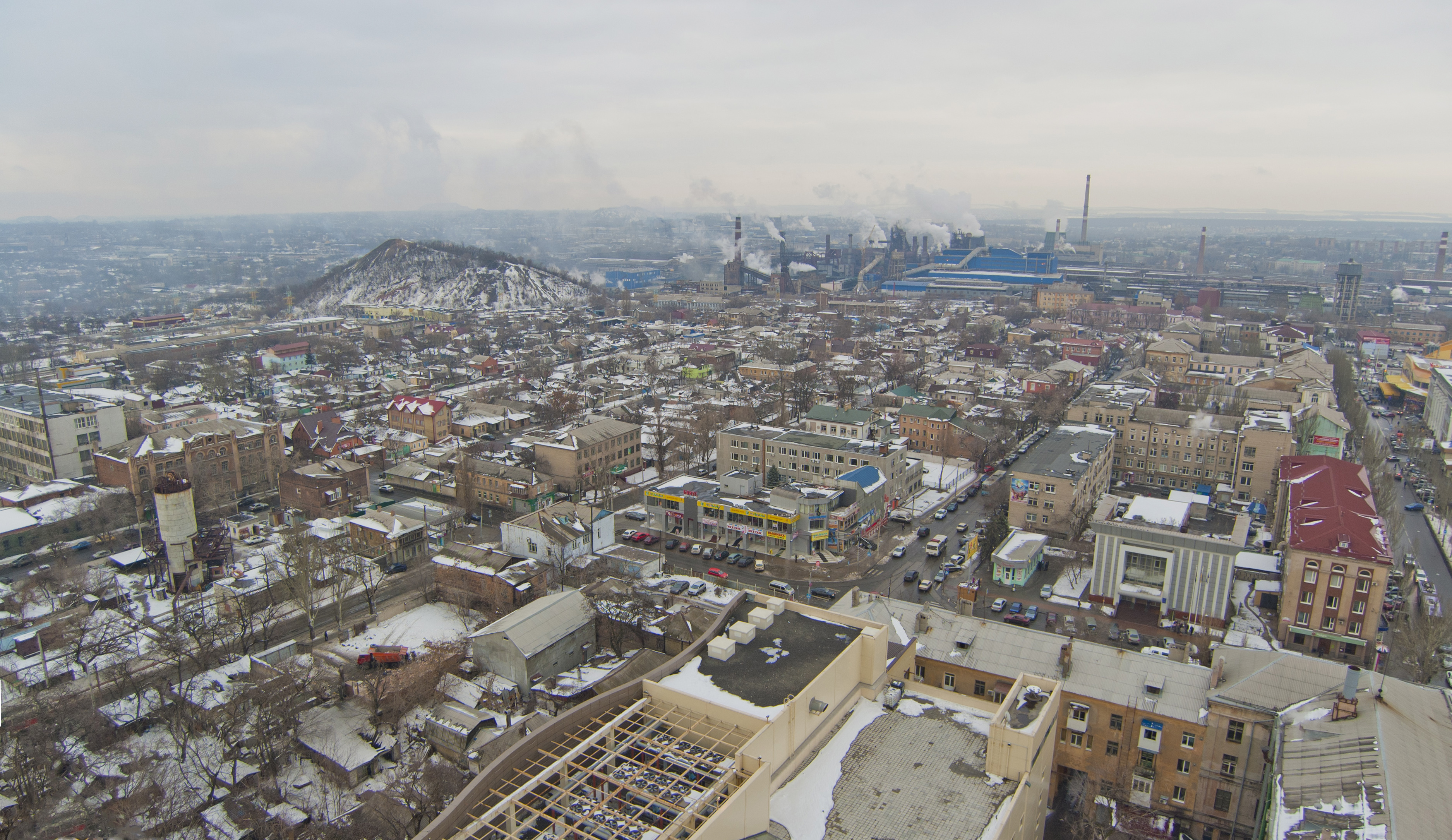
Индустриальная панорама города

На промышленных предприятиях города занято более 119 тысяч человек.
Общий объём реализованной промышленной продукции в 2011 году — 50,0 млрд грн.
В её структуре наибольший удельный вес имеют: предприятия по производству и распределению электроэнергии, газа и воды (31,9 %), предприятия металлургии (23,1 %), пищевой промышленности (16,2 %), угольной промышленности (10,5 %).
Во всех районах города были созданы районные советы, которые подчинялись ныне упразднённому Донецкому городскому совету.
В 2012 году деловой журнал Forbes признал Донецк лучшим городом Украины для ведения бизнеса по пяти категориям: человеческому капиталу, покупательной способности, инвестиционному климату, экономической устойчивости, а также инфраструктуре и комфорту.

## Социальная сфера

### Образование

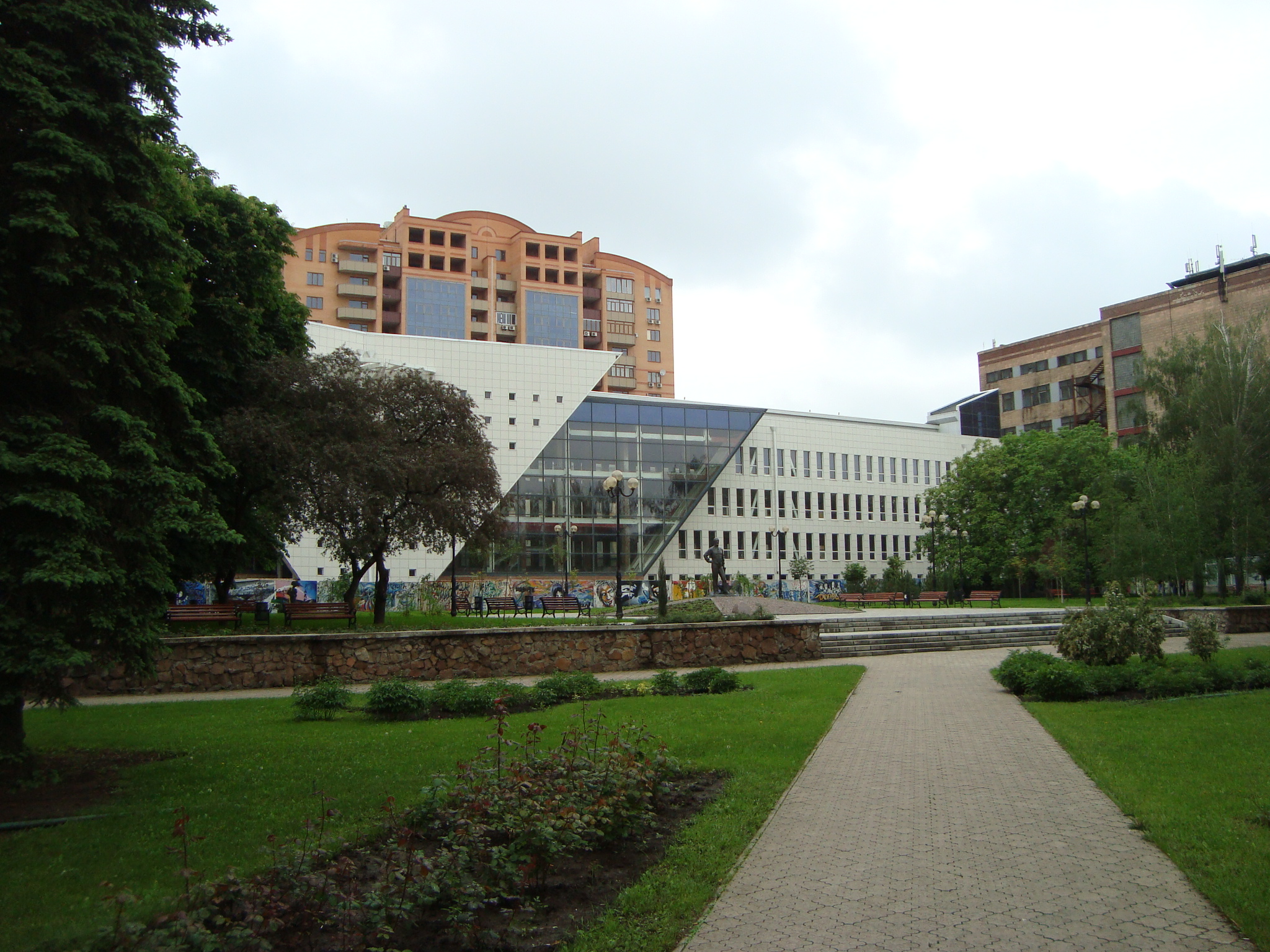
Библиотека ДонНТУ
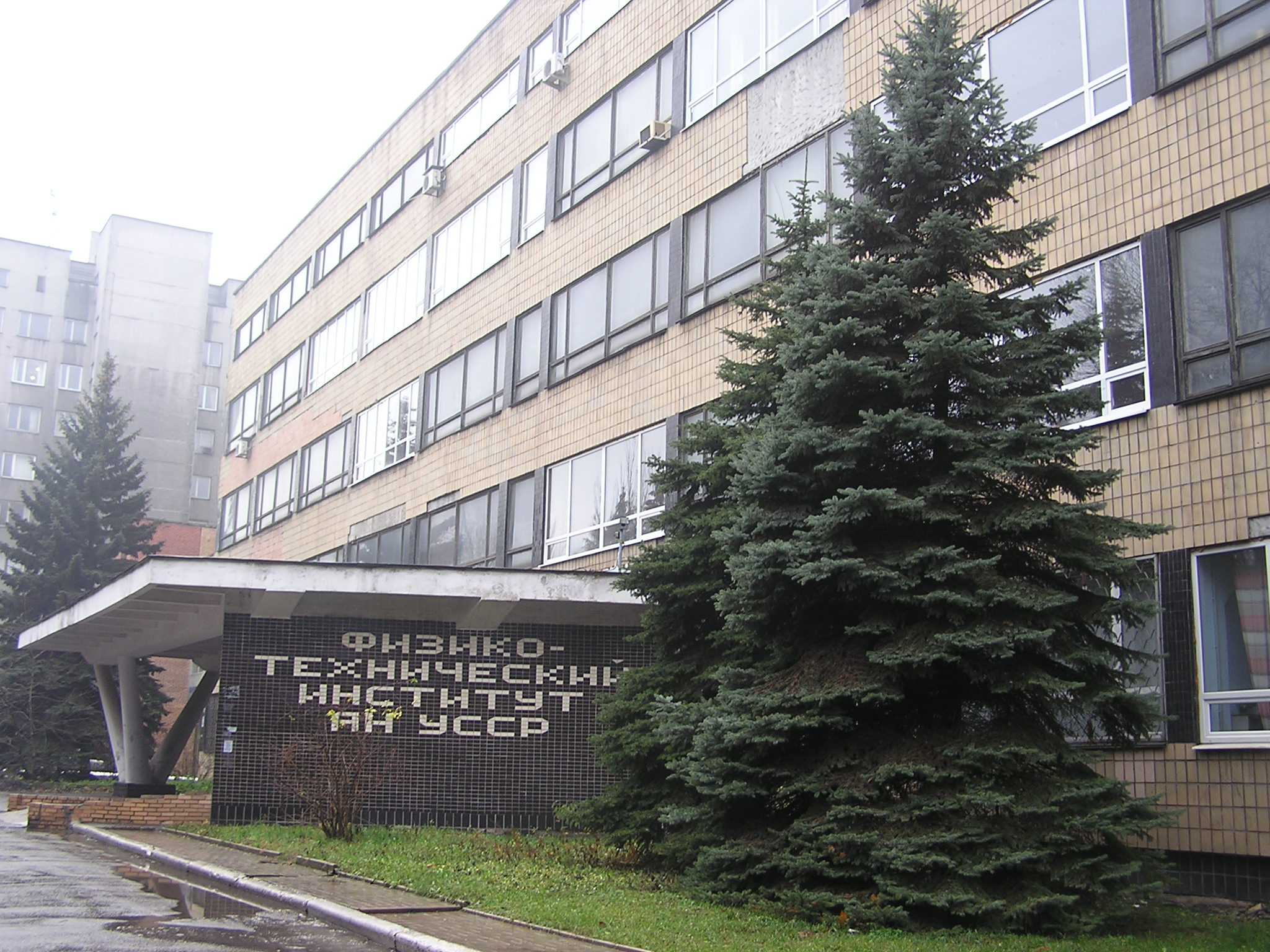
Донецкий физико-технический институт им. А. А. Галкина НАН Украины

Всего в Донецке 5 государственных университетов, 11 институтов, 3 академии, в том числе Донецкая государственная музыкальная академия, 14 техникумов, а также 5 частных университетов, 6 колледжей. Из них старейшие и крупнейшие учебные заведения — Донецкий национальный технический университет (1921), Донецкий национальный медицинский университет (1930), Донецкий национальный университет (1937), Донецкий национальный университет экономики и торговли им. М. И. Туган-Барановского. 13 марта 1967 г. — Приказом Министра обороны СССР, Директивой Генерального штаба ВС СССР ДГШ от 22 апреля 1967 г. и Директивой Командующего войсками Киевского военного округа приняты решения о создании Донецкого высшего военно-политического училища инженерных войск и войск связи — ДВВПУ.

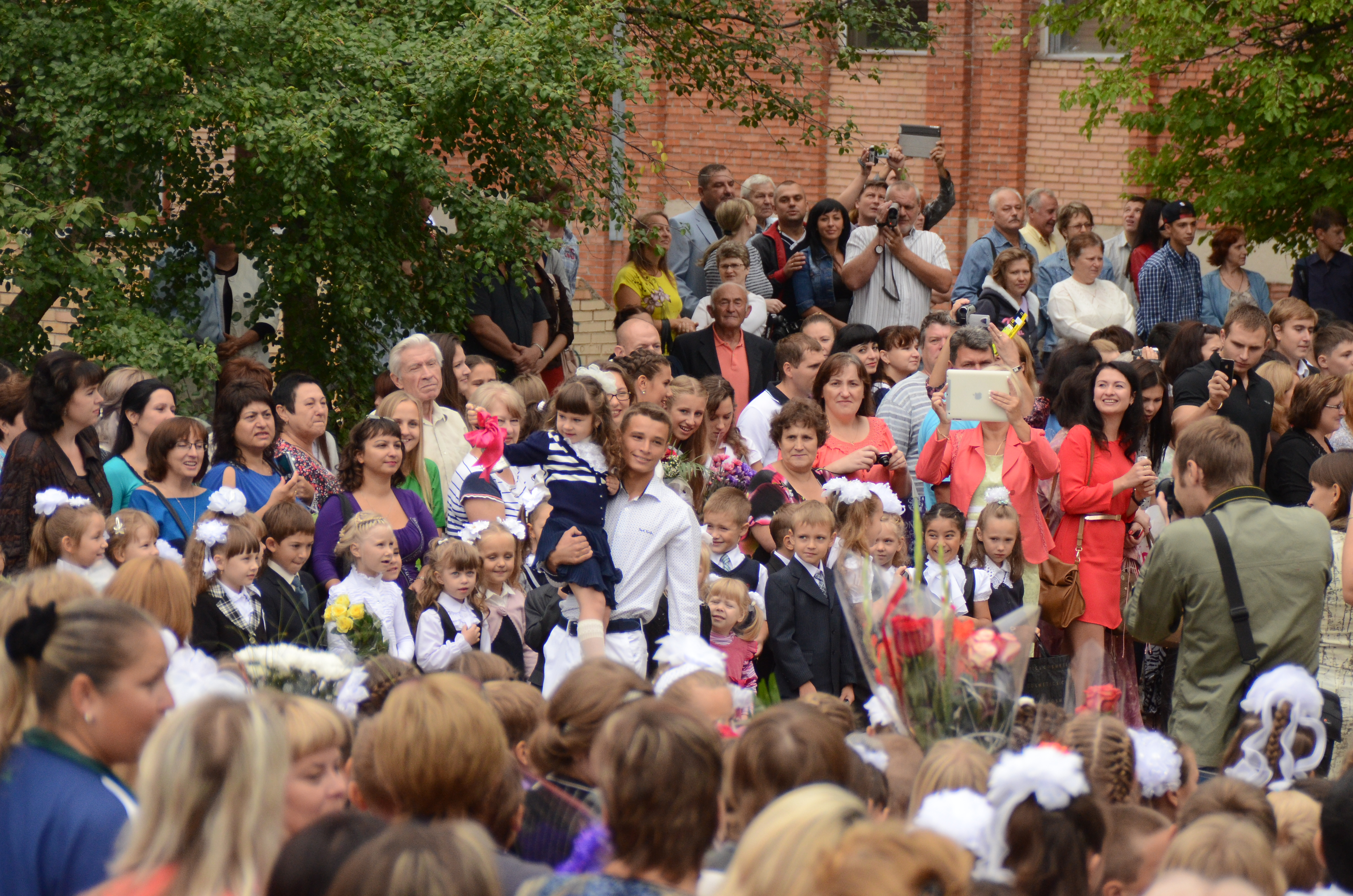
День знаний, 2013

Средних школ средней ступени — 2; средних школ 1-2 ступеней — 38; средних школ 1-3 ступеней — 116; детско-юношеских спортивных — 7; станций юных техников — 2; центров творчества детей и юношества — 8; детско-юношеских клуба — 54.
В системе общего среднего образования подавляющее большинство учеников учится на русском языке. На украинском ведётся преподавание в 34 школах города, где обучаются 21 % школьников. При этом в ходе переписи населения лишь 11 % жителей города назвали родным украинский язык.

### Здравоохранение
51 лечебно-профилактическое учреждение на 5800 коек
Городские больницы и центры:
- Клиническая больница имени М. И. Калинина (ДОКТМО — Донецкое областное клиническое территориальное медицинское объединение) (Калининский район); отделение кардиохирургии.
- ЦКБ — Центральная клиническая больница (Ленинский район)
- Травматологический центр (Киевский район)
- Психоневрологическая больница («Победа») (Кировский район)
- Противоопухолевый центр имени Г. В. Бондаря (Будённовский район)
- Больница профессиональных заболеваний (Калининский район)
- Дорожная больница (Киевский район)
- Детская клиническая больница (Калининский район)

Городские больницы:
- № 1 — Ворошиловский район («Вишневского»)
- № 2 — Будённовский район («Энергетик»)
- № 3 — Калининский район
- № 4 — Ворошиловский район («Студенческая»)
- № 5 — Ворошиловский район
- № 6 — Ленинский район («Шлаколечебница»)
- № 7 — Ленинский район
- № 8 — Калининский район («Больница профосмотров»)
- № 9 — Пролетарский район
- № 11 — Пролетарский район
- № 12 — город Моспино, Пролетарский район
- № 14 — Петровский район
- № 15 — Петровский район («Восстановительного лечения»)
- № 16 — Будённовский район
- № 17 — Куйбышевский район
- № 18 — Киевский район
- № 19 — Куйбышевский район
- № 20 — Киевский район
- № 21 — Куйбышевский район
- № 23 — Куйбышевский район («Азотная»)
- № 24 — Кировский район («Семашко»)
- № 25 — Кировский район («Абакумова»)
- № 26 — Кировский район
- № 27 — Кировский район («Текстильщик»)

Детские городские больницы:
- Детская городская больница — Калининский район
- № 1 — Киевский район («Засядько»)
- № 2 — Куйбышевский район («Топаз»)
- № 3 — Кировский район
- № 4 — Петровский район
- № 5 — Будённовский район

Родильные дома:
- Донецкий региональный центр охраны материнства и детства — Ворошиловский район
- Родильное отделение ДОКТМО — Калининский район
- ГБ № 3 — Калининский район
- ГБ № 6 — Ленинский район («Шлаколечебница»)
- ГБ № 9 — Пролетарский район
- ГБ № 14 — Петровский район
- ГБ № 17 — Куйбышевский район
- ГБ № 24 — Кировский район («Семашко»)

Диспансеры:
- Кожно-венерологический — Куйбышевский район
- Городской кожно-венерологический — Калининский район
- Кожно-венерологический — Будённовский район
- Наркологический — Ленинский район
- Городской наркологический — Калининский район
- Кардиологический — Калининский район (ДРКТМО)
- Психоневрологический — Будённовский район
- Психоневрологическая больница № 1 — Петровский район
- Психоневрологическая больница № 2 — Ленинский район (посёлок Рудчанск)
- Противотуберкулёзный — Калининский район
- Городской противотуберкулёзный — Куйбышевский район
- Противотуберкулёзный № 1 — Ворошиловский район
- Противотуберкулёзный № 2 — Пролетарский район («Чулковка»)
- Городской вертеброневрологический — Будённовский район

## Инфраструктура

### Транспорт

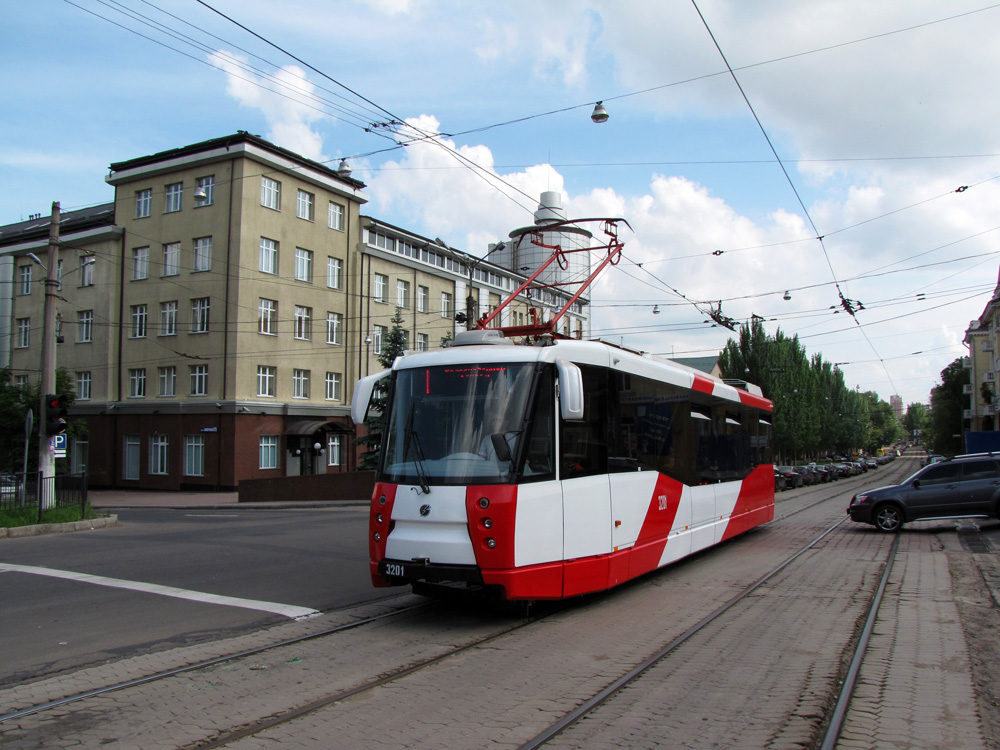
Трамвай ЛМ-2008
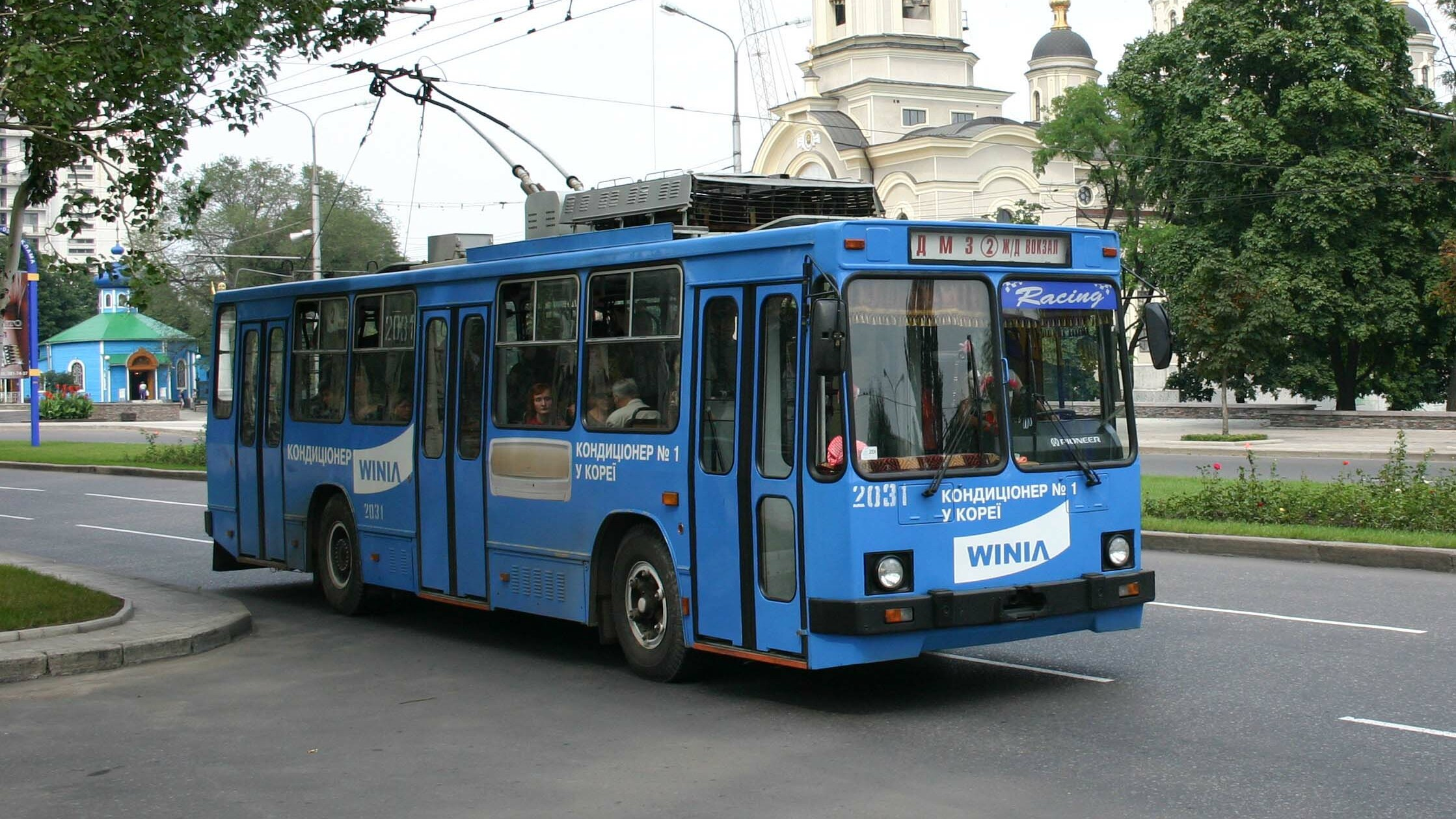
Донецкий троллейбус на фоне Спасо-Преображенского кафедрального собора
Новое здание вокзала в Донецке
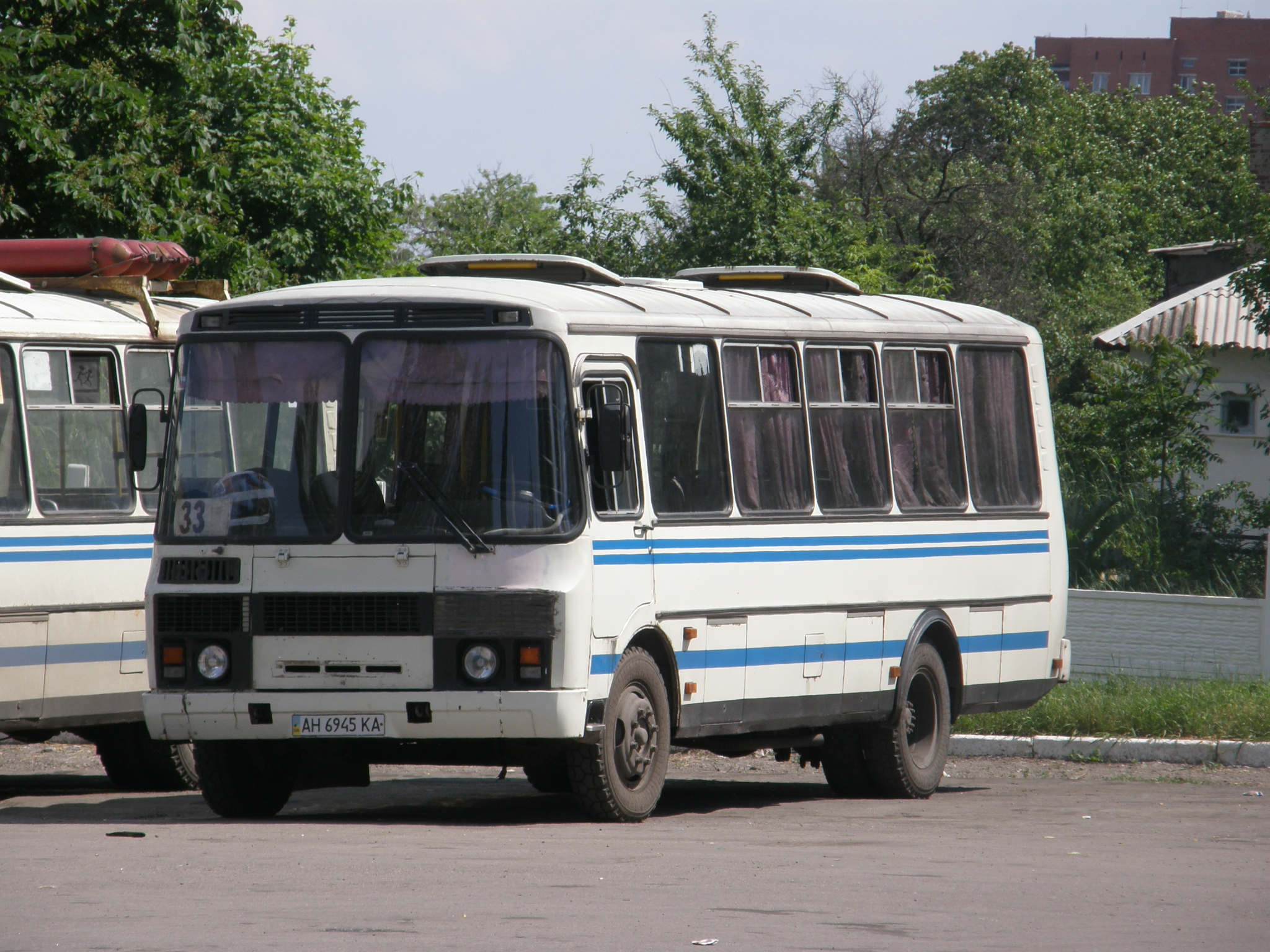
Автобус в Будённовском районе Донецка

Основные виды городского транспорта: трамваи, троллейбусы, автобусы и маршрутные такси.
В городе имеются: железнодорожный вокзал; 5 железнодорожных станций — Рутченково, Мандрыкино, Мушкетово, Донецк-2. 2 автовокзала — «Южный» и «Западный» (Путиловский автовокзал был закрыт в 2011 году); 8 автостанций — «Абакумова», «Центр», «Железнодорожный вокзал», «Трудовская», «Будённовская», «Щетинина», «Мотель» и «Крытый рынок».
Строился метрополитен, на данный момент строительство метрополитена заморожено. У Донецка проходит E 50, международная автомобильная дорога М-04, национальные автомобильные дороги Н-15, Н-20, Н-21.
В городе имелся аэропорт. 14 мая 2012 года был открыт новый терминал аэропорта, с открытой до этого четырёхкилометровой взлётно-посадочной полосой и новой диспетчерской вышкой. Стоимость реконструкции аэропорта составила 5 миллиардов 624,93 миллиона гривен. Разрушен в ходе военных действий в 2014 году.

### Гостиницы

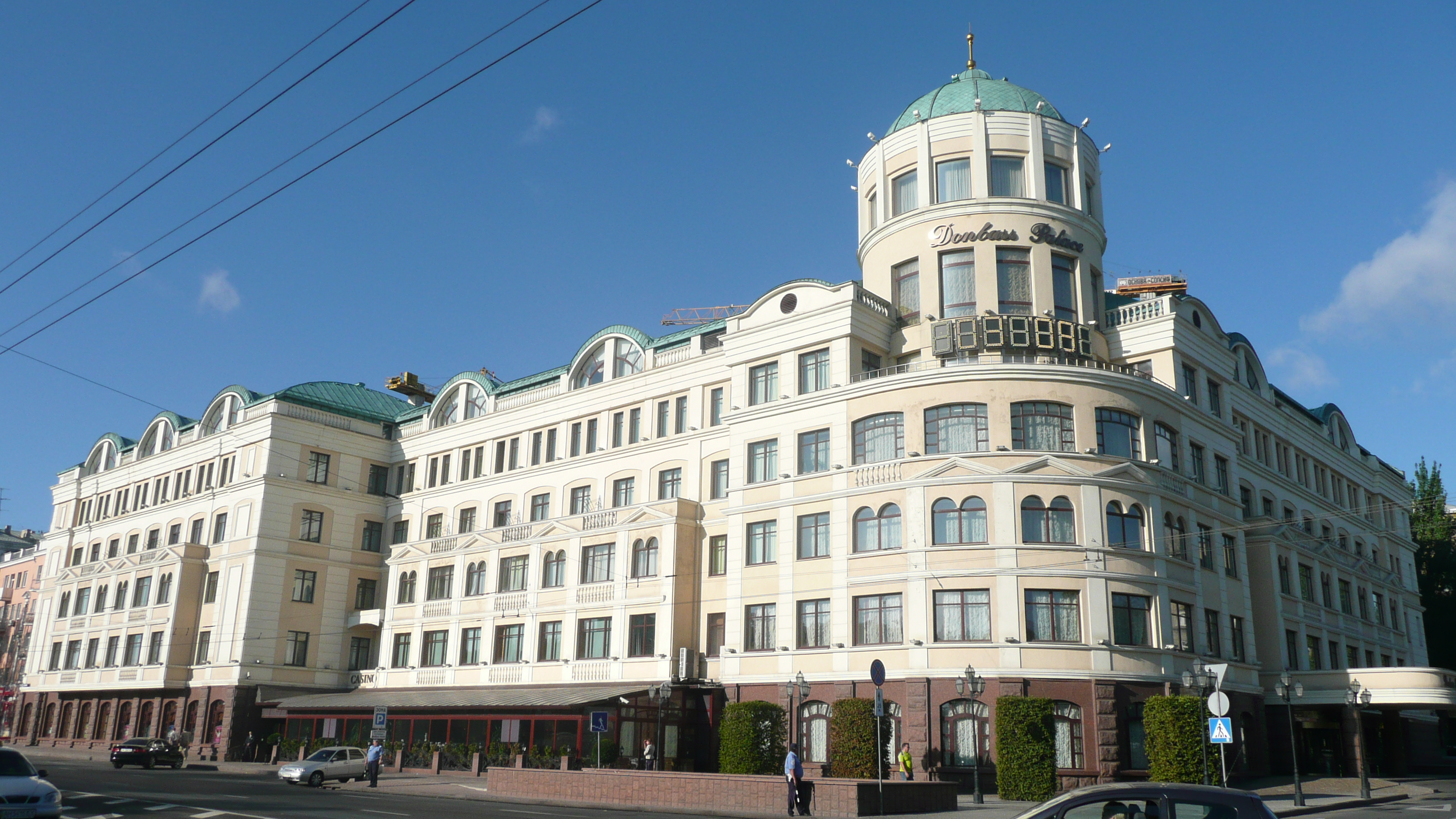
Современная гостиница «Донбасс Палас»
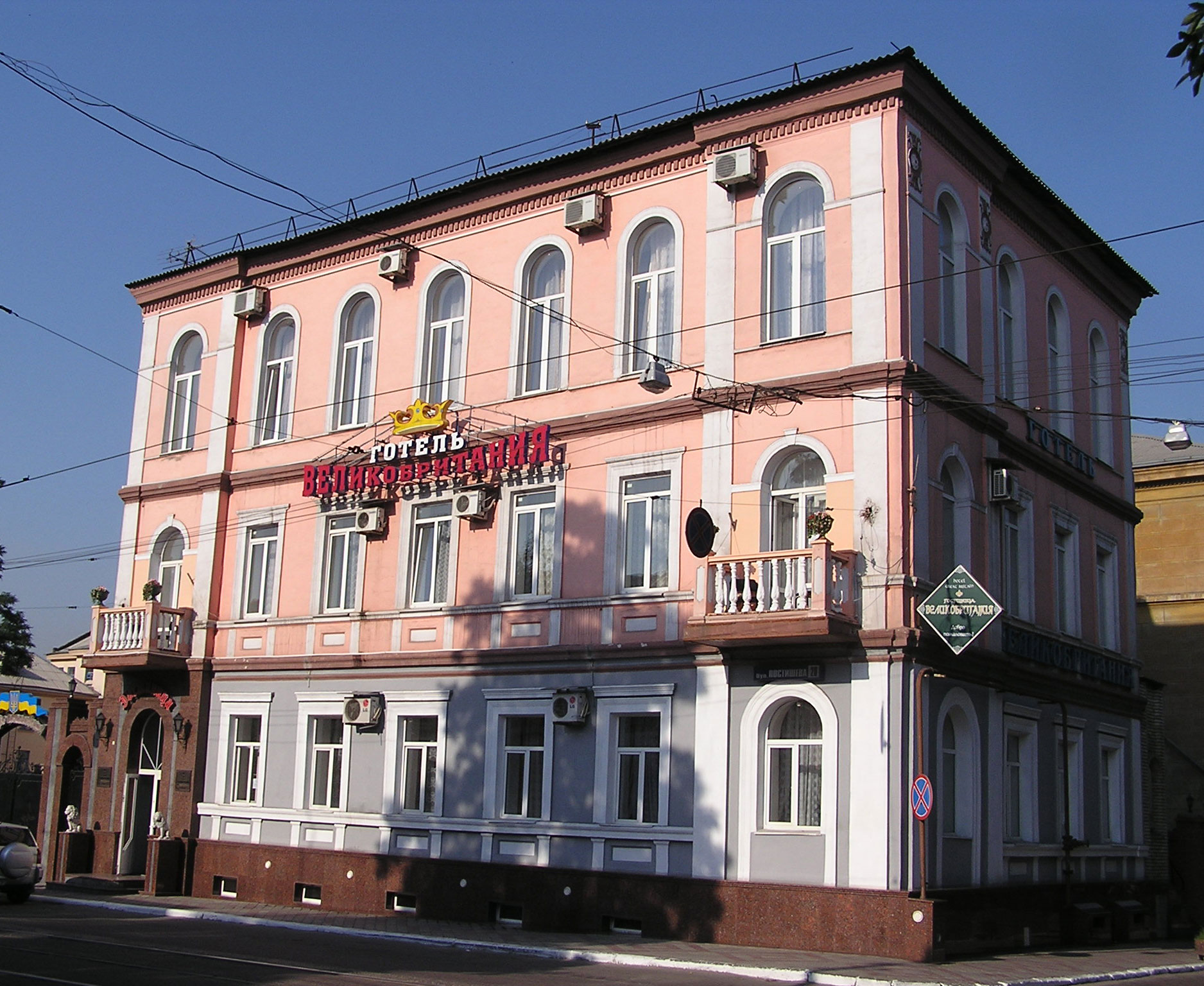
Отель «Великобритания» в одном из старейших зданий Донецка. 1883 год

Расположенная в центре Донецка пятизвёздочная гостиница «Донбасс Палас» входит в ассоциацию The Leading Hotels of the World, неоднократно признавалась лучшей гостиницей Украины по версии World Travel Association. Всего в Донецке расположено около 50 гостиниц различной категории. Большинство гостиниц и отелей сосредоточено в Ворошиловском (центральном), Киевском и Калининском районах:
| Категория                                                                | Название гостиницы                   |
| ------------------------------------------------------------------------ | ------------------------------------ |
| 5 из 5 звёзд · 5 из 5 звёзд · 5 из 5 звёзд · 5 из 5 звёзд · 5 из 5 звёзд | Донбасс Палас                        |
| 5 из 5 звёзд · 5 из 5 звёзд · 5 из 5 звёзд · 5 из 5 звёзд · 5 из 5 звёзд | Виктория                             |
| 5 из 5 звёзд · 5 из 5 звёзд · 5 из 5 звёзд · 5 из 5 звёзд · 5 из 5 звёзд | Столичный                            |
| 4 из 5 звёзд · 4 из 5 звёзд · 4 из 5 звёзд · 4 из 5 звёзд · 4 из 5 звёзд | Шахтар Плаза                         |
| 4 из 5 звёзд · 4 из 5 звёзд · 4 из 5 звёзд · 4 из 5 звёзд · 4 из 5 звёзд | Park Inn by Radisson (бывший «Киев») |
| 4 из 5 звёзд · 4 из 5 звёзд · 4 из 5 звёзд · 4 из 5 звёзд · 4 из 5 звёзд | Ramada Donetsk (бывший «Атлас»)      |
| 4 из 5 звёзд · 4 из 5 звёзд · 4 из 5 звёзд · 4 из 5 звёзд · 4 из 5 звёзд | Европа                               |
| 4 из 5 звёзд · 4 из 5 звёзд · 4 из 5 звёзд · 4 из 5 звёзд · 4 из 5 звёзд | Прага                                |
| 4 из 5 звёзд · 4 из 5 звёзд · 4 из 5 звёзд · 4 из 5 звёзд · 4 из 5 звёзд | Опера                                |

| Категория                                                                | Название гостиницы |
| ------------------------------------------------------------------------ | ------------------ |
| 4 из 5 звёзд · 4 из 5 звёзд · 4 из 5 звёзд · 4 из 5 звёзд · 4 из 5 звёзд | Украина            |
| 3 из 5 звёзд · 3 из 5 звёзд · 3 из 5 звёзд · 3 из 5 звёзд · 3 из 5 звёзд | Ливерпуль          |
| 3 из 5 звёзд · 3 из 5 звёзд · 3 из 5 звёзд · 3 из 5 звёзд · 3 из 5 звёзд | Олимп              |
| 3 из 5 звёзд · 3 из 5 звёзд · 3 из 5 звёзд · 3 из 5 звёзд · 3 из 5 звёзд | Централь           |
| 3 из 5 звёзд · 3 из 5 звёзд · 3 из 5 звёзд · 3 из 5 звёзд · 3 из 5 звёзд | Ева                |
| 3 из 5 звёзд · 3 из 5 звёзд · 3 из 5 звёзд · 3 из 5 звёзд · 3 из 5 звёзд | Джон Хьюз          |
| 3 из 5 звёзд · 3 из 5 звёзд · 3 из 5 звёзд · 3 из 5 звёзд · 3 из 5 звёзд | Испанский Дворик   |
| 3 из 5 звёзд · 3 из 5 звёзд · 3 из 5 звёзд · 3 из 5 звёзд · 3 из 5 звёзд | Великобритания     |
| 3 из 5 звёзд · 3 из 5 звёзд · 3 из 5 звёзд · 3 из 5 звёзд · 3 из 5 звёзд | Campanile          |

### Торговля
Донецк занимал второе место по стоимости торговой недвижимости на Украине после Киева.
Некоторые торговые и торгово-развлекательные центры города:
- Донецкий Центральный универмаг — старейшее торговое учреждение города, открытое в 1937 году[113].
- ТРЦ «Декор Донбасc»
- ТРЦ «Донецк Сити»
- ТРЦ «Белый Лебедь»
- ТРЦ «Обжора»
- ТРЦ «Rose Park»
- ТРЦ «Пушкинский Пассаж»
- ТЦ «Континент»
- ТРЦ «GREEN PLAZA»
- ТРЦ «Золотое Кольцо»
- ТОК «Южные склоны»
- ТРЦ «Меркурий»
- ТЦ «Пассаж»
- ТЦ «Атриум»
- ТЦ «Планета»
- ТЦ «Юзовский»
- ТЦ «Украина»[114]

До начала вооружённого конфликта в городе работали многочисленные сетевые продовольственные супермаркеты и гипермаркеты:
- «METRO Cash & Carry»,
- «Амстор»,
- «Обжора»,
- «VARUS»,
- «Край»,
- «Брусниця»,
- «Велика Кишеня»,
- «Фуршет»,
- «БУМ», «Сільпо»,
- «Ашан»,
- «АТБ»;

а также крупные специализированные торговые центры по продаже непродовольственных товаров (мебели, одежды, строительных и отделочных материалов, аудио-, видео- и бытовой техники и т. д.):
- «ОЛДИ»,
- гипермаркет мебели «MARGO»,
- «JYSK»,
- «СтройБат»,
- «Фокстрот»,
- «COMFY»,
- «FoxMart»,
- «Технополис»,
- «КомпьютерЦентр»

и др.
Более 30 автоцентров и автосалонов города представляли основные автомобильные марки мира (в том числе Jaguar, Bentley, Infiniti, Porsche, BMW и другие).
В стадии строительства находились торговые и торгово-развлекательные центры: ТРЦ «Южные Склоны», вторая и третья очереди «Донецк-Сити», ТРЦ «Меркурий» и другие.
После захвата города вооружёнными формированиями самопровозглашённой ДНР в 2014 году национальные и международные сети магазинов и другие предприятия сферы услуг прекратили свою деятельность как из-за юридической неопределённости, так и из-за разграбления.
В Донецке действовал крытый сельскохозяйственный оптовый рынок типа, расположенный у въезда в город со стороны города Ясиноватая, который был разрушен в ходе боевых действий в регионе. Общая площадь рынка составляла 35 га.

## Спорт
Донецк был крупным спортивным центром, имел высокоразвитую спортивную инфраструктуру. Представители города были лидерами в таких видах спорта как футбол, хоккей, бокс, баскетбол, лёгкая атлетика, теннис.
В городе проходили чемпионаты СССР по теннису, лёгкой атлетике, боксу, матчевые встречи Кубка Дэвиса, Лиги чемпионов УЕФА. Донецк был одним из четырёх городов Украины, принимавших Чемпионат Европы по футболу 2012.
В Донецке был развит профессиональный футбол. Три клуба представляли город в Украинской футбольной премьер-лиге: «Шахтёр», «Металлург» и «Олимпик». Футбольный клуб «Шахтёр» является тринадцатикратным чемпионом Украины, обладателем Кубка УЕФА (2009), четвертьфиналистом Лиги чемпионов. В настоящее время он базируется в Киеве.
Известные тренеры ФК «Шахтёр»: Ошенков, Сальков, Носов, Базилевич, Прокопенко, Яремченко, Скала, Шустер, Луческу. ФК «Металлург» (был расформирован 6 июня 2015 года, представлял город в УПЛ): Альтман, Адрианце.
В Донецке во все времена были яркие футболисты высочайшего уровня: Лобановский, Дегтерёв, братья Чановы, Елинскас, Звягинцев, Коньков, Пьяных, Соколовский, Роговский, Старухин, Грачёв, Канчельскис, Чигринский, Ракицкий, Элано, Фернандиньо, Виллиан, Тимощук…
Летом 2009 года Донецк и Мариуполь принимали Чемпионат Европы по футболу среди юношей. Победителями стали украинские футболисты.
В Донецке расположен первый в Восточной Европе стадион, спроектированный и построенный в соответствии с 5-звездочной аккредитацией УЕФА «Донбасс Арена». Открытие стадиона состоялось 29 августа 2009 года, и вошло в топ-5 главных шоу года по версии ВВС. Вместимость стадиона — 52 400 места. Общая стоимость строительства стадиона вместе с парком вокруг арены составила около 450 миллионов долларов. Средняя посещаемость стадиона достигала 35 322 человек. В настоящее время он не функционирует.

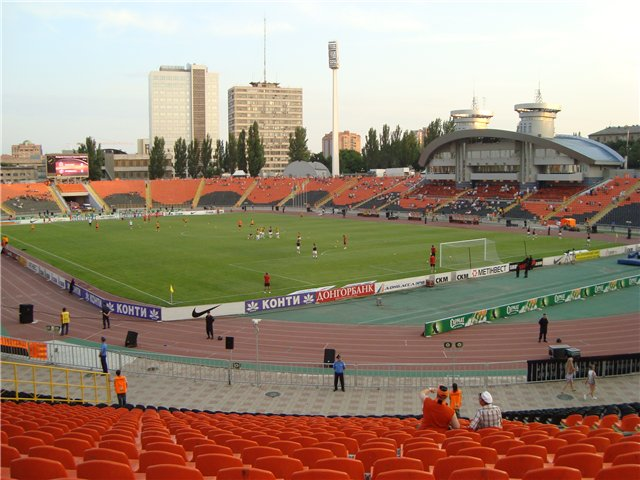
РСК «Олимпийский»
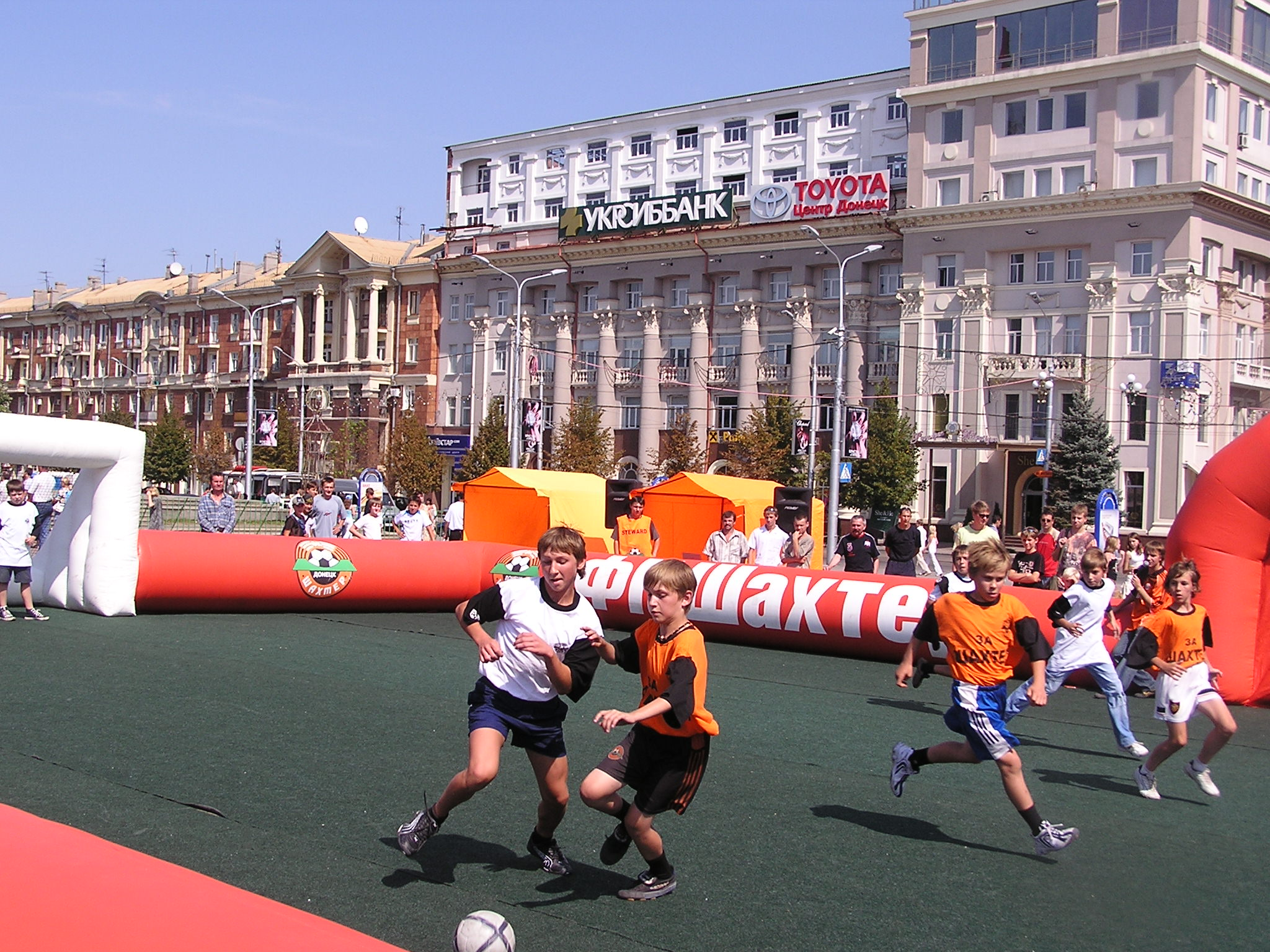
Соревнования по футболу на площади Ленина
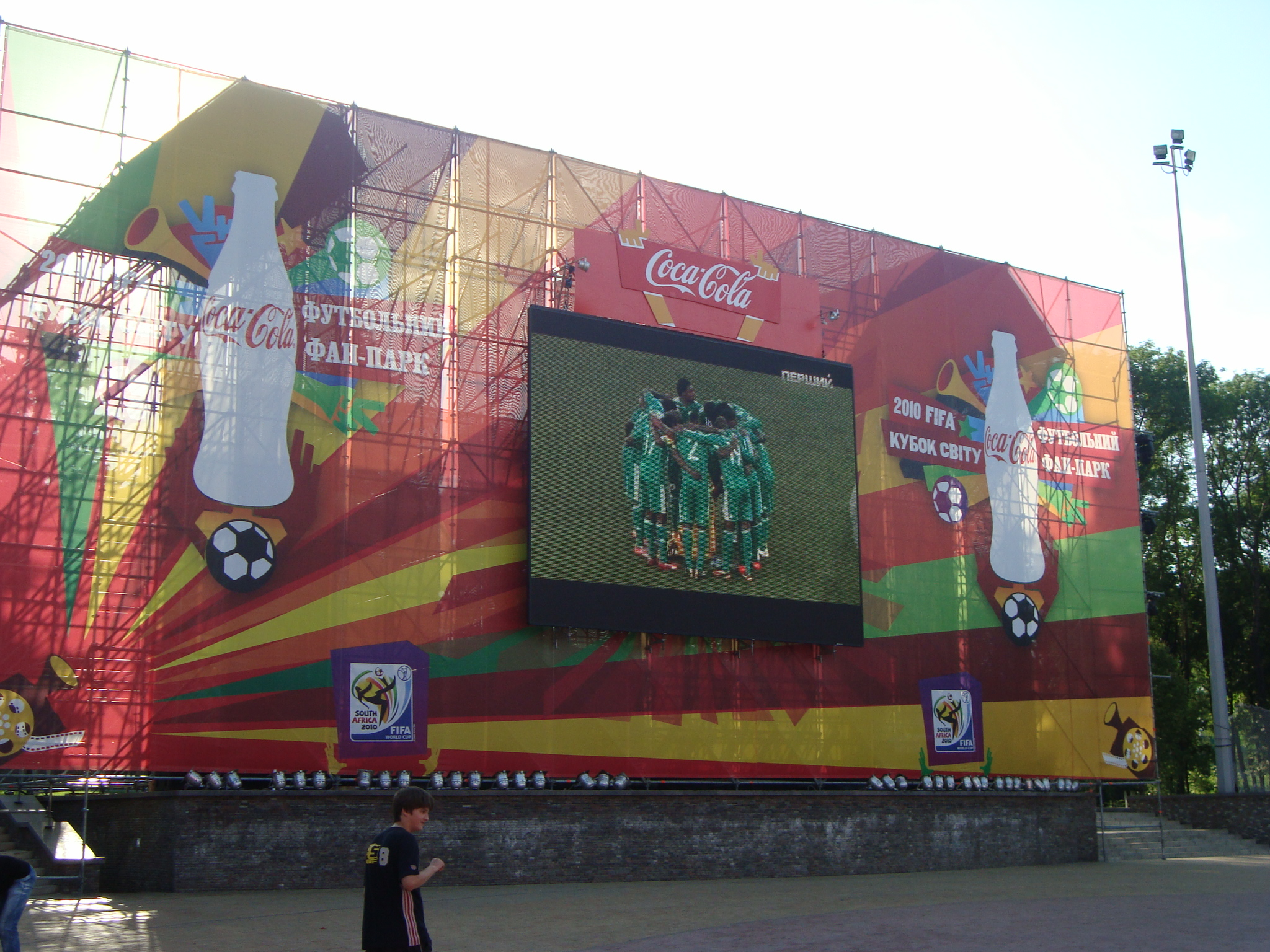
Зона Coca Cola для фанатов во время проведения чемпионата мира по футболу 2010 года

Помимо «Донбасс Арены» в Донецке находятся три стадиона, способных принимать футбольные соревнования высокого уровня — РСК «Олимпийский», «Шахтер», «Металлург».
ХК «Донбасс» — хоккейный клуб города, чемпион Украины. В 2011 году был принят в Высшую Хоккейную Лигу России. Начиная с сезона 2012/2013 стал единственным украинским клубом, который выступал в КХЛ. Домашняя арена — «Дружба», расположена в Калининском районе. Всего, в городе расположено 4 ледовых дворца, ещё один откроется 15 октября 2011 года. В марте 2011 года в Донецке состоялись матчи чемпионата мира по хоккею среди молодёжи до 18 лет и чемпионата мира по хоккею в первом дивизионе.
Донецк был одним из крупнейших боксёрских центров в постсоветском пространстве. Воспитанниками донецкого бокса являются известные боксёры Виктор Мирошниченко, Александр Ягубкин, Владислав Засыпко, Дмитрий Елисеев.
В Донецке жил и тренировался олимпийский чемпион по фехтованию на саблях Виктор Сидяк.
Ежегодно в ДС «Дружба» проводились международные соревнования по прыжкам с шестом «Звёзды шеста», в которых неоднократно устанавливались мировые рекорды (Сергей Бубка 6 м 15 см, Елена Исинбаева).
За последние 20 лет возрастала популярность тенниса. На кортах города проводились международные теннисные турниры под эгидой ATP, матчи Кубка Дэвиса. Известные теннисисты Елена Елисеева, Сергей Бубка (младший).
БК «Донецк» — баскетбольный клуб города, победитель Украинской Суперлиги (2012), серебряный призёр Украинской Суперлиги (2009,2011). Представляет Украину в еврокубках — Eurocup, Единая Лига ВТБ. Клуб играет в спорткомплексе «Дружба».
Ежегодно, в начале апреля, проходила международная велогонка Гран-при Донецка.
В Донецке, на ринге «Sportmax», проходили соревнования по боям без правил Лиги смешанных единоборств Mix-Fight «M-1 Ukraine». Ежегодно проводилась серия турниров по боям без правил «Рыцари Донбасса».

## Культура и искусство

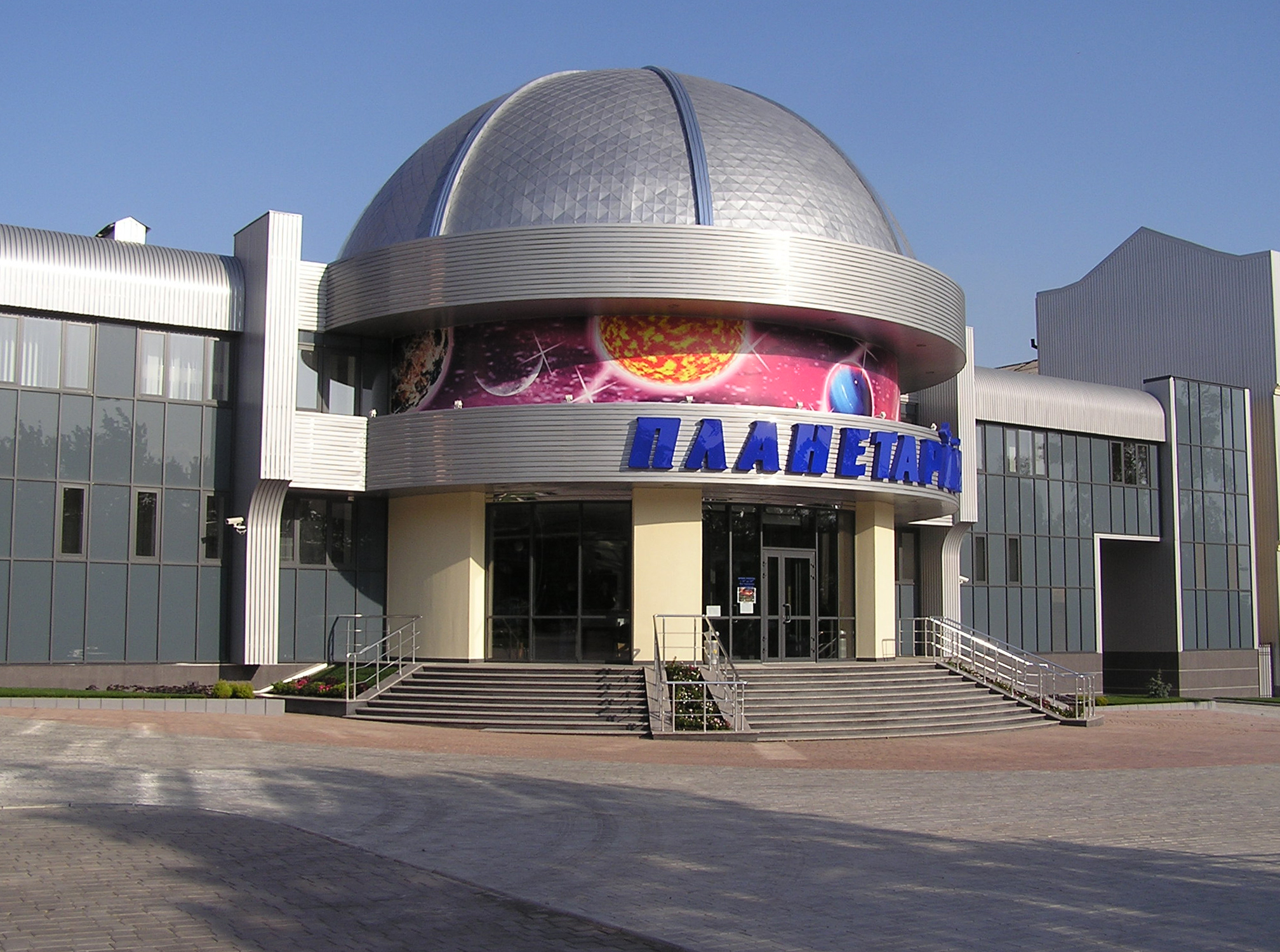
Новый донецкий Планетарий
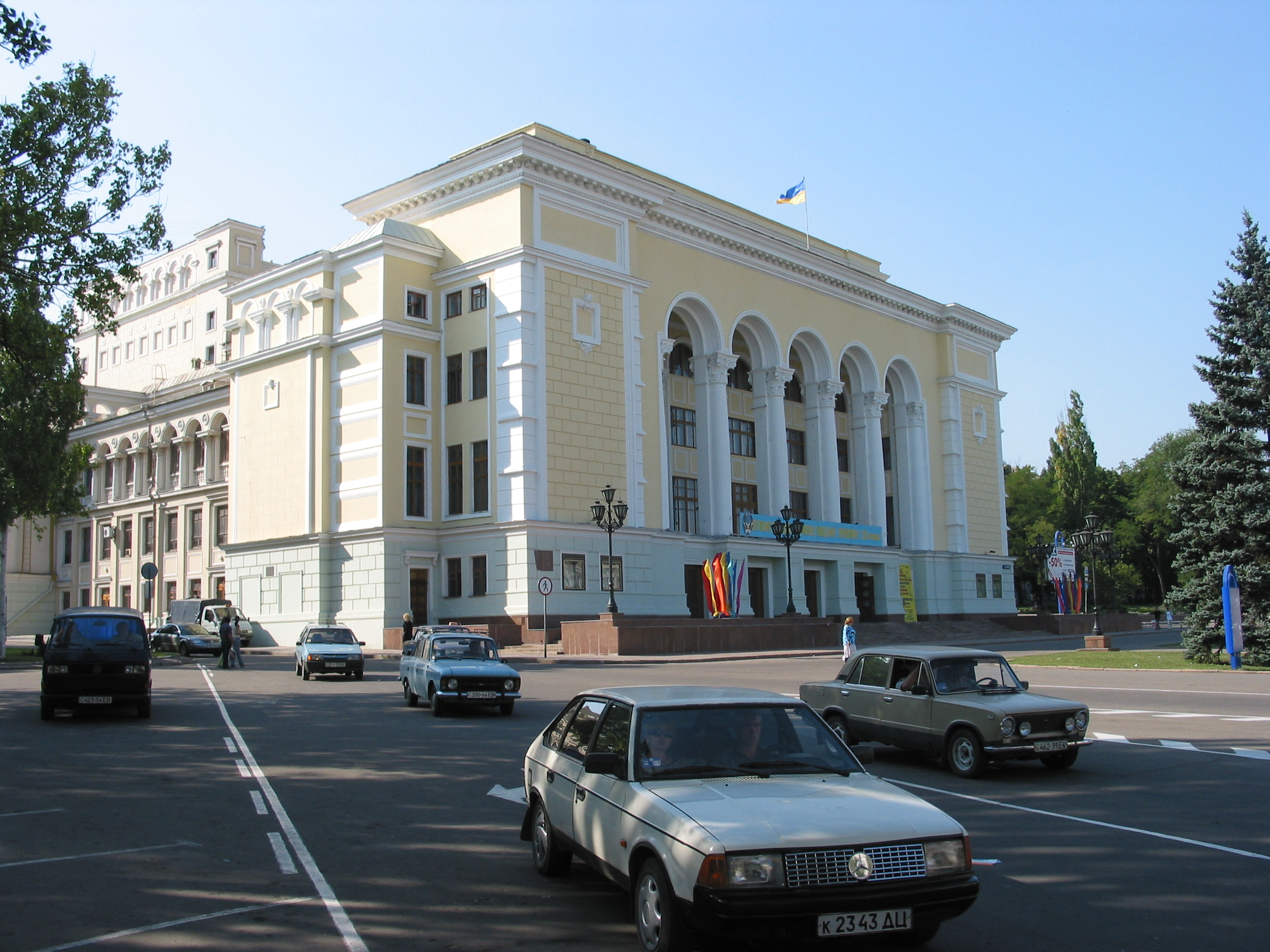
Донбасс Опера (Театр оперы и балета) на Театральном проспекте
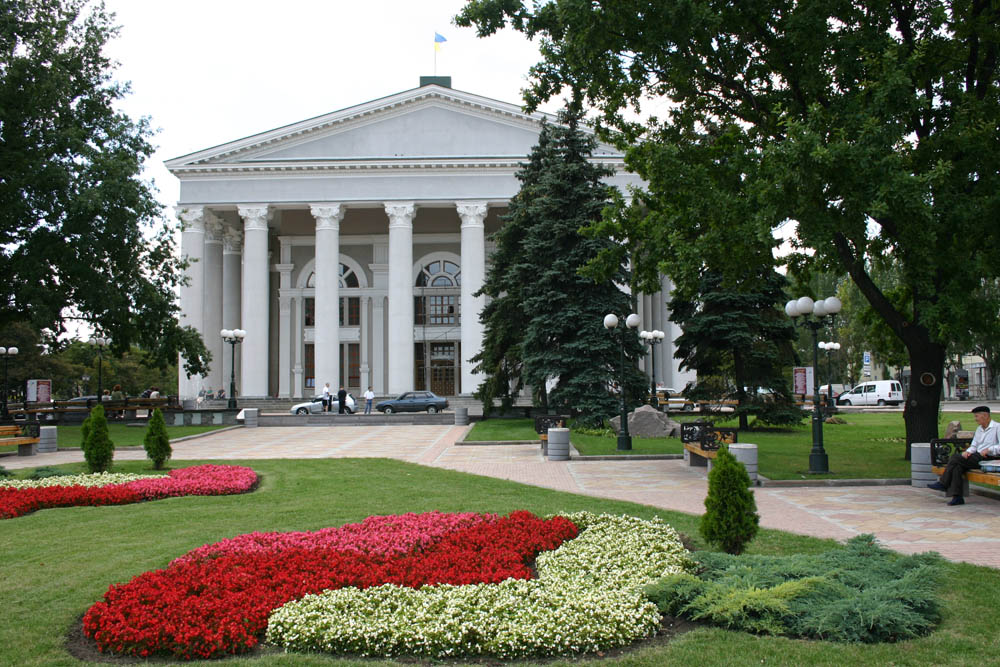
Музыкально-драматический театр на площади Ленина
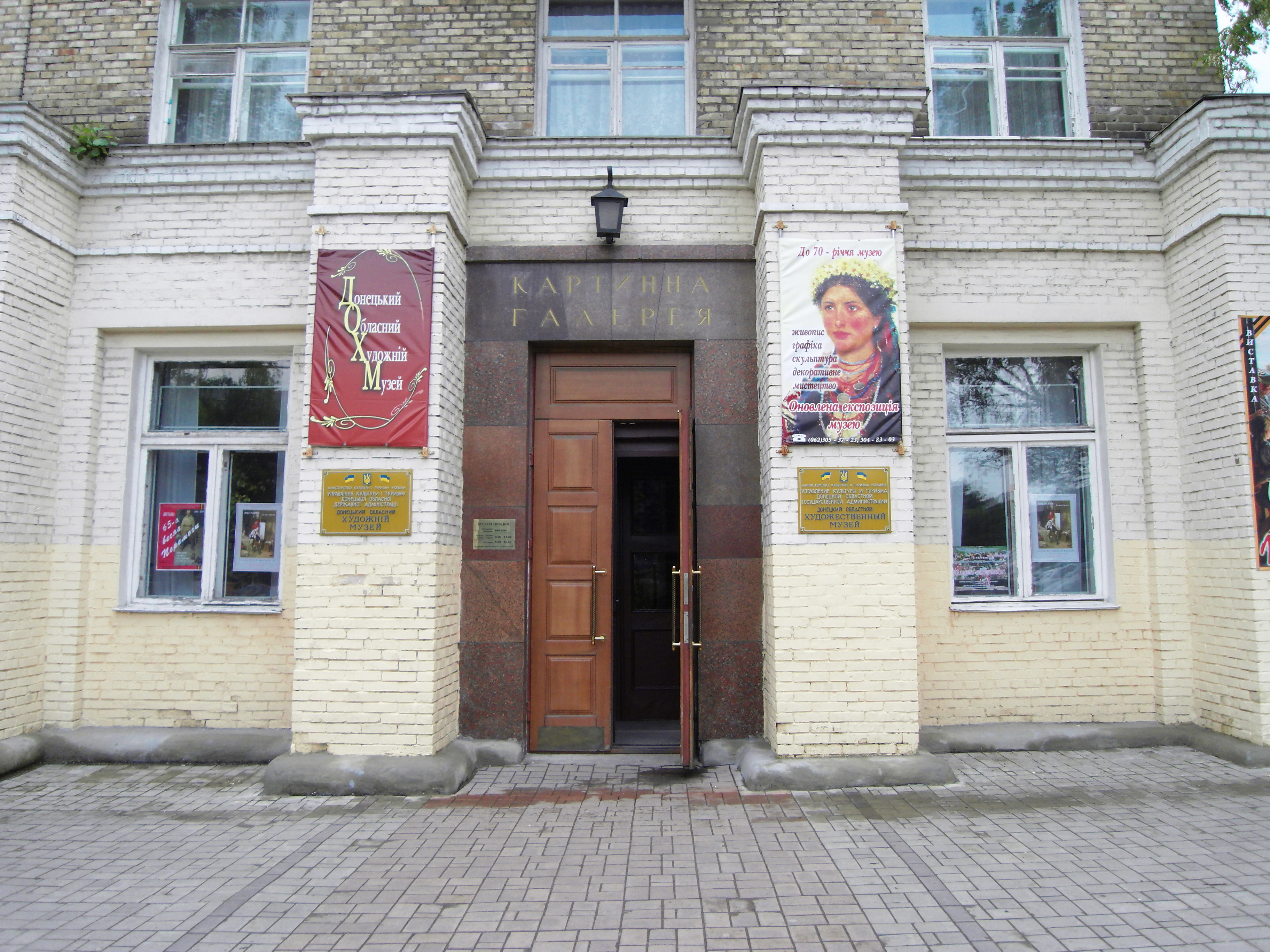
Донецкий художественный музей

В Донецке находятся 254 официально зарегистрированных памятника культурного наследия. В городе расположены 11 кинотеатров, 53 Дворца культуры и клуба, 140 музеев и музейных комнат, 368 библиотек с фондом свыше 15 522 662 книг, 16 начальных специализированных учебных заведений искусств.
30 августа 2008 года в центре города Донецка в сквере «Сокол» открылся цифровой «Планетарий».
В парке им. Щербакова работает аквапарк «Royal Marine».
26 августа 2011 года в Донецке открылся современный художественно-выставочный центр «АртДонбасс», расположенный вблизи музыкального парка.

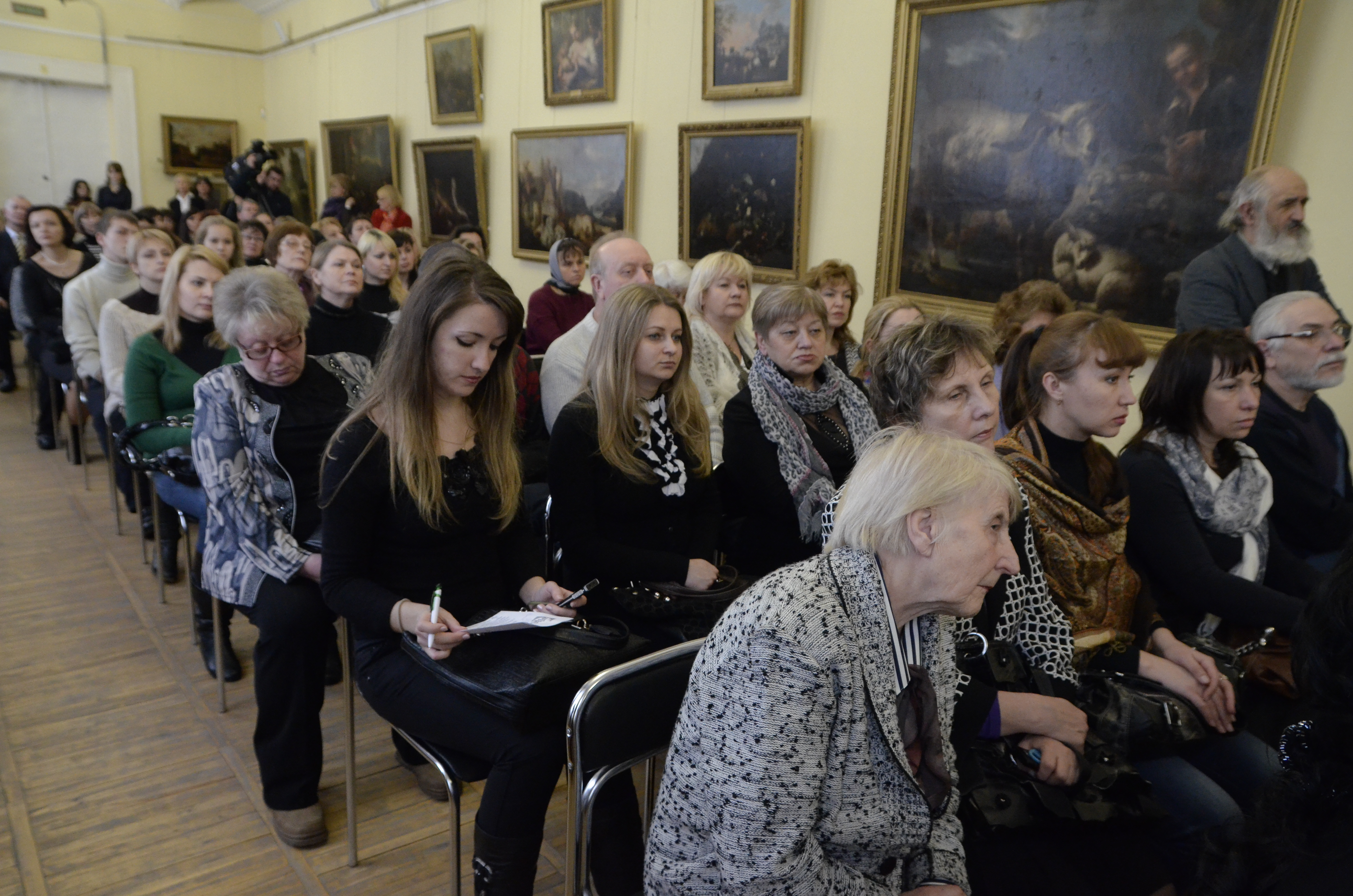
Презентация каталога «100 икон» в Донецком областном художественном музее, 2012

- Донецкая областная филармония имени С. С. Прокофьева
- Донецкий государственный цирк «Космос»
- Донецкий планетарий
- Клуб любителей фантастики «Странник»
- Фестиваль-лаборатория «Арт-Альтернатива»
- Фестиваль «Бельканто»
- Фестиваль «Золотой Скиф»
- Фестиваль «Пани Украина»
- Фестиваль «Подводные фантазии»
- Фестиваль «Прокофьевская весна»
- Фестиваль «ДоДж»
- Фестиваль «Звезды мирового балета»
- Фестиваль кузнечного мастерства Парк кованых фигур

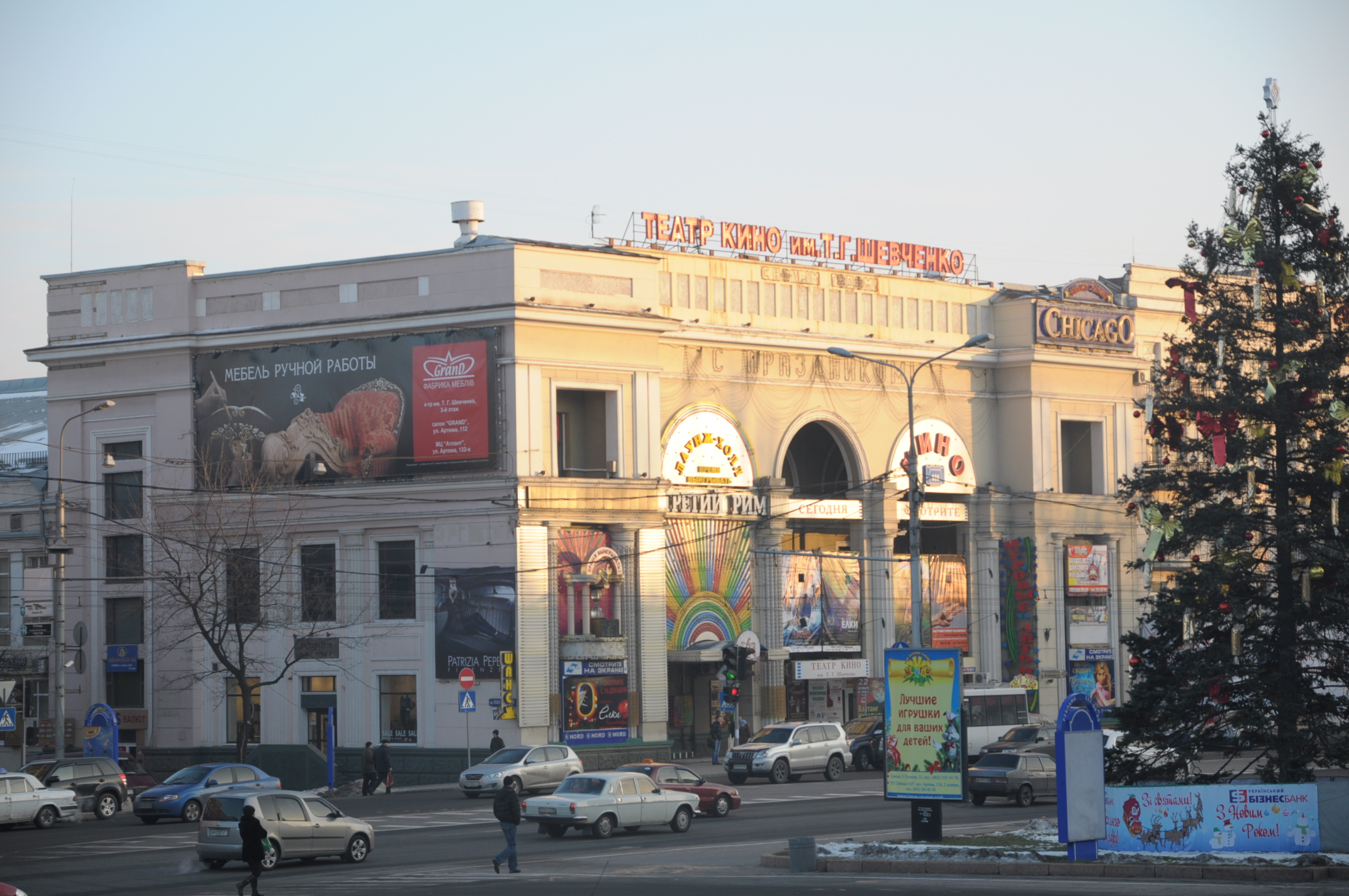
Кинотеатр им. Т. Г. Шевченко
Граффити на заборе

### Библиотеки
- Донецкая греческая библиотека
- Донецкая областная библиотека для детей имени С. М. Кирова
- Областная еврейская библиотека
- Донецкая государственная универсальная научная библиотека имени Н. К. Крупской

### Музеи и экспозиции
В Донецке находится 140 музеев и музейных комнат. Среди них два крупных государственных областных музея: Донецкий областной художественный музей и Донецкий областной краеведческий музей. Кроме государственных музеев, есть музеи созданные предприятиями и организациями города. Среди них: Музей истории и развития Донецкой железной дороги, созданный Донецкой железной дорогой; Музей связи, созданный центром технической эксплуатации местной телефонной связи ОАО «Укртелеком»; Музей еврейского наследия Донбасса, созданный Донецким еврейским общинным центром; Музей истории ДМЗ, созданный Донецким металлургическим заводом и другие. Силами энтузиастов создаются народные музеи. Среди них «Донбасс непокорённый». В школах создаются музейные комнаты. Музей донецкой школы № 93 имени Героя Советского Союза Н. Жердева считается образцовым.

### Дворцы культуры
- Городской Дворец культуры (бывший ДК имени Октябрьской революции)
- Городской дворец детского и юношеского творчества
- Городской дом творчества
- Городской дом учителей
- Дворец культуры «Донбасс» (бывший ДК шахты «Заперевальная»)
- Дворец культуры ОАО «Донецкгормаш» (бывший ДК имени XXI съезда КПСС)
- Дворец культуры завода химреактивов (ДК «Смолянка»)
- Дворец культуры имени А. М. Горького шахтоуправления «Красная Звезда»
- Дворец культуры имени А. М. Горького шахты имени А. Ф. Засядько
- Дворец культуры имени А. С. Пушкина
- Дворец культуры имени В. В. Куйбышева
- Дворец культуры имени Г. И. Петровского
- Дворец культуры имени Е. Т. Абакумова
- Дворец культуры имени И. Я. Франко
- Дворец культуры имени М. И. Калинина (реорганизован в Торгово-промышленную палату г. Донецка)
- Дворец культуры имени Н. А. Островского (бывший ДК имени Н. А. Островского шахты «Кировская»)
- Дворец культуры имени Т. Г. Шевченко
- Дворец культуры имени 20 лет Победы
- Дворец культуры шахты «Лидиевка»
- Дворец культуры шахты «Октябрьская»
- Дворец культуры «Юбилейный»
- Дворец культуры (домостроительного комбината, Будённовский район)
- Дворец культуры имени Ильича
- Дворец культуры шахты «Трудовская»
- Дворец молодёжи «Юность»
- Дом культуры «Родина»
- Дом культуры имени С. М. Кирова
- Областной дворец детей и юношества

- Центр Славянской культуры (ранее — ДК им. Ленина, Дворец культуры металлургов, металлургического завода)

### Кинотеатры
- мультиплекс «Донецк-Сити»;
- мультиплекс «Золотое кольцо»;
- театр кино имени Т. Г. Шевченко;
- кинодворец «Звёздочка»;
- кинотеатр «Донбасс»;
- кинотеатр «Горняк»;
- кинотеатр «Первомайский»;
- кинотеатр «Кино-Культ»;
- кинотеатр «Мир».

В Донецке действует автокинотеатр Moonlight расположенный на Макеевском Шоссе, оборудованный крупнейшим в Европе киноэкраном площадью 252 м².
Закрыты или работают частично кинотеатры: «Заря», «Аврора», «Спутник», «Строитель», «Планета», «Юность», «Комсомолец», «Хроника и Повторного фильма», «Мир», «Красная Шапочка», Киноконцертный комплекс (ККК) «Донецк», «Кристалл», «Свет», «Сталь», «Берёзка»; а также летние — «Кальмиус», «Зелёный».

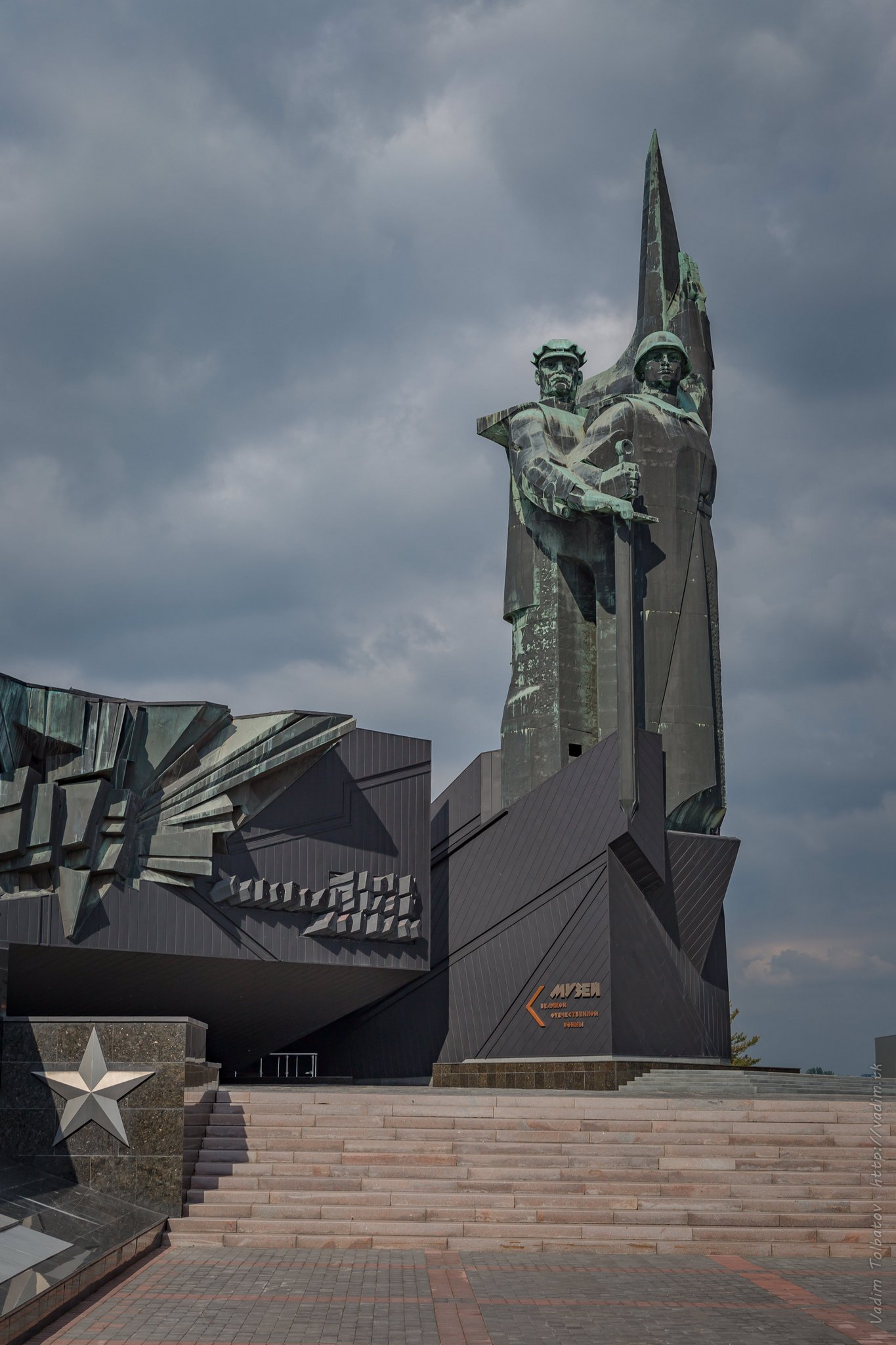
мемориал освободителям Донбасса
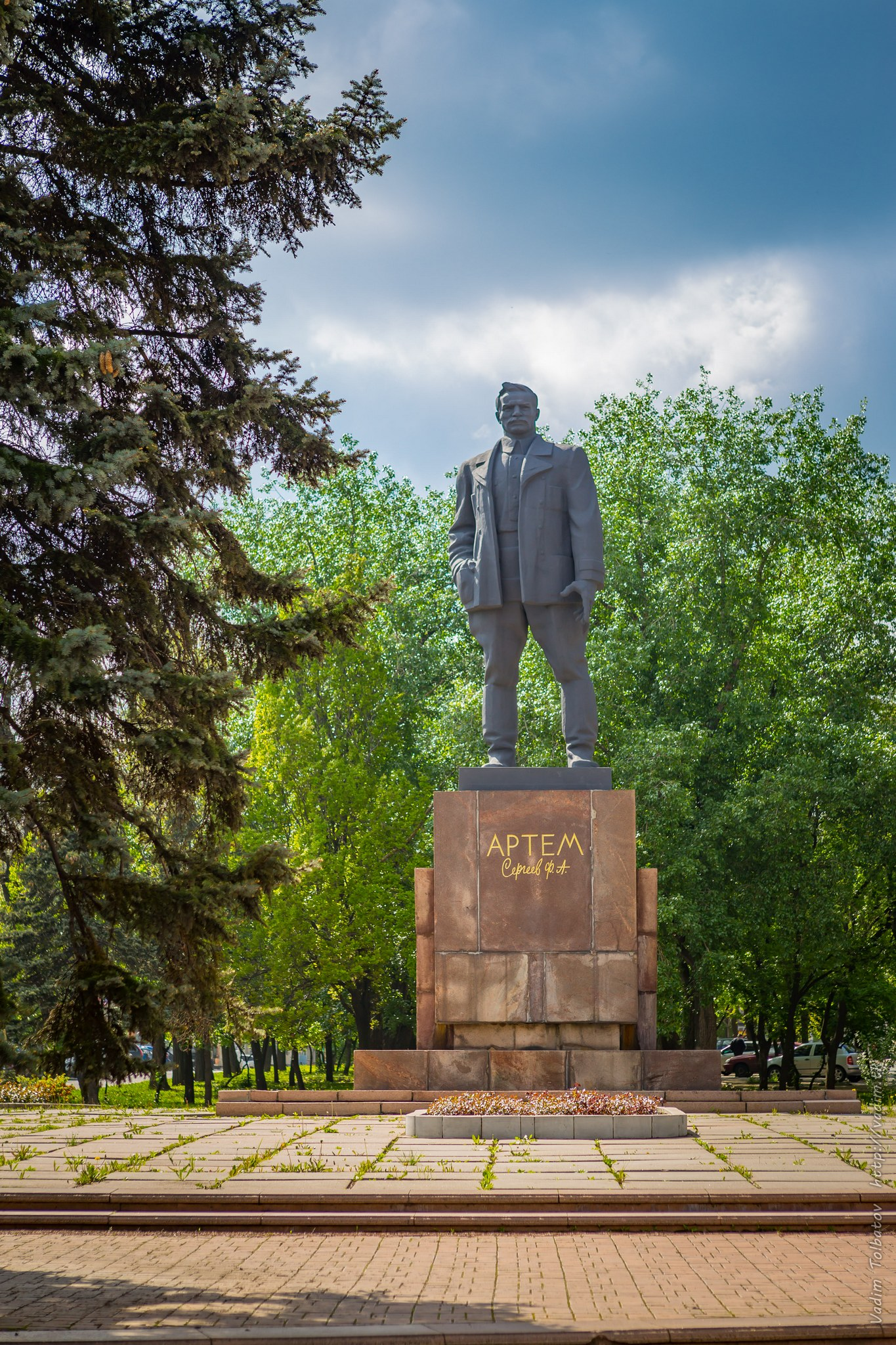
памятник Артёму
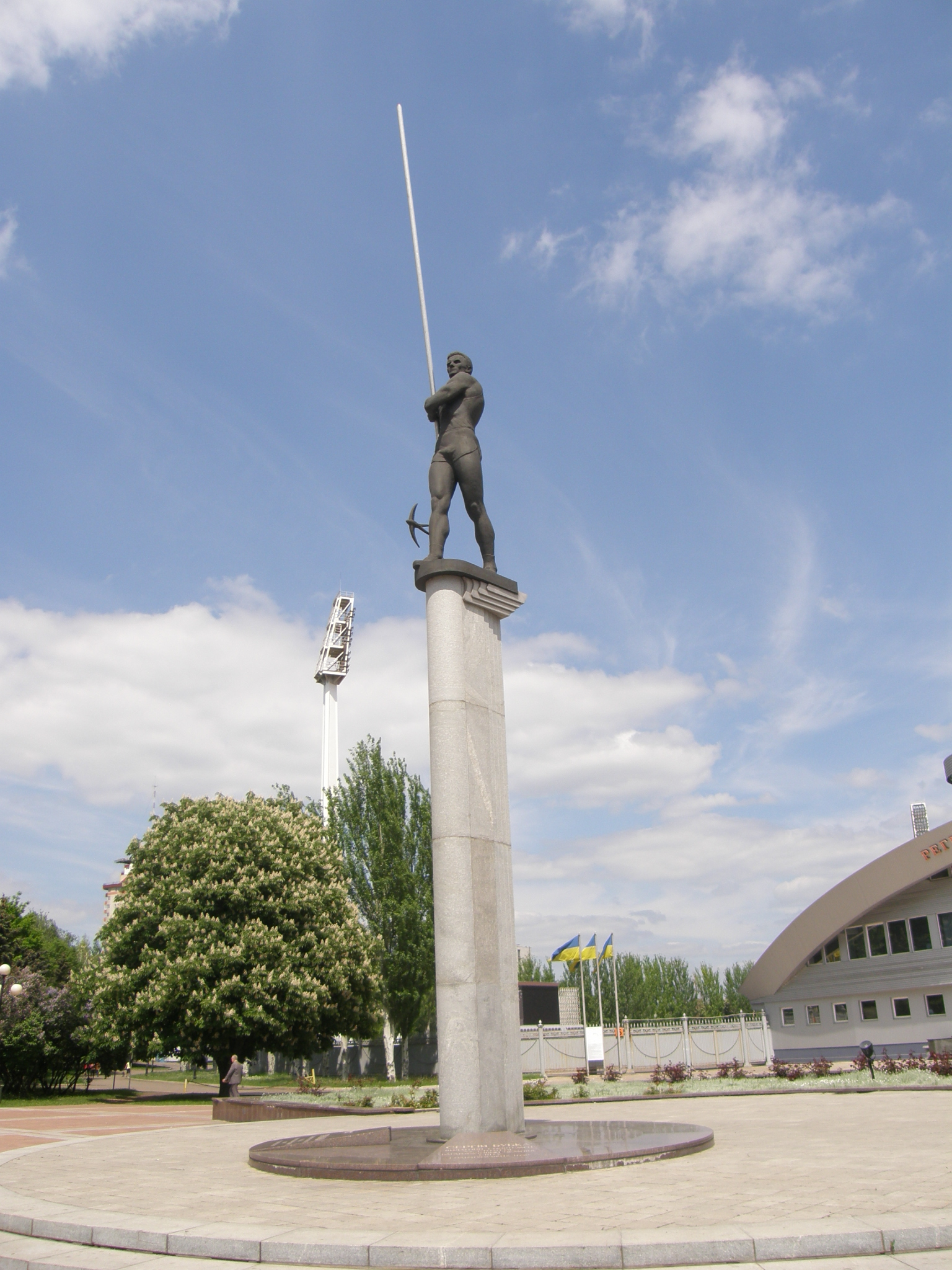
памятник Сергею Бубке

### Парки
Донецк — очень зелёный город, здесь большое количество красивых парков, скверов, бульваров. Многие из них принадлежат предприятиям — например, сквер Киев-Конти, парк ДМЗ, парк отеля Виктория, парк Донбасс-Арены и т. д. Особое место занимает парк кованых фигур, где ежегодно проводится европейский конкурс кузнецов. В 2009 году закончилась реконструкция набережной реки Кальмиус. Круглый год открыт ботанический сад.
Одним из символов города являются розы, которые переполняют городские проспекты, парки, розарии. В 70-х годах XX века Донецк получил прозвище «город миллиона роз». В начале XXI столетия Донецк вернул себе статус города, в котором на каждого жителя приходится по розе. По состоянию на 2010 год в Донецке насчитывается 1 056 000 роз.
В Донецке собираются построить музыкальный парк. Об этом на пресс-конференции, состоявшейся 29 декабря 2009 года, заявил Донецкий городской голова Александр Лукьянченко. Реализация проекта по строительству парка начнётся весной 2010 года. По информации пресс-службы Донецкого городского совета, в парке будет построен амфитеатр, детские площадки, фонтаны и будет звучать музыка.
В Донецке появился самый большой на территории Восточной Украины сад камней площадью 2 тысячи квадратных метров.
Донецкий парк имени Щербакова считается лучшим парком Украины. В нём расположено большое количество памятников, скульптур, фонтанов. Во время Чемпионата Европы по футболу в нём была расположена фан-зона.

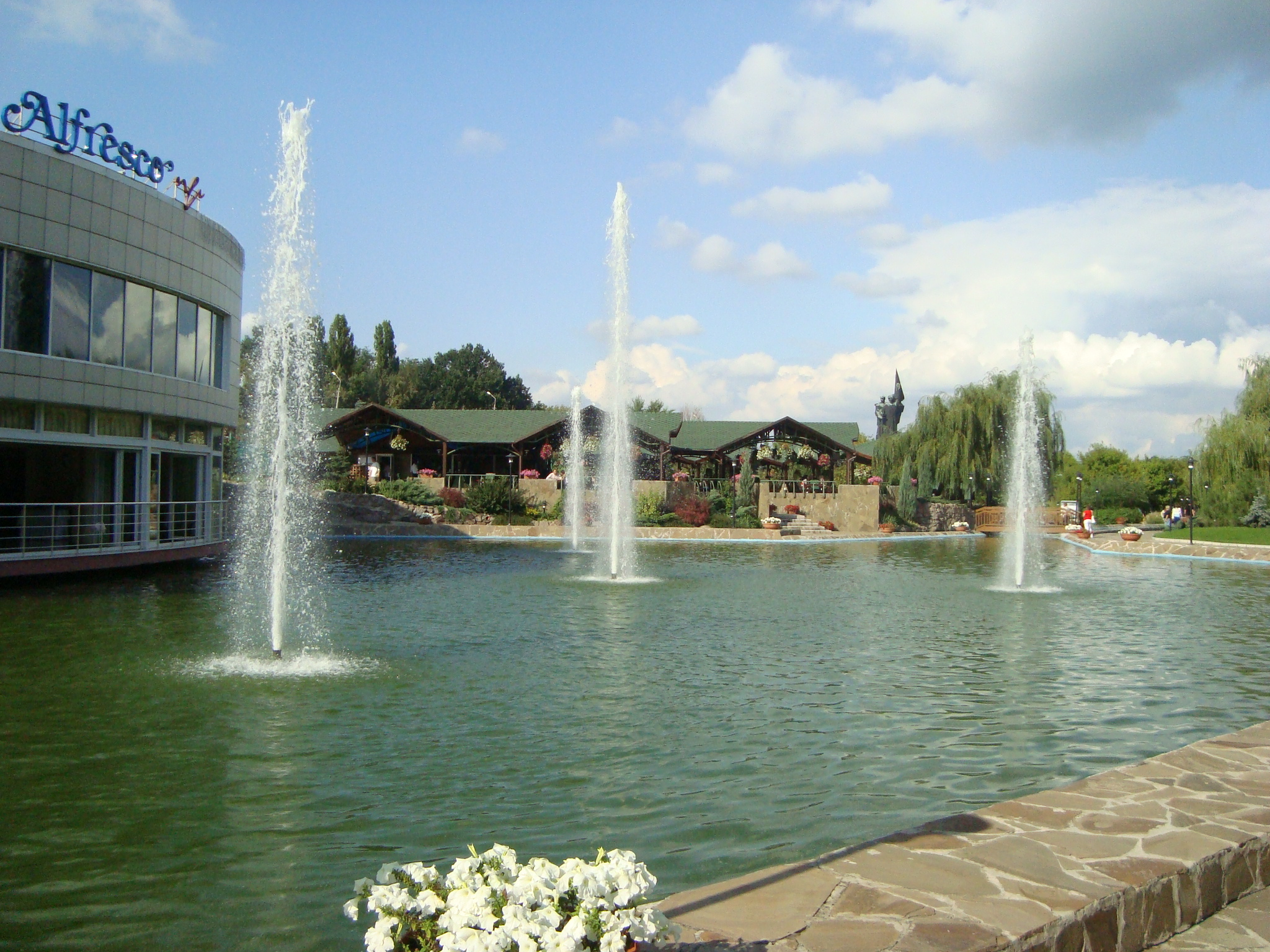
Парк возле гостиницы «Виктория»
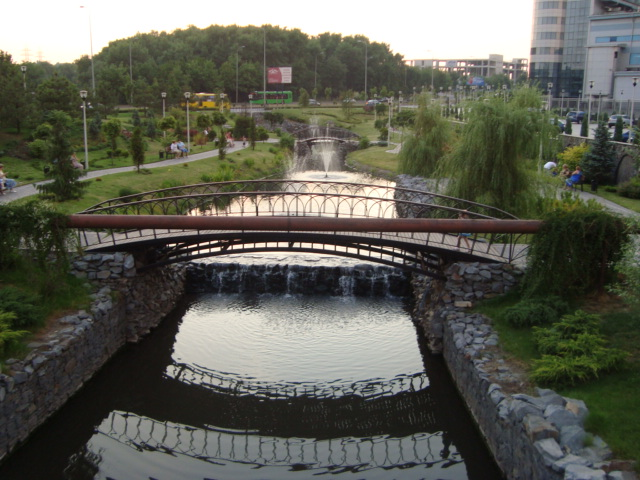
Сквер ДКФ ПО Конти
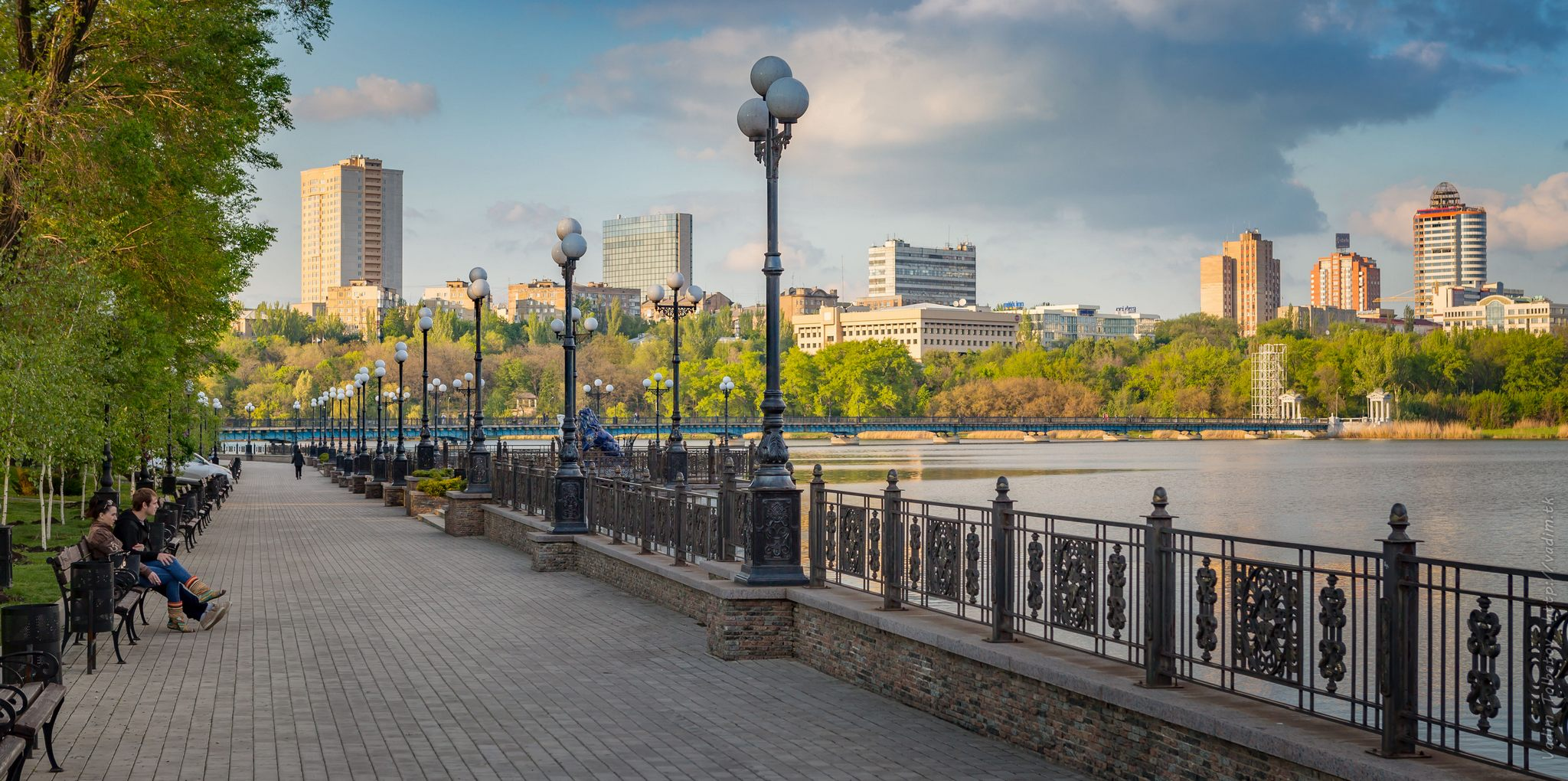
Парк Щербакова, главный парк Донецка
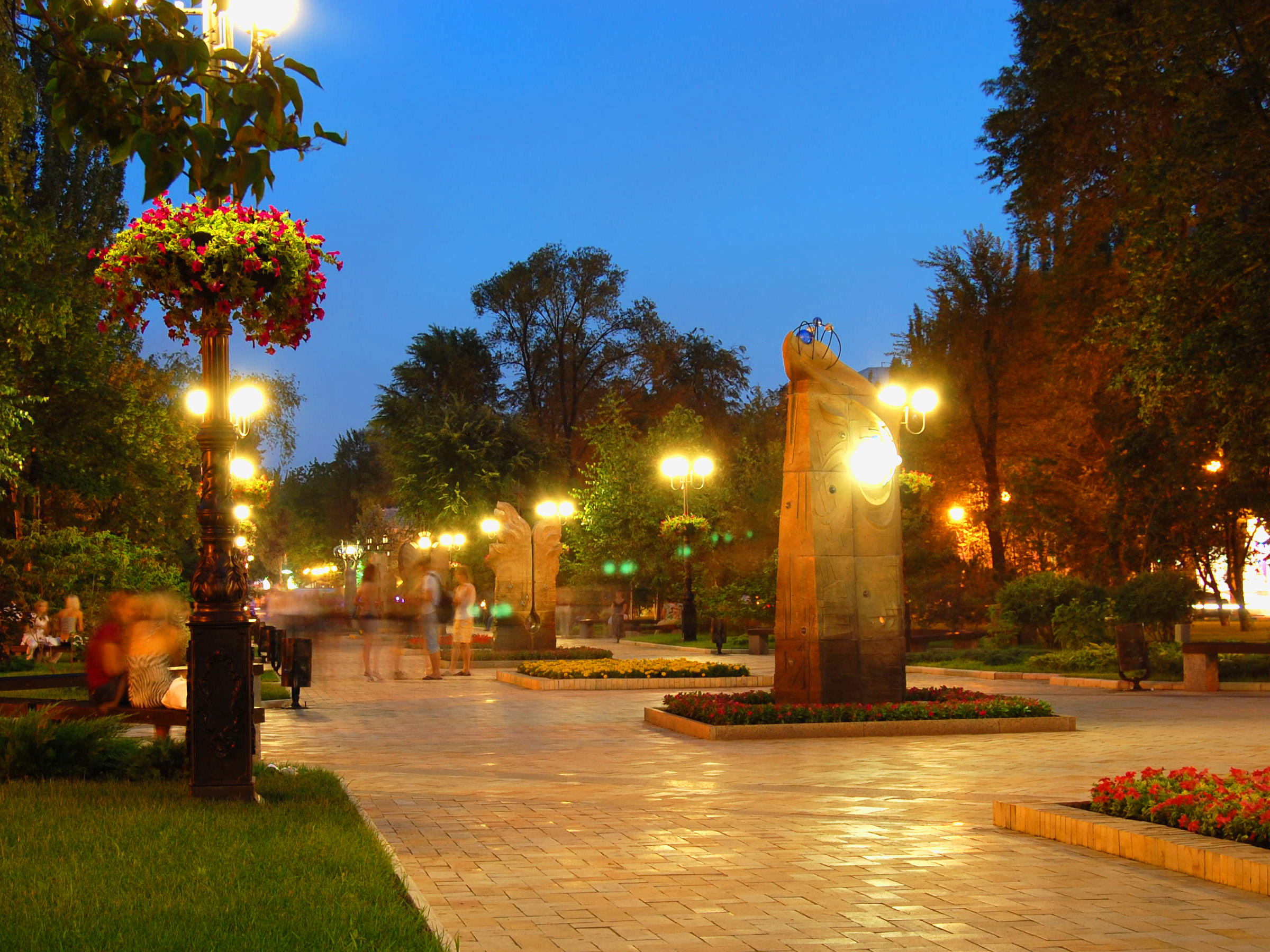
Аллея памятников на бульваре Пушкина
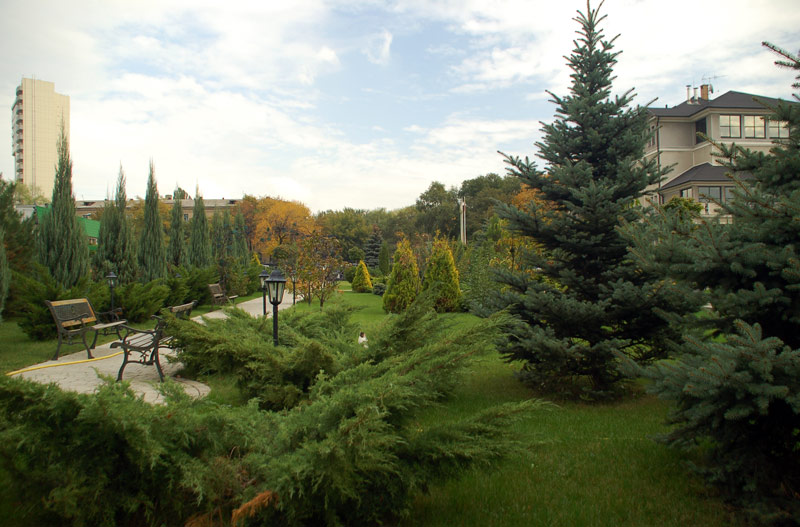
Сквер возле офиса «Леман-Украина»

### Дельфинарий
С 19 декабря 2009 года в парке Щербакова работал круглогодичный Донецкий дельфинарий «НЕМО».
В связи с военными действиями дельфинарий эвакуирован в Харьков.
Дельфинарий был построен с многочисленными нарушениями: инспекция государственного архитектурно-строительного контроля в Донецкой области разрешение на выполнение строительных работ на данном объекте не предоставляла, с органами государственного пожарного надзора проект сооружения не согласовывался. С декабря 2009 года по май 2010 года дельфинарий работал нелегально, без ввода здания в эксплуатацию. С мая 2010 дельфинарий работает легально, но незаконно, без необходимых разрешений, с нарушением ряда статей Закона Украины «О защите животных от жестокого обращения». Донецкий дельфинарий входит в состав национальной сети культурно-оздоровительных комплексов «Немо». Донецкий центр объединил в себе дельфинарий, океанариум и центр дельфинотерапии.
Среди основных задач дельфинария — получение прибыли, популяризация знаний о морских млекопитающих. Представления с участием черноморских дельфинов-афалин, южноамериканских морских котиков и южного морского льва проводятся ежедневно, три раза в день. Кроме спектаклей в донецком дельфинарии «Немо» есть возможность купания и дайвинга с дельфинами. Также проводятся сеансы дельфинотерапии, которая по мнению Министерства охраны здоровья Украины не принадлежит к числу рекомендованных методов лечения и может наносить вред здоровью детей, вызывая опасные заболевания.
Этот дельфинарий был построен временно — чтобы поскорее начать показы шоу. В планах у компании «Нерум», владеющей сетью дельфинариев «Немо», строительство капитального здания — многоуровневого комплекса с гостиницами, ресторанами, подводными резервуарами.

### Планетарии
В Донецке функционирует два планетария:
- старый (напротив ТРЦ «Донецк-Сити»),
- цифровой (в районе сквера «Сокол»).

Новый цифровой планетарий открыт в 2008 году. В здании установлено современное оборудование, позволяющее зрителю достичь эффекта пространственно-временного перемещения с возможностью моделирования времени с минимальным промежутком в 100 000 лет. Световые эффекты синхронизированы с показом видео, 3D графики и объёмным звуком, что позволяет достичь высокого уровня реализма.

### Аквапарк
В 2010 году на территории парка имени Щербакова началось строительство аквапарка «AquaSferra». Открытие состоялось 21 декабря 2012 года.
Вместимость аквапарка зимой составляет 550 человек, а в тёплое время года до 1000. Аквапарк вместил в себя открытую аквазону с бассейнами и аттракционами, а также крытую зону развлечений, которую накрыл купол диаметром в 85 и высотой 24 метра. Купол раскрывается словно лепестки, и в тёмное время суток будет подсвечиваться. По задумке архитекторов необычной подсветкой аквапарка можно будет любоваться даже с некоторых центральных улиц Донецка. Донецкий аквапарк — лучший на Украине, и входит в 10 лучших аквапарков в Европе.

## Средства массовой информации

### Телеканалы
- Юнион
- Оплот, Оплот 2
- Первый республиканский
- Новороссия ТВ
- Пятый канал
- Донбасс (телеканал)
- Первый канал,
- Россия 1
- НТВ

и другие российские телеканалы.

### Радиостанции
- 70,49 МГц Радио Комета
- 87,6 МГц Детское радио
- 88,2 МГц Юмор FM
- 88,7 МГц Радио Маяк (молчит)
- 89,5 МГц Европа Плюс
- 89,9 МГц Love Radio
- 90,7 МГц Радио 7 на семи холмах
- 91,4 МГц Хит FM
- 92,0 МГц Русское радио
- 92,3 МГц Радио Комсомольская правда
- 94,0 МГц Радио ТВ
- 95,3 МГц Радио России
- 95,7 МГц Радио России
- 97,5 МГц Дорожное радио
- 98,6 МГц Радио Комета
- 99,0 МГц Радио Республика + Вести FМ
- 100,0 МГц Радио Столица
- 101,6 МГц Радио ENERGY
- 102,6 МГц Радио Вера
- 103,1 МГц Авторадио
- 103,8 МГц Ретро FM
- 104,7 МГц Русское радио (молчит)
- 105,1 МГц DFM
- 105,5 МГц Новое радио
- 106,0 МГц Радио Звезда
- 106,4 МГц Вести FМ
- 106,8 МГц Новороссия Рокс
- 107,2 МГц L-Radio (Челябинск)
- 107,6 МГц Папино радио

### Газеты
- Газета «Донецкий кряж»
- Газета «Вести Донбасса»
- Газета «Донбасс»
- Газета «Донецкие новости»
- Газета «ГидТВ»
- Газета «Панорама»
- Газета «Вечерний Донецк»
- газета «Жизнь»
- Еженедельник «Я»
- Вестник «Орифламма»
- Голос Республики Новороссия
- Международная детская литературная газета «Настенька»

#### Местные выпуски украинских и российских изданий
- «МК в Донбассе»
- газета «Сегодня»
- газета «Комсомольская правда — Донбасс»
- газета «Телегид»

## Религия

Свято-Преображенский кафедральный собор
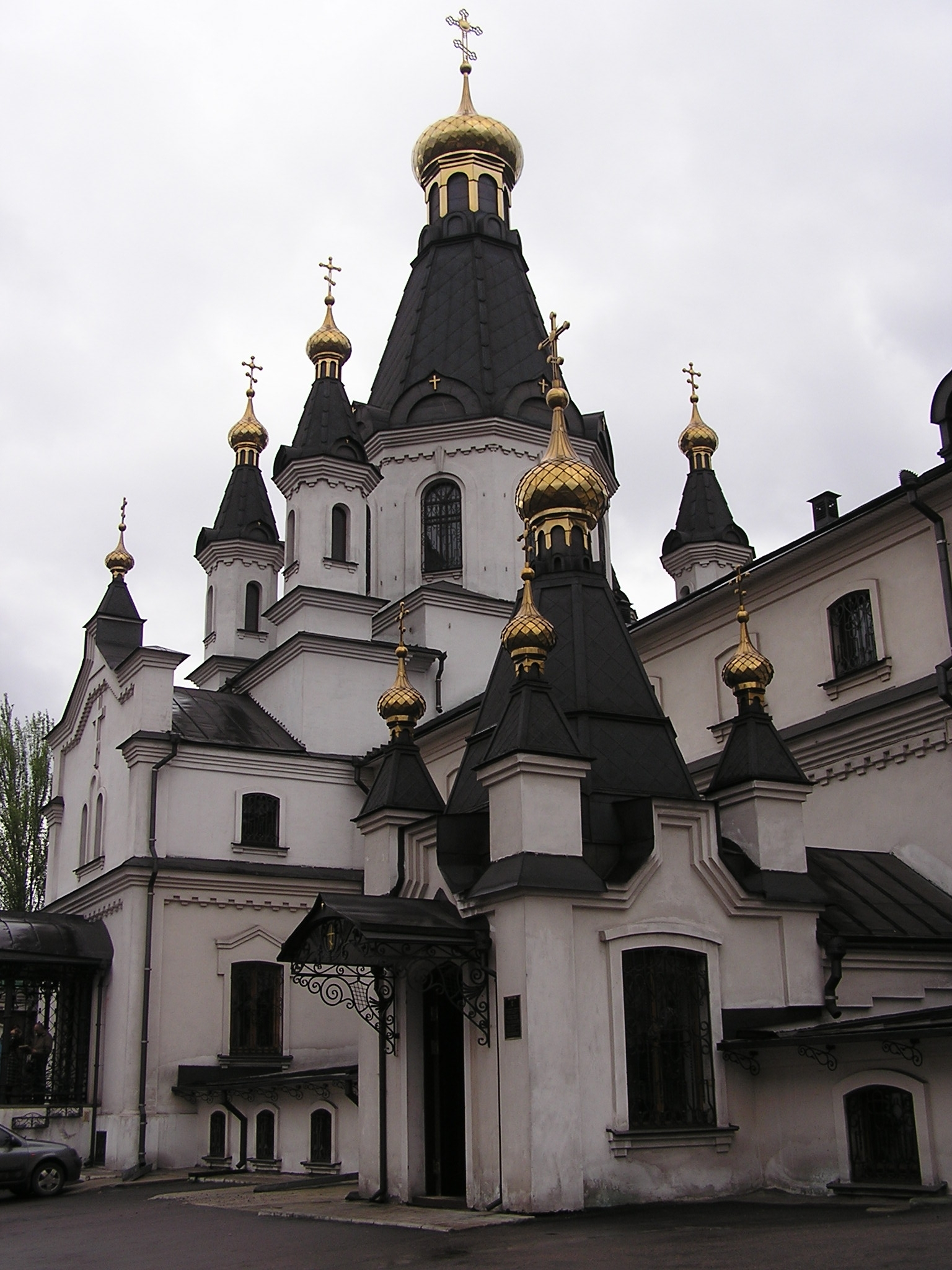
Свято-Николаевский архиерейский собор
Соборная мечеть «Ахать-Джами»
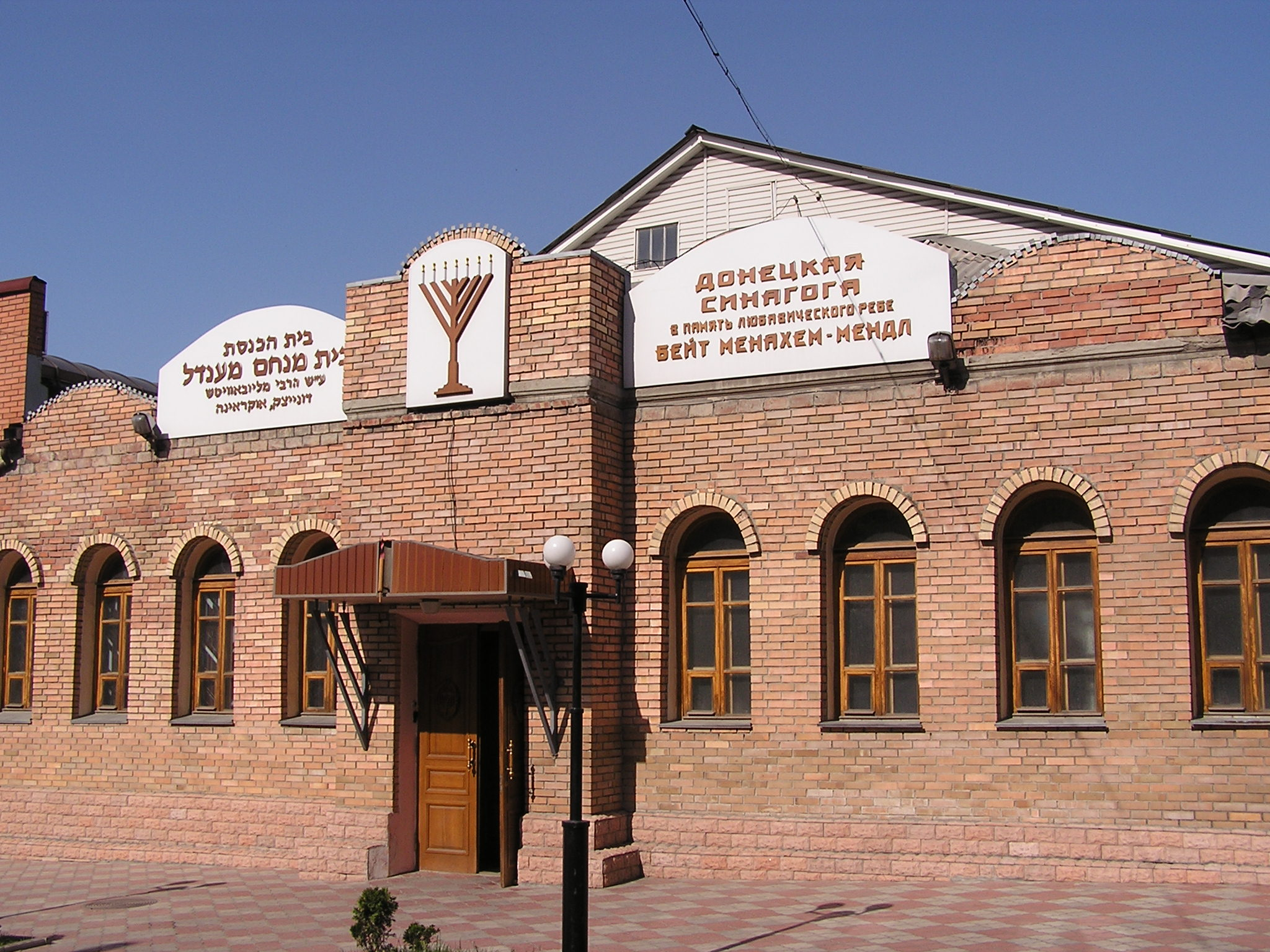
Донецкая Синагога

В городе представлены православные и греко-католические церкви, протестантские молитвенные дома и католические костёлы, мечети и синагоги. Наиболее широко представлены культовые сооружения православной церкви (преимущественно Московского патриархата):

## Персоналии

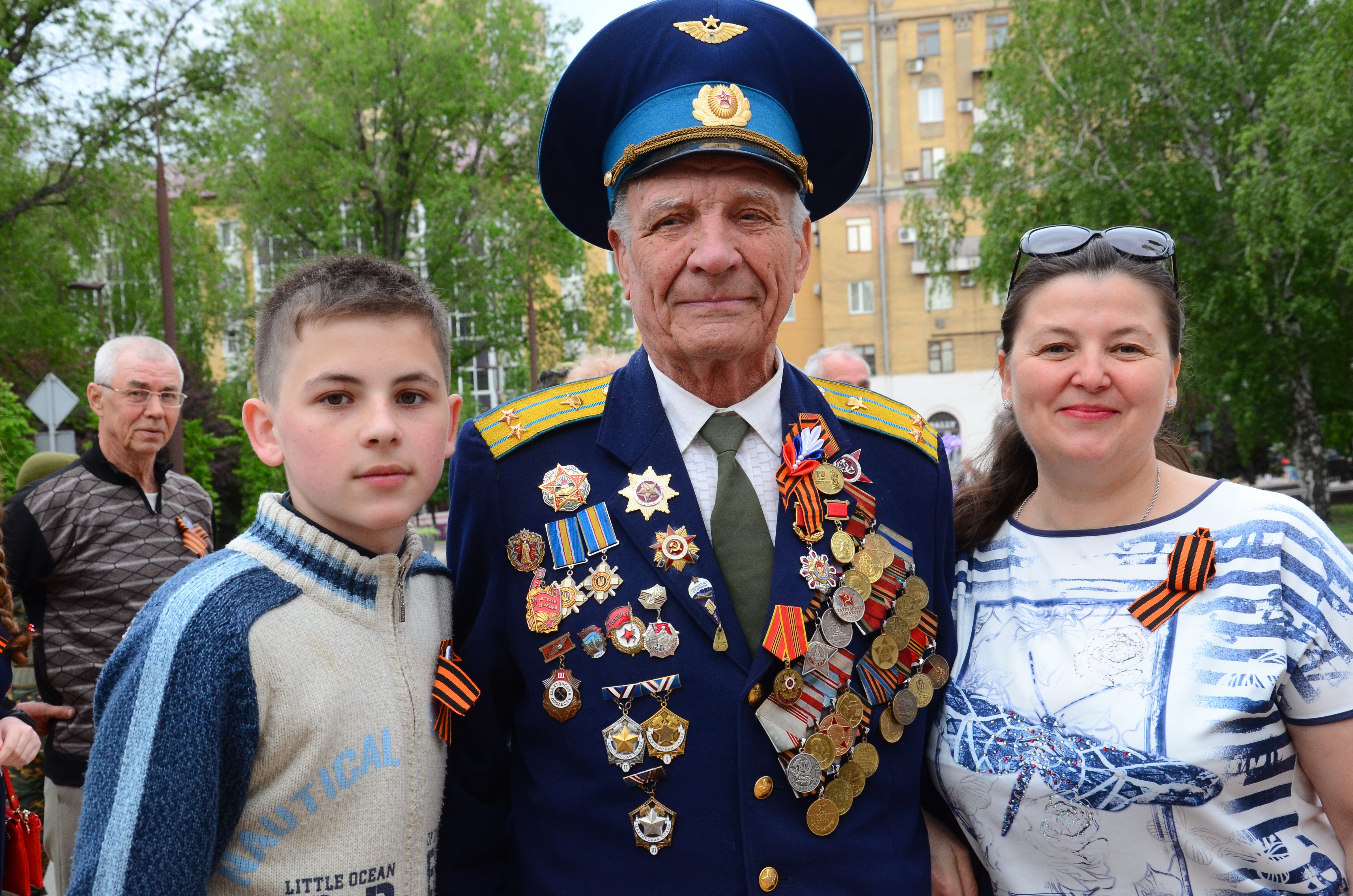

### Градоначальники
Название должности градоначальника Юзовки/Сталино/Донецка менялось. Она в разное время называлась: «председатель Юзовского Совета», «голова Юзовской городской управы», «городской голова», «председатель городского Совета», «председатель исполкома городского Совета».
В 2002—2014 годах городом руководил Александр Алексеевич Лукьянченко. После начала вооружённого конфликта на востоке Украины из-за конфликта с властями ДНР Лукьянченко покинул город и перебрался в Киев. На август 2017 года по назначению властей ДНР городом руководит Кулемзин, Алексей Валерьевич (в статусе Главы Администрации города Донецка, с исполнением функций городского головы).

### Почётные граждане Донецка
Почётный гражданин Донецка — звание, присуждаемое на сессии городского совета Донецка за активное участие в общественно-политической жизни города и высокие трудовые показатели. Звание учреждено 26 января 1969 года решением городского Совета депутатов трудящихся. В Донецке по состоянию на 2012 год было 48 почётных граждан.
22 апреля 1924 года почётным забойщиком и почётным членом Горсовета был избран Сталин И. В.

## Международные отношения
В Донецке располагались почётные консульства Австрийской Республики (открыто 21 марта 2007 года), Армении, Беларуси, Болгарии, Германии, Чехии.
В 2010 году открылось Генеральное консульство Германии, а в 2011 году Бельгия планировала открыть почётное консульство своей страны. 1 января 2011 года начало свою работу генеральное консульство России в Донецке.
На историческом факультете ДонНУ есть специальность «Международные отношения».

### Города-побратимы
Донецк является побратимом для следующих городов:
- Шеффилд (англ. Sheffield, Великобритания)
- Шарлеруа (фр. Charleroi, Бельгия)
- Бохум (нем. Bochum, Германия) c 1987 года
- Кутаиси (груз. ქუთაისი, Грузия)
- Батуми (груз. ბათუმი, Грузия)[143]
- Улан-Удэ, Россия
- Казань, Россия
- Гомель, Беларусь
- Тайюань (кит. упр. 太原, пиньинь Tàiyuán, Китай)
- Самсун (тур. Samsun, Турция)
- Таранто (итал. Taranto, Италия) с 1984 года
- Симферополь, Россия/Украина[28] с 2017 года[144][145]
- Уфа, Россия (с 20 марта 2022 года)[146]

Помимо этого, не являются городами-побратимами, но подписали с Донецком договоры о сотрудничестве российские и зарубежные города:
- Москва, Россия;
- Ростов-на-Дону, Россия;
- Смоленск, Россия;
- Курск, Россия;
- Острава, Чехия.

Донецкая улица существует в:
- нескольких российских городах — Москве, Новосибирске, Нижнем Новгороде, Липецке, Омске, Волгограде, Оренбурге;
- восьми украинских — Киеве, Северодонецке, Макеевке, Мариуполе, Алчевске, Павлограде, Кропивницком, Одессе

Донецкий переулок и Донецкое шоссе есть в Днепре.

## В литературе

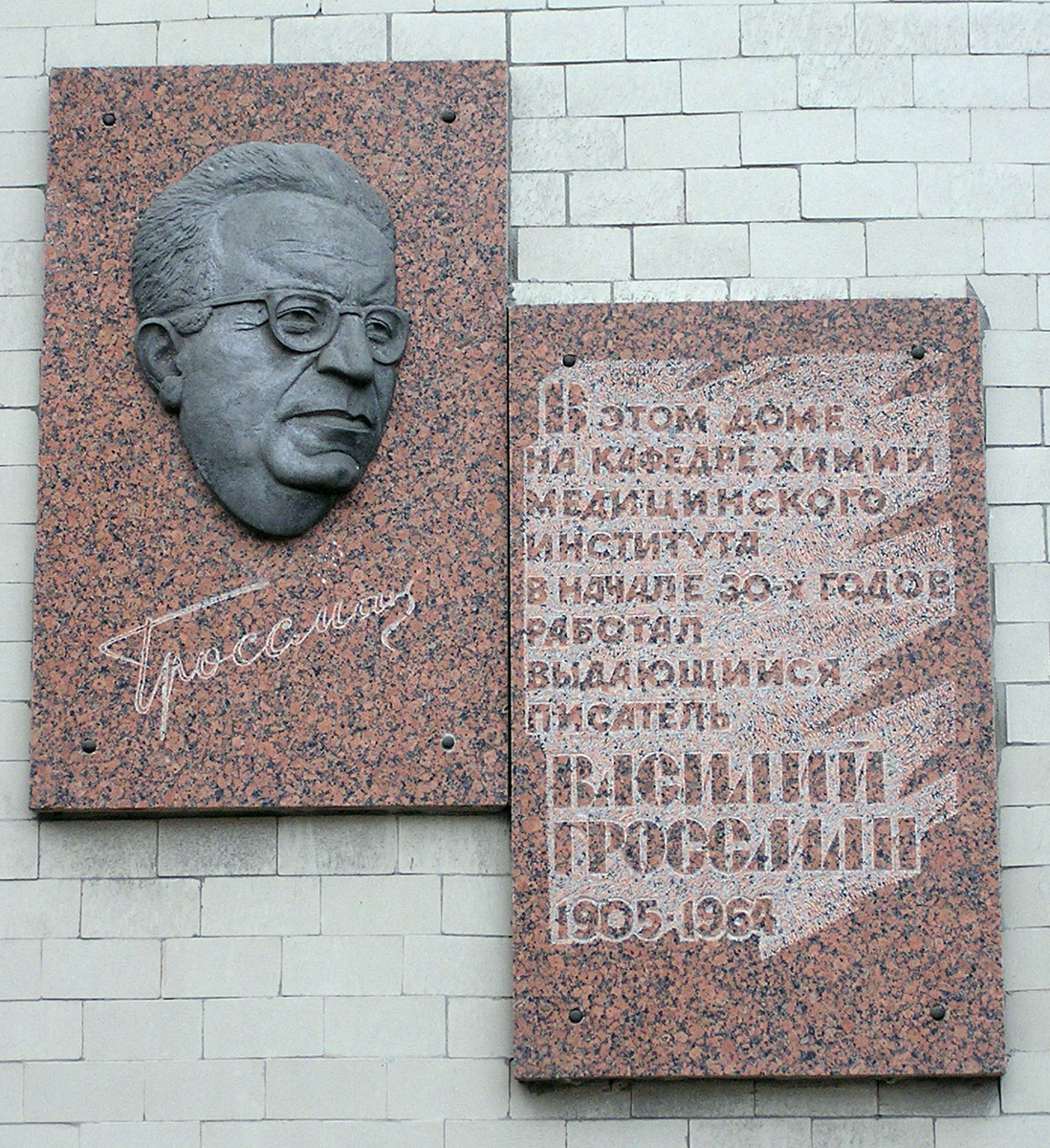
Мемориальная табличка на доме, в котором работал Василий Гроссман

В 1890 году к брату приезжал Викентий Вересаев, который 1892 году на юзовском материале пишет восемь очерков под общим названием «Подземное царство». В 1892 году Вересаев вновь приезжает в Юзовку для борьбы с холерой. Этот приезд ложится в основу повести «Без дороги» в которой рассказано об условиях труда и быта шахтёров.
В 1896 году как корреспондент киевских газет в Юзовку приезжает Александр Куприн. Он пишет очерки «Юзовский завод», «В главной шахте» (о гладковском Руднике), «В огне» (о металлургическом заводе) и повесть «Молох».
Юзовку от газеты «Приазовский край» в 1896 году посещал Александр Серафимович, который потом написал рассказ «На заводе».
Константин Паустовский приезжал на Юзовский завод в качестве приёмщика снарядов, свой приезд в Юзовку он описал в автобиографической повести «Книга о жизни. Беспокойная юность».
В 1911 году в Донецке (Юзовке) родился Леонид Михайлович Жариков (Илья Милахиевич Жариков) (1911—1985), написавший о своей донецкой юности книгу «Повесть о суровом друге».
В 1920-х годах в Донецке жил Василий Гроссман, который в 1934 году опубликовал повесть из жизни шахтёров и заводской интеллигенции «Глюкауф». Также в романе Гроссмана «Степан Кольчугин» действие происходит в Юзовке накануне 1905 года.
Семён Кирсанов написал стихотворение о выступлении Владимира Маяковского в донецком цирке в 1927 году.
С 1946 по 1954 год в Донецке жил Борис Леонтьевич Горбатов, здесь он пишет пьесу «Юность отцов», повесть «Непокорённые», сценарии кинофильмов «Это было в Донбассе», «Донецкие шахтёры».
Илья Гонимов жил и работал в Донецке, он написал повести «Шахтарчук» (1930), «Старая Юзовка» и «На берегу Кальмиуса» (1940).
После освобождения Донецка от немецкой оккупации в Великую Отечественную войну в Донецк приезжает Лариса Черкашина. Она пишет повесть о донецких подпольщиках «В нашем городе» (1947), «Город шахтёров» (1950), «Донецкая быль» (1950).
Василий Семёнович Стус с 1954 по 1960 учился на историко-филологическом факультете Донецкого государственного педагогического университета и занимался в литературной студии под руководством Т. Духовного.
Роман Григория Володина «Дикое поле» (1982) рассказывает о Юзовке 1917—1918 годов, в романе название города изменено на «Юровка», но остальная топонимика сохраняется.
Юность Петра Григоренко прошла в Юзовке (Сталино), в его мемуарах «В подполье можно встретить только крыс…» есть главы, в которых описывается город.
В 1988 году в Донецке учился Веня Д’ркин, он написал песню «Донецк — мой папа».
В Донецке жил и в 2017 году скончался Юрий Таран — советский писатель-юморист, военный моряк и журналист.

## В кинематографе
- Фильм Дзиги Вертова «Энтузиазм. Симфония Донбасса» содержит эпизоды о Донецке.
- В 1945 году в Сталино проходили съёмки фильма «Это было в Донбассе»[152].
- В фильм-концерт 1970 года с участием Тамары Миансаровой «Солнечная баллада» вошли съёмки памятников «Жертвам фашизма» и «Слава Шахтёрскому труду», парка Щербакова и моста через Первый городской пруд, Нижнекальмиусского водохранилища, виадука у моста через Кальмиус, стадиона Шахтёр и донецких терриконов.
- В 1971 году на советские экраны вышел Фильм Эдуарда Бочарова «Седьмое небо» с Николаем Рыбниковым и Аллой Ларионовой в главных ролях. Фильм повествует о небольшом периоде в жизни немолодого бригадира бригады проходчиков. В фильме можно увидеть кадры с панорамами Донецка: Крытый рынок, проспект Ильича, парк им. Щербакова, площадь Ленина, панорама шахты им. Батова и Макеевского металлургического завода (вид с Макшоссе).
- В 1973 году в Донецке снимался фильм «Адрес вашего дома» (в главной роли Николай Крючков), в котором можно заметить ряд приметных городских пейзажей.
- В 1973 году в донецком Дворце спорта «Шахтёр» проходили съёмки детективного фильма «Ринг», в главной роли которого снялся Александр Пороховщиков.
- В 1984 году, в Донецке, на шахте им. Калинина, снимался фильм «Восемь дней надежды» с Валентином Гафтом в главной роли. Так же в фильме снимались Дмитрий Харатьян и Николай Караченцев. В фильме неоднократно показаны панорамы города, в частности: Шахтёрская площадь, бульвар Пушкина, Ленинский проспект. По итогам проката на экранах Советского Союза фильм занял пятое место.
- В Донецке снимался фильм «Зеркало для героя» (1987) Владимира Хотиненко — экранизация одноимённой повести Святослава Юрьевича Рыбаса, который также работал на донецких шахтах[153].
- В 2005 году в Донецке проводились съёмки телесериала «Пять звёзд»[154]. Съёмки проходили в отеле «Виктория». Также в кадр попали площадь Ленина, бульвар Пушкина, драматический театр. В эпизодических ролях и ролях второго плана были задействованы актёры драматического театра.
- В 2008 году в гостинице «Донбасс Палас» производились съёмки экранизации романа Дмитрия Герасимова «Крест в круге»[155].
- В Донецке снимались некоторые сцены фильма «Аврора, или Что снится спящей красавице»[156].
- В 2009 году на 43-м Международном кинофестивале (нем. 43. Internationale Hofer Filmtage), который проводился в баварском городе Хоф (Германия), документальный фильм «Юзовка — письма с „Дикого поля“» (нем. Hughesovka - Briefe aus dem wilden Feld, англ. Hughesoffka – Letters from the Wild Field) вошёл в шорт-лист в разделе «Документальное кино». Фильм создан Виолой Штефан (нем. Viola Stephan) на мюнхенской студии «Approfilm» и основан на письмах британских переселенцев, которые жили в Юзовке[157].
- В 2010 году немецкий тележурналист Якоб Пройсс снял в Донецке документальный фильм «Другой Челси. История из Донецка», посвящённый современным политическим и социальным процессам в Донбассе.

## В филателии

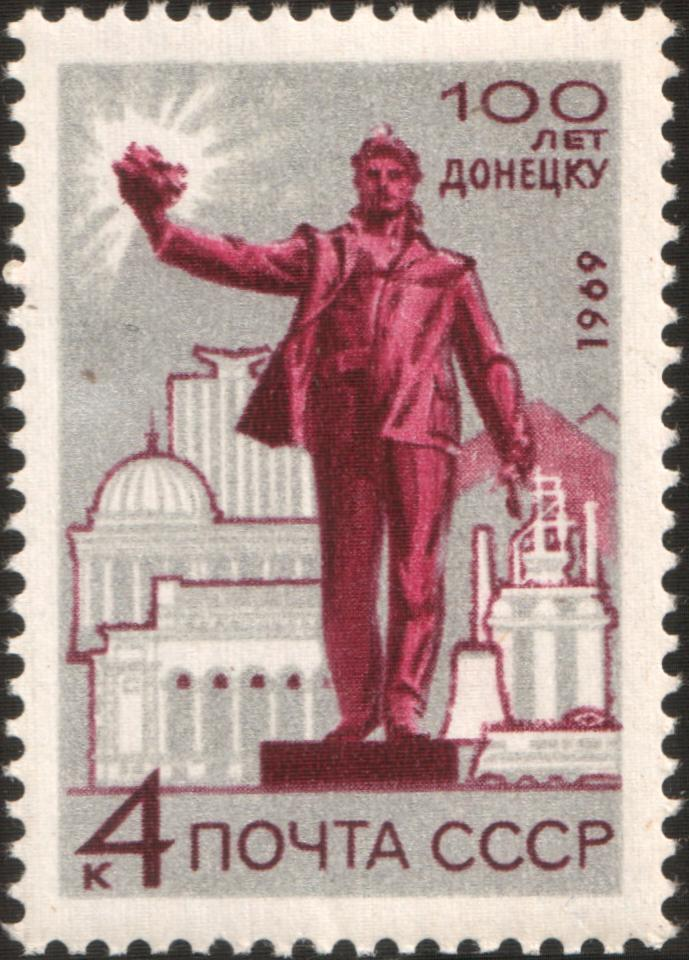
Почтовая марка СССР:
«К 100-летию Донецка»

Донецк в филателии — совокупность филателистических материалов (знаков почтовой оплаты, штемпелей и прочего), посвящённых Донецку или связанных с ним.
Почтой СССР и Украины выпускались почтовые марки, художественные маркированные и немаркированные почтовые конверты, тематика которых была связана с Донецком. В 1992—1994 годах во время постоянного повышения тарифов пересылки Донецкий почтамт пользовался собственными провизориями. В Донецке использовались различные календарные, франкировальные и льготные штемпели, спецгашения.

## В нумизматике и бонистике
Первой эмиссией денежных знаков в Юзовке были ордера 1913 года шахты Рутченковских копей «Ольга», номиналом 3 рубля.
В 1918 году из-за отсутствия в отделениях банка и кассах городского самоуправления денег для выплат были выпущены боны Юзовского отделения государственного банка.
Также выпускались денежные разменные знаки частного гранд-отеля в Юзовке номиналом 1, 3, 5 и 10 рублей, боны Сталинского рабочего кооператива Щегловского рудника Донецкой губернии.
Донуголь и Донбассторг выпускали ордера, которые имели обращение в качестве денег.
В 1990 году шахта имени Абакумова выпустила внутренние деньги.
В 2008 году Национальный банк Украины выпустил юбилейную монету номиналом в 2 гривны, посвящённую Василию Стусу (учился в Донецке). На реверсе этой монеты портрет Стуса расположен на фоне стилизованной мозаики «Женщина-птица» Аллы Горской (находится в Донецке).

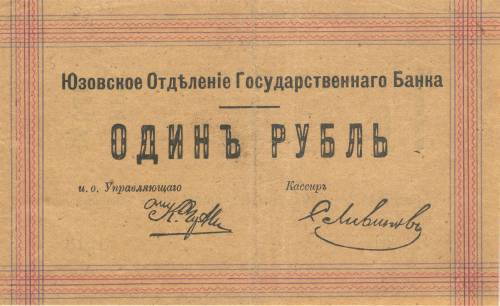
1 рубль. Юзовское отделение Государственного банка. Аверс
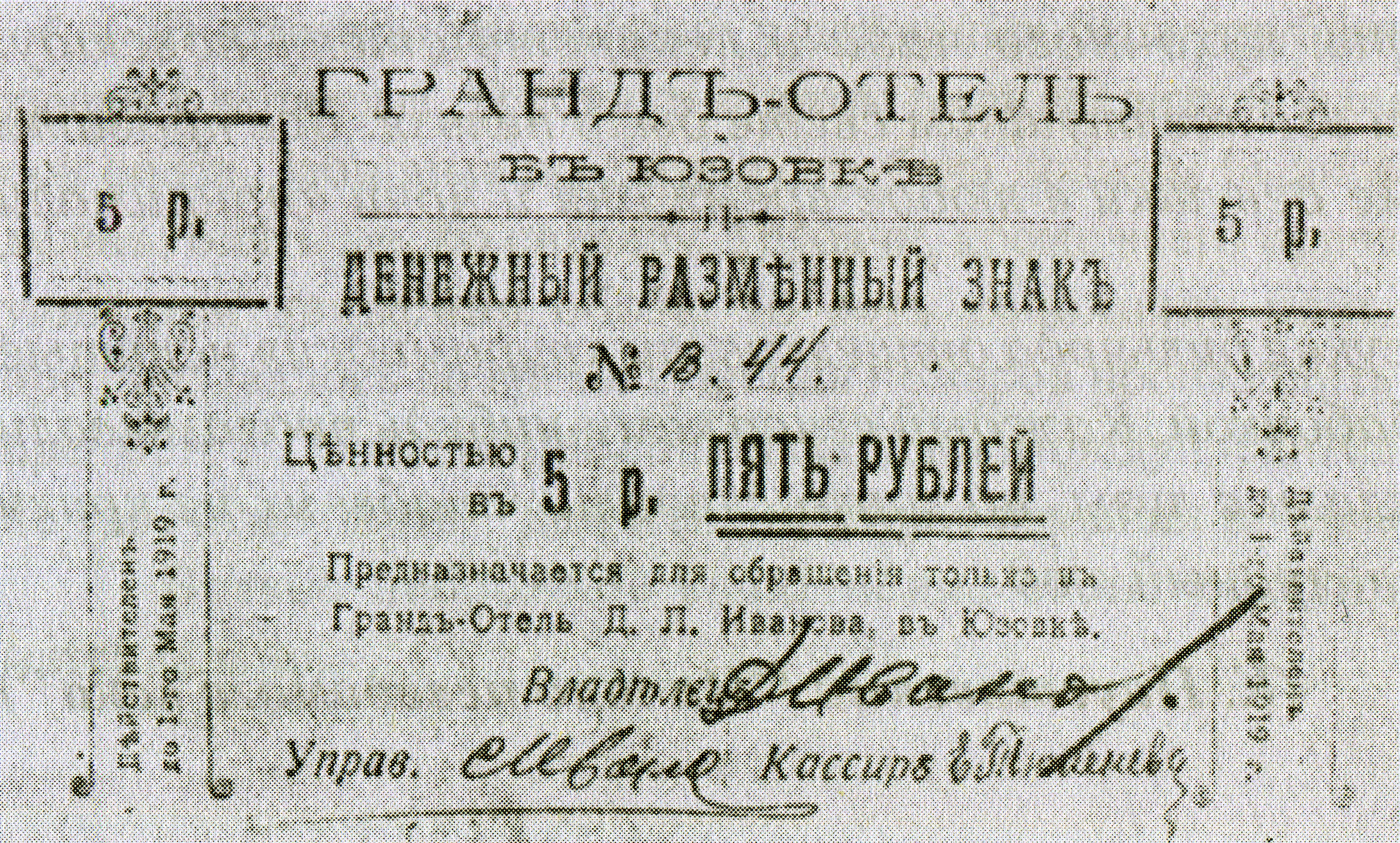
Денежный разменный знак Гранд-отеля
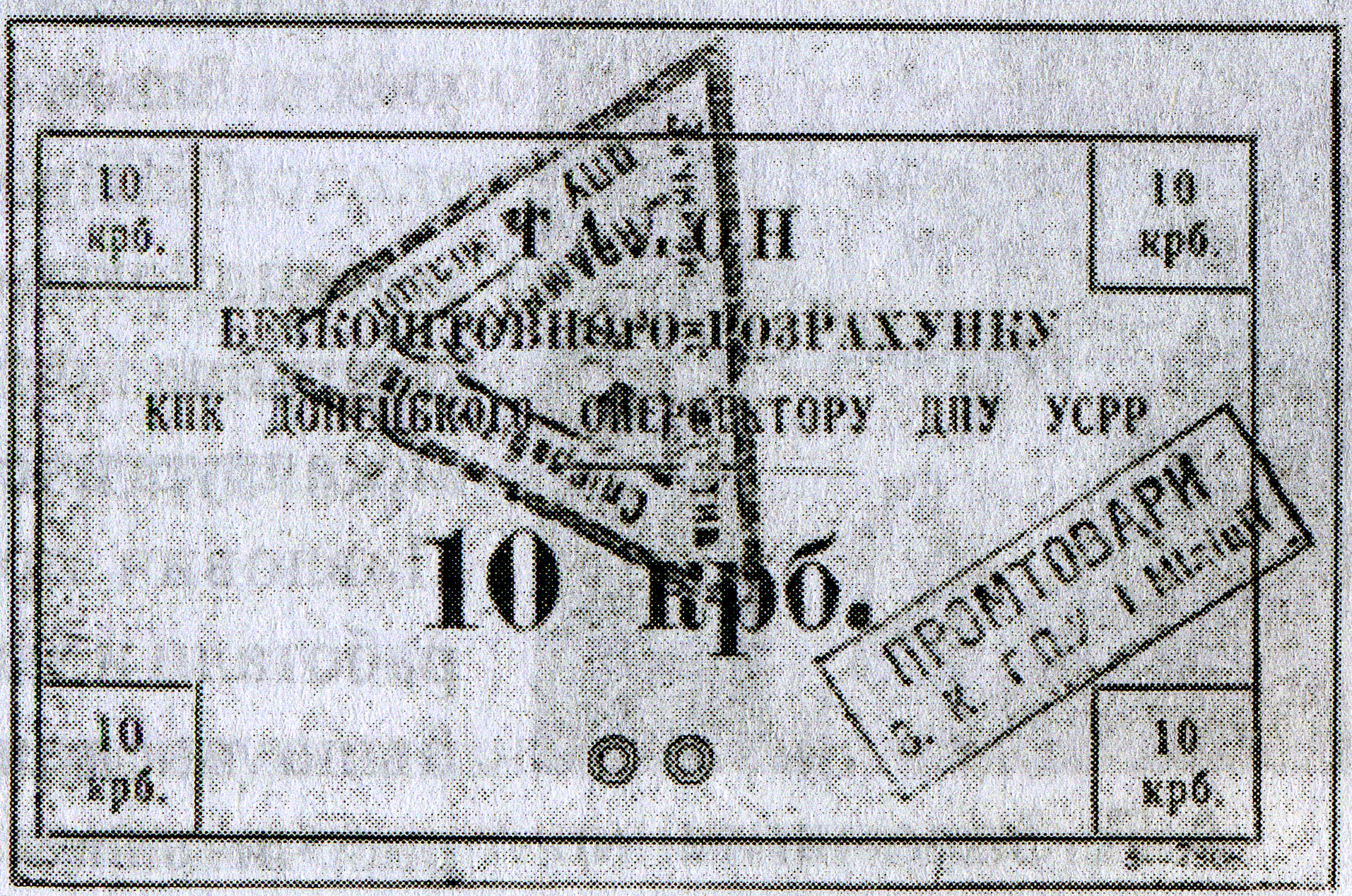
Частный денежный знак закрытого кооператива работников ГПУ и милиции
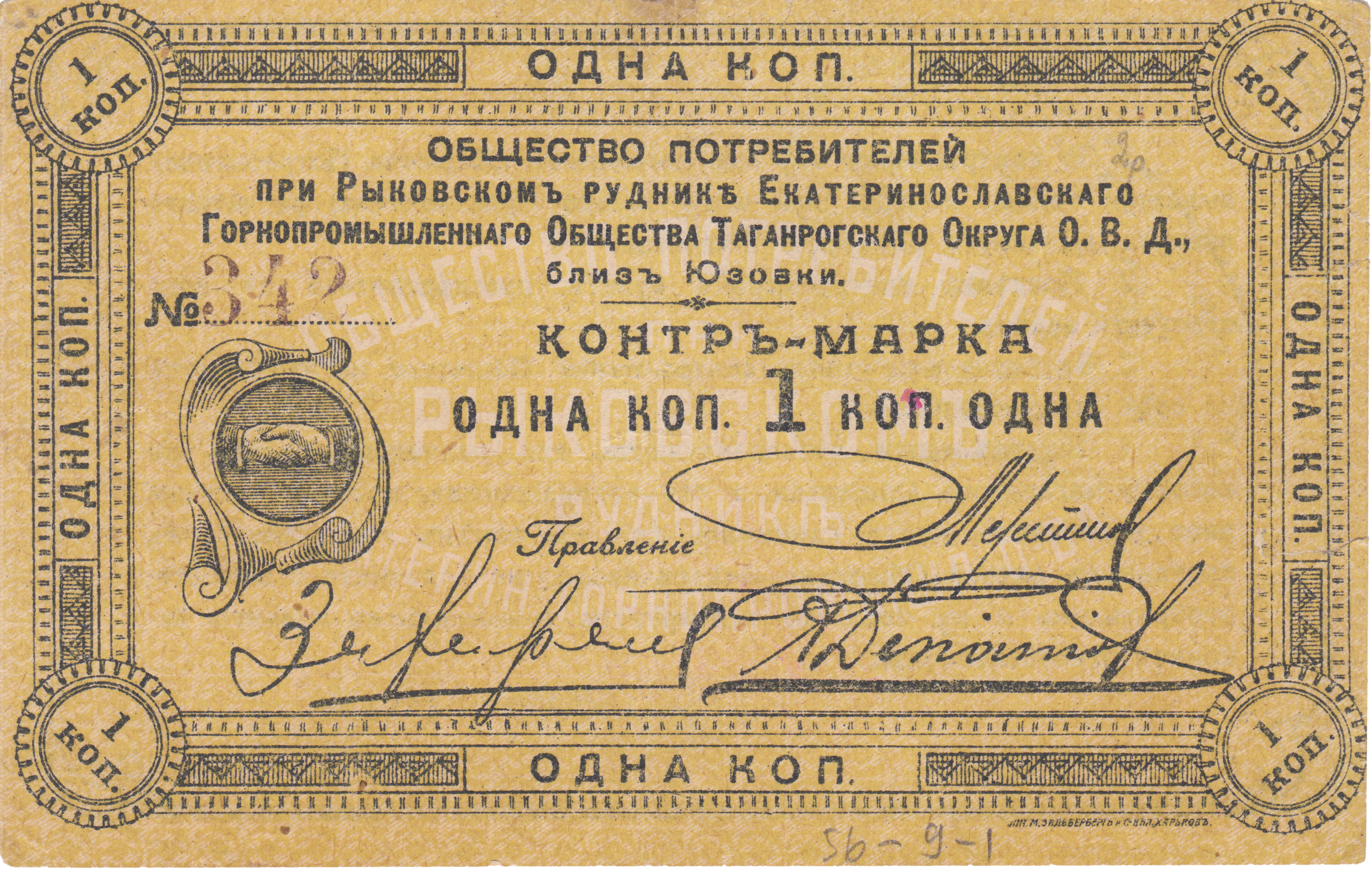
Денежный знак Общества потребителей Рыковских рудников
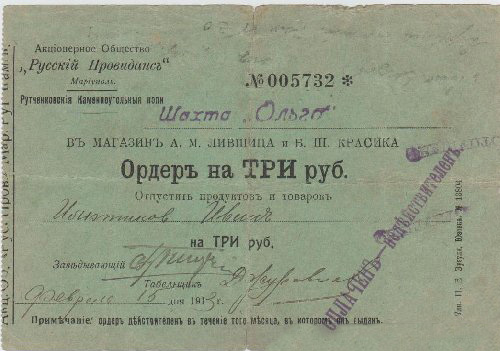
Ордер шахты Ольга
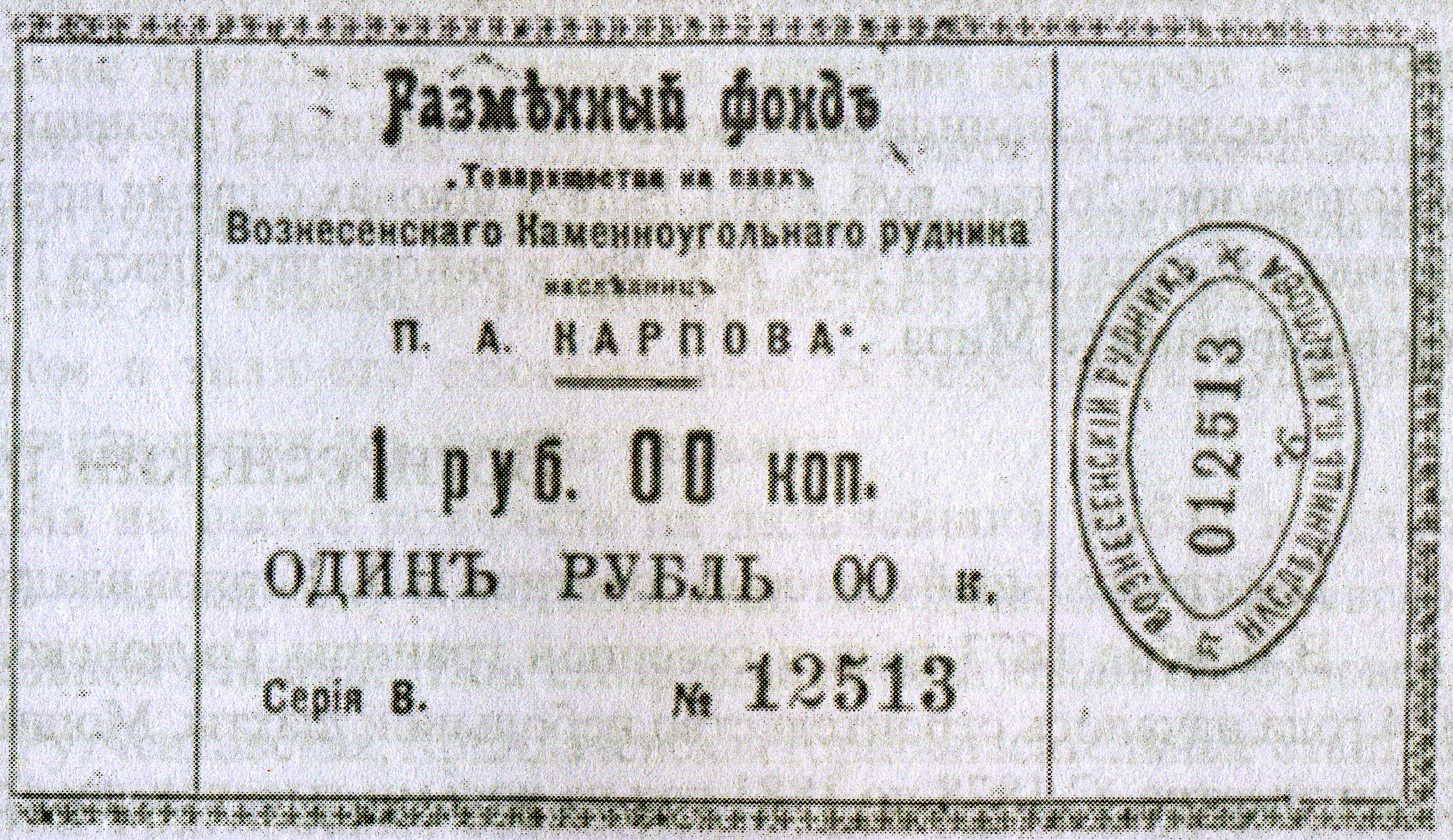
Разменный денежный знак Вознесенского рудника
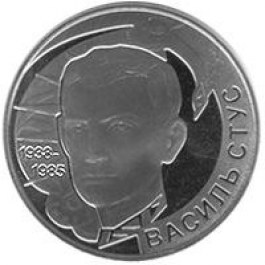
Реверс юбилейной монеты «Василь Стус»

## Топографические карты
- Лист карты M-37-136 Макеевка. Масштаб: 1 : 100 000. Состояние местности на 1987 год. Издание 1991 г.
- Лист карты L-37-4 Донецк. Масштаб: 1 : 100 000. Состояние местности на 1988 год. Издание 1993 г.